# Melun
Pour les articles homonymes, voir Melun (homonymie).
Melun (prononcé : /mə.lœ̃/) est une commune française située dans le département de Seine-et-Marne en région Île-de-France.
Elle est le siège de la préfecture et la troisième ville la plus peuplée du département après Meaux et Chelles et avant Pontault-Combault. 

## Géographie et géologie

### Localisation
Melun est situé à 41 km au sud-est du centre de Paris, dans un méandre de la Seine, entre la Brie et le Gâtinais. Elle trouve  à 15 km de Fontainebleau, à 18 km d'Evry-Courcouronnes et à 15 km de Corbeil-Esssones.
Elle se trouve dans l'aire d'attraction de Paris ainsi que dans son unité urbaine, et est la ville centre de la zone d'emploi de Melun ainsi que de son bassin de vie.

### Communes limitrophes
Les communes limitrophes sont La Rochette, Rubelles, Vaux-le-Pénil, Vert-Saint-Denis, Voisenon, Dammarie-lès-Lys, Maincy et Le Mée-sur-Seine.
| Vert-Saint-Denis | Voisenon    | Rubelles      |
| Le Mée-sur-Seine | Melun       | Maincy        |
| Dammarie-les-Lys | La Rochette | Vaux-le-Pénil |

### Géologie et relief
La superficie de la commune est de 8,04 km2 ; son altitude varie de 37  à   102 mètres.

### Hydrographie

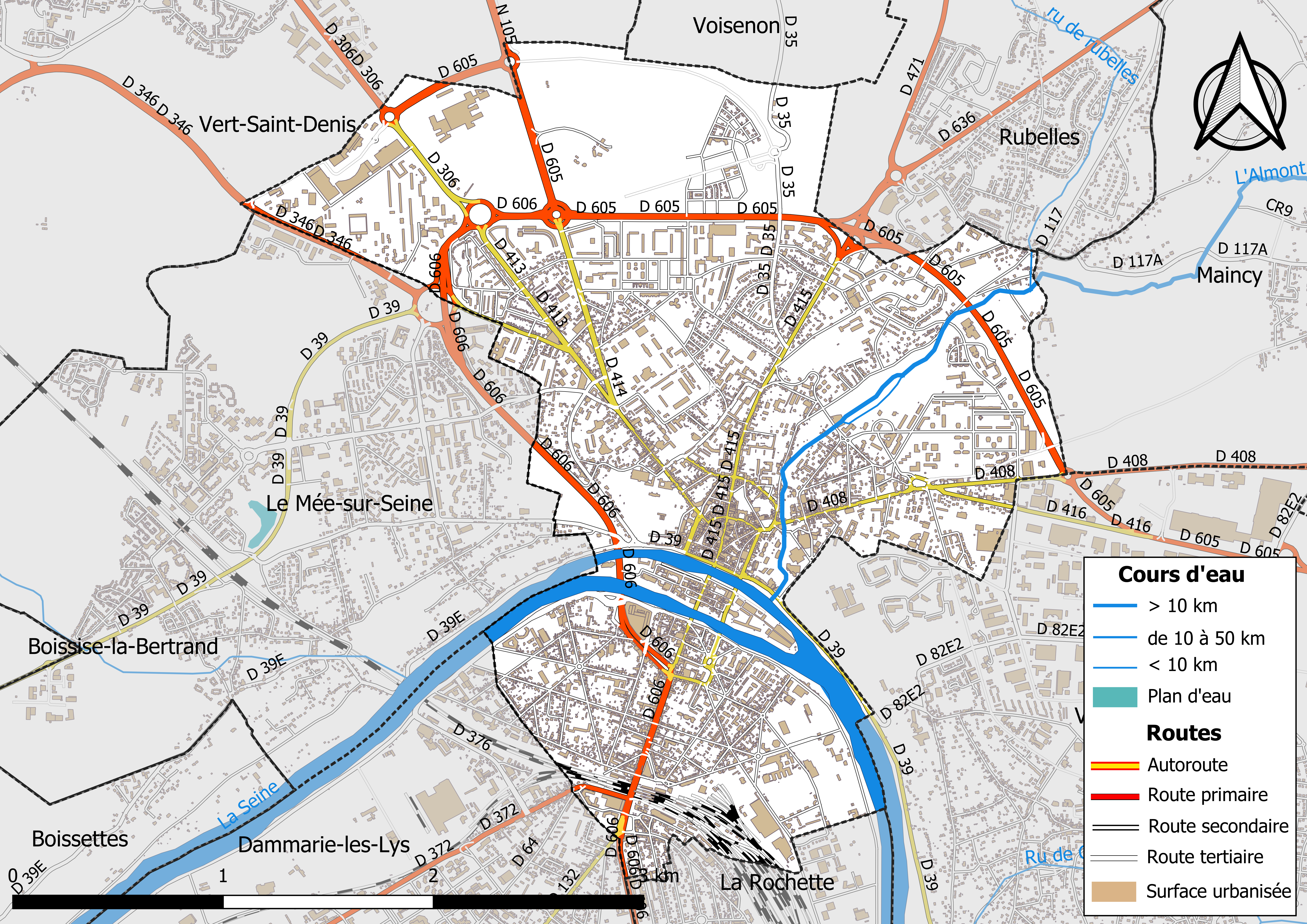
Carte hydrographique et des infrastructures de transport de la commune.

La ville est irriguée et drainée par :
- la Seine, fleuve long de 774,76 km[2], ainsi que :
  - un bras de 1,57 km[3] ;
  - la rivière l’Almont (ou ru d'Ancœur ou ru de Courtenain), longue de 42,15 km[4], son affluent en rive droite, ainsi que :
    - un bras de 0,39 km[5].

La Seine a déjà subi plusieurs grandes crues dont la crue de la Seine de 1910 (le niveau de la Seine avait alors atteint 6,10 m à Melun qui fait partie des zones les plus à risques d'inondation en cas de crue centennale de la Seine) et, à un moindre degré, la crue de mai-juin 2016.
La longueur totale de ces quatre cours d'eau référencés à Melun est de 6,54 km
(voir le cours d'Eau 01 des Trois Moulins, 4,18 km).

### Climat
Pour des articles plus généraux, voir Climat de l'Île-de-France et Climat de Seine-et-Marne.
En 2010, le climat de la commune est de type climat océanique dégradé des plaines du Centre et du Nord, selon une étude du CNRS s'appuyant sur une série de données couvrant la période 1971-2000. En 2020, Météo-France publie une typologie des climats de la France métropolitaine dans laquelle la commune est exposée à un climat océanique altéré et est dans la région climatique Sud-ouest du bassin Parisien, caractérisée par une faible pluviométrie, notamment au printemps (120 à 150 mm) et un hiver froid (3,5 °C).
Pour la période 1971-2000, la température annuelle moyenne est de 11,5 °C, avec une amplitude thermique annuelle de 15,6 °C. Le cumul annuel moyen de précipitations est de 690 mm, avec 10,7 jours de précipitations en janvier et 7,3 jours en juillet. Pour la période 1991-2020, la température moyenne annuelle observée sur la station météorologique la plus proche, située à Montereau-sur-le-Jard à 6 km à vol d'oiseau, est de 11,6 °C et le cumul annuel moyen de précipitations est de 657,9 mm,. Pour l'avenir, les paramètres climatiques de la commune estimés pour 2050 selon différents scénarios d'émission de gaz à effet de serre sont consultables sur un site dédié publié par Météo-France en novembre 2022.

### Milieux naturels et biodiversité
Aucun espace naturel présentant un intérêt patrimonial n'est recensé à Melun dans l'inventaire national du patrimoine naturel,,.

## Urbanisme

### Typologie
Au 1er janvier 2024, Melun est catégorisée grand centre urbain, selon la nouvelle grille communale de densité à sept niveaux définie par l'Insee en 2022.
Elle appartient à l'unité urbaine de Paris, une agglomération inter-départementale regroupant 407 communes, dont elle est une commune de la banlieue,,.
Par ailleurs la commune fait partie de l'aire d'attraction de Paris, dont elle est une commune d'un pôle secondaire,. Cette aire regroupe 1 929 communes,.

### Occupation des sols

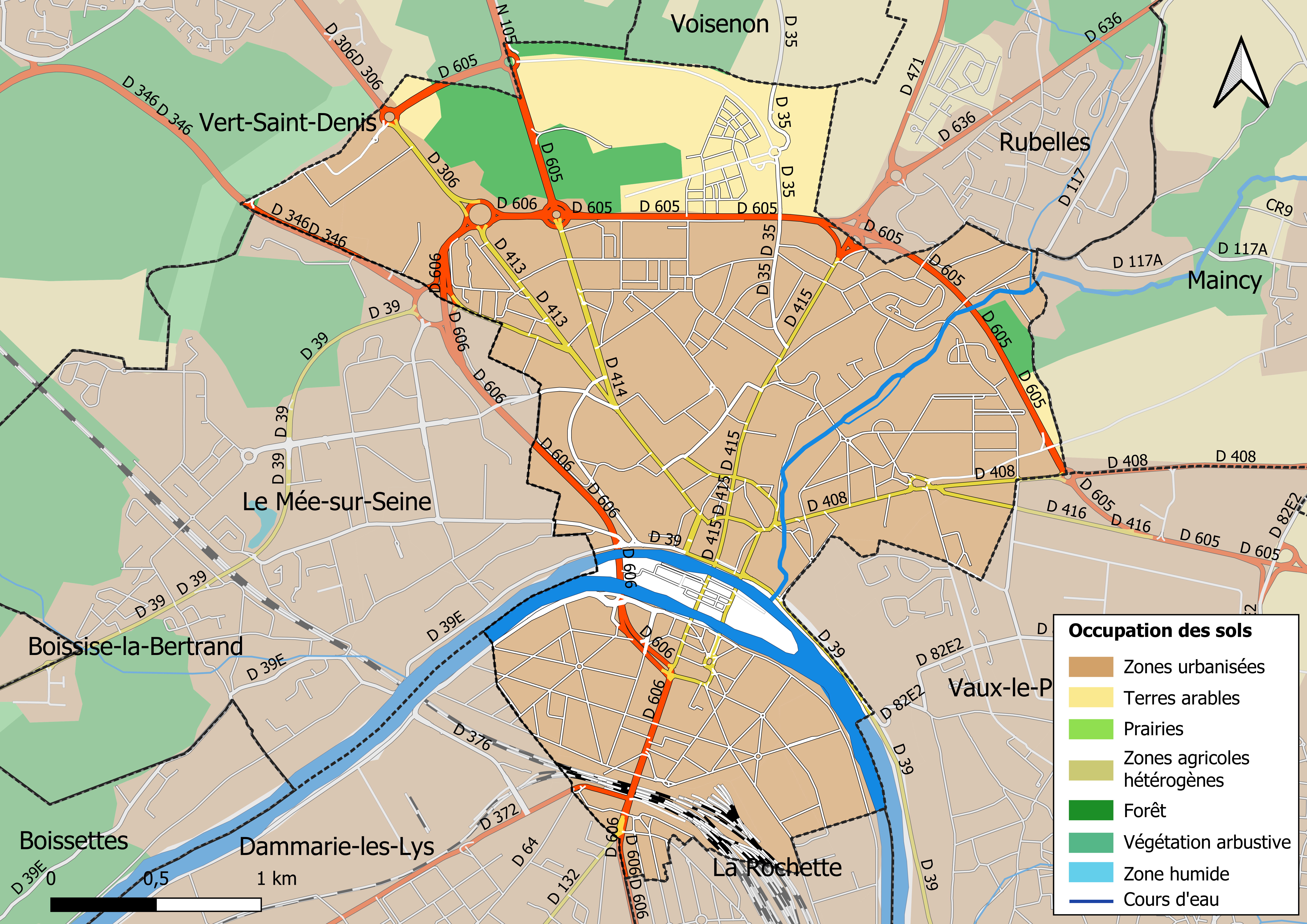
Carte de l'occupation des sols de la commune en 2018 (CLC).

### Lieux-dits, hameaux et écarts

#### Quartier du Marché-Marais (Schuman)
Ce quartier se situe au nord-ouest de Melun. Il est limitrophe des communes du Mée-sur-Seine. Il était autrefois nommé « Marché-Marais », les deux termes faisant référence à la présence de marais sur le Champ de Foire. En 1989, le conseil municipal décide de renommer ce quartier du nom d'un des pères de l'Europe, Robert Schuman. Il fait partie du plateau de Corbeil (désormais "Jardin de l'Europe"), ensemble de quartiers entre les villes du Mée-sur-Seine et Melun, regroupant en tout 8 337 habitants (2018).

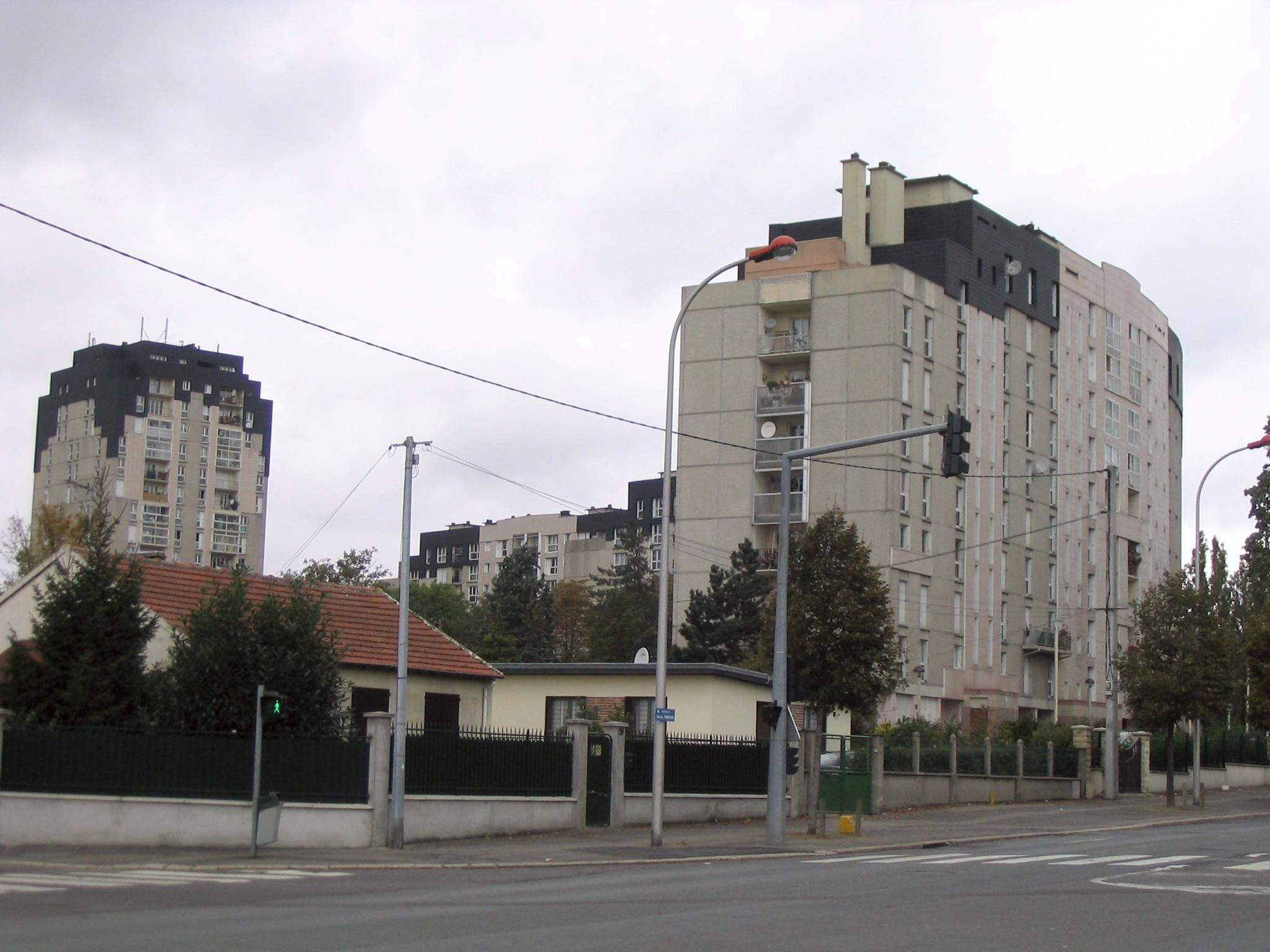
Barre d'immeuble du grand ensemble entre Montaigu et Marché-Marais.

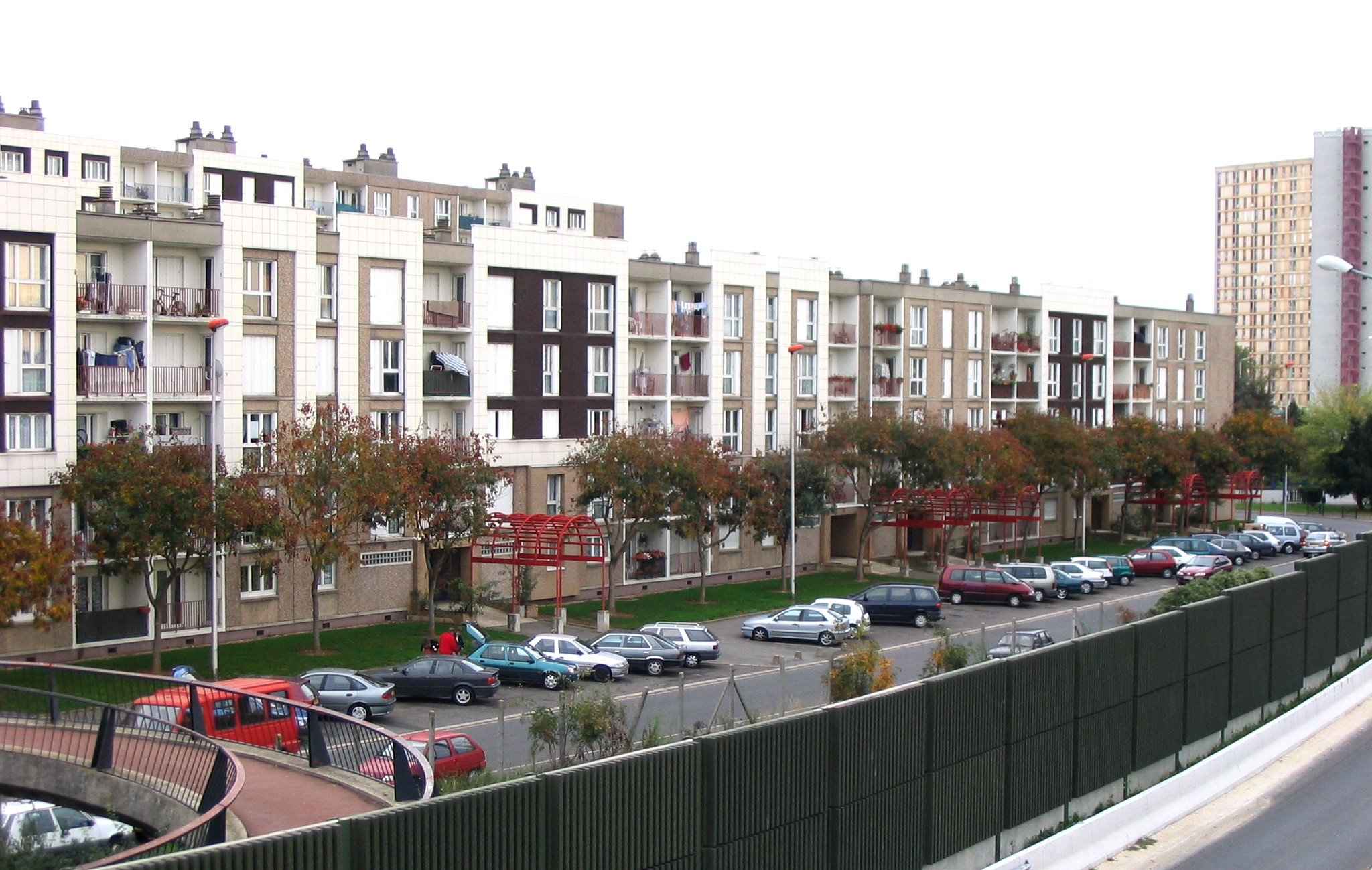
Cité Gaston Tunc (avant démolition en 2012)

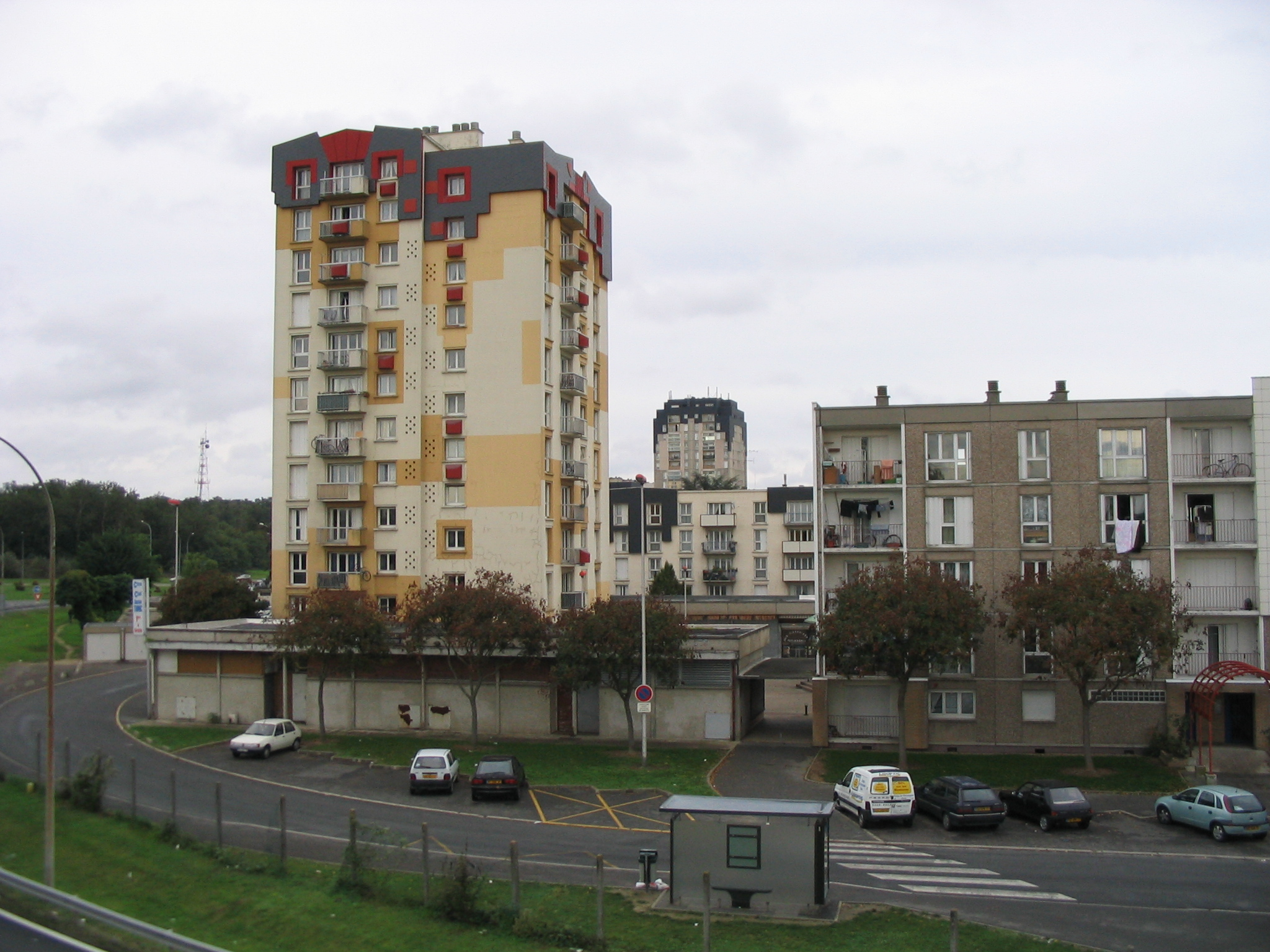
Tour de la cité Gaston Tunc.

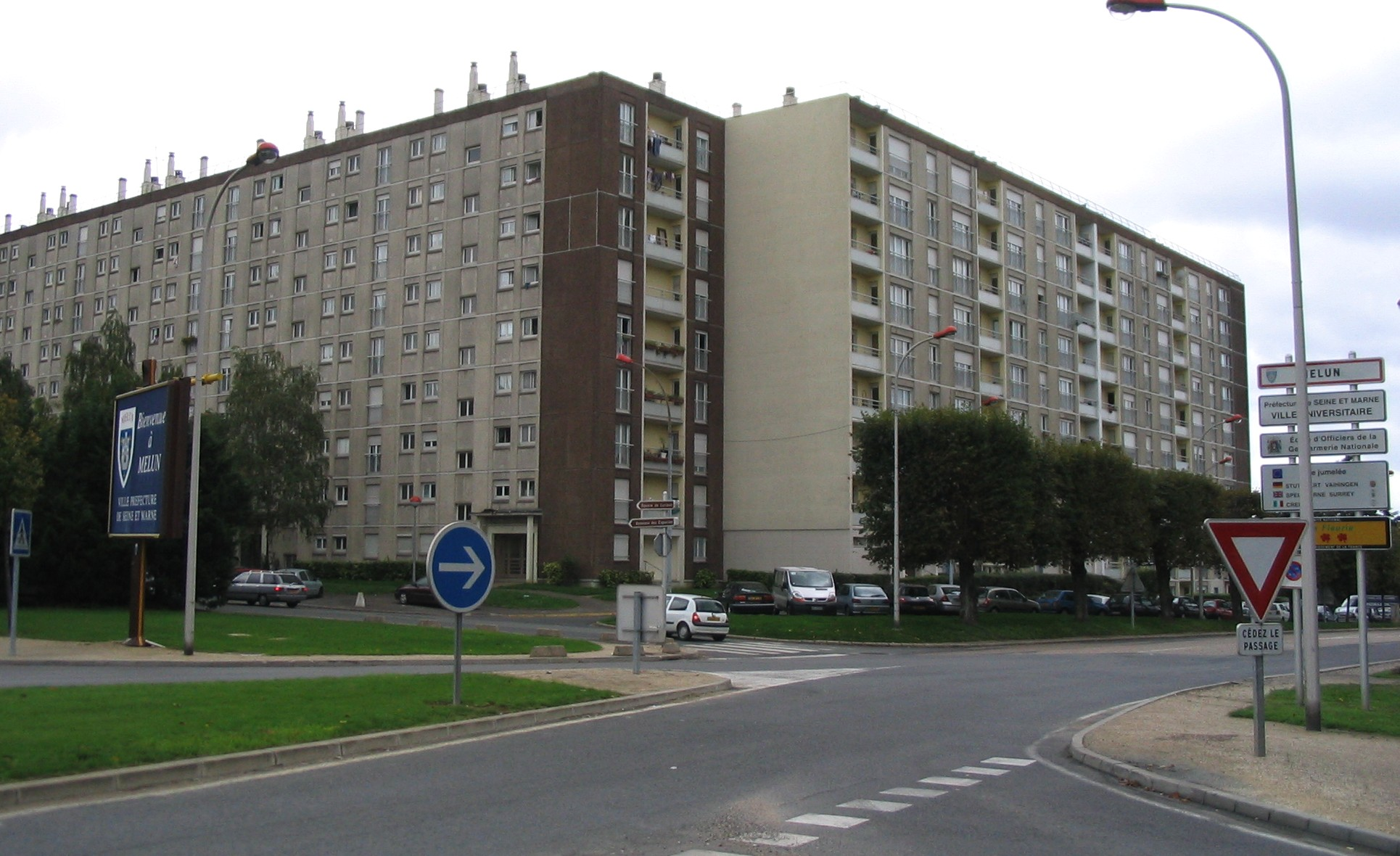
Logements sociaux entre les quartiers de Montaigu et de Marché-Marais.

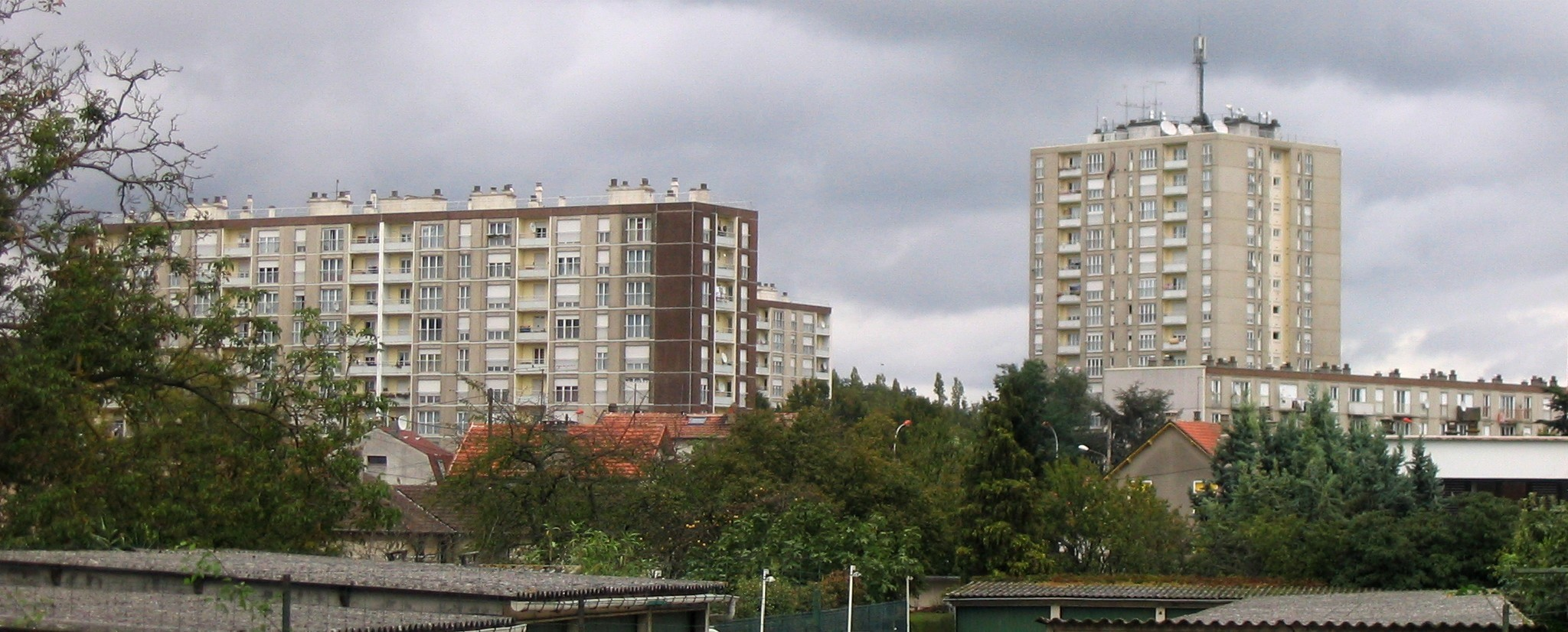
Quartier montaigu vue depuis le quartier Marché-Marais

#### Cité Gaston Tunc
La cité Gaston Tunc est un ensemble de bâtiments localisés dans les quartiers nord-est de Melun. Elle fait également partie du plateau de Corbeil. En 2012, cette cité est détruite dans le cadre du « projet Oxygène », qui visait à « réhabiliter les quartiers nord, enclavés et affublés d'une mauvaise image. (…) C'est pourtant dans cette partie de la ville que vivent 60% de ses habitants, d'où le besoin et l'envie de rénovation urbaine ».

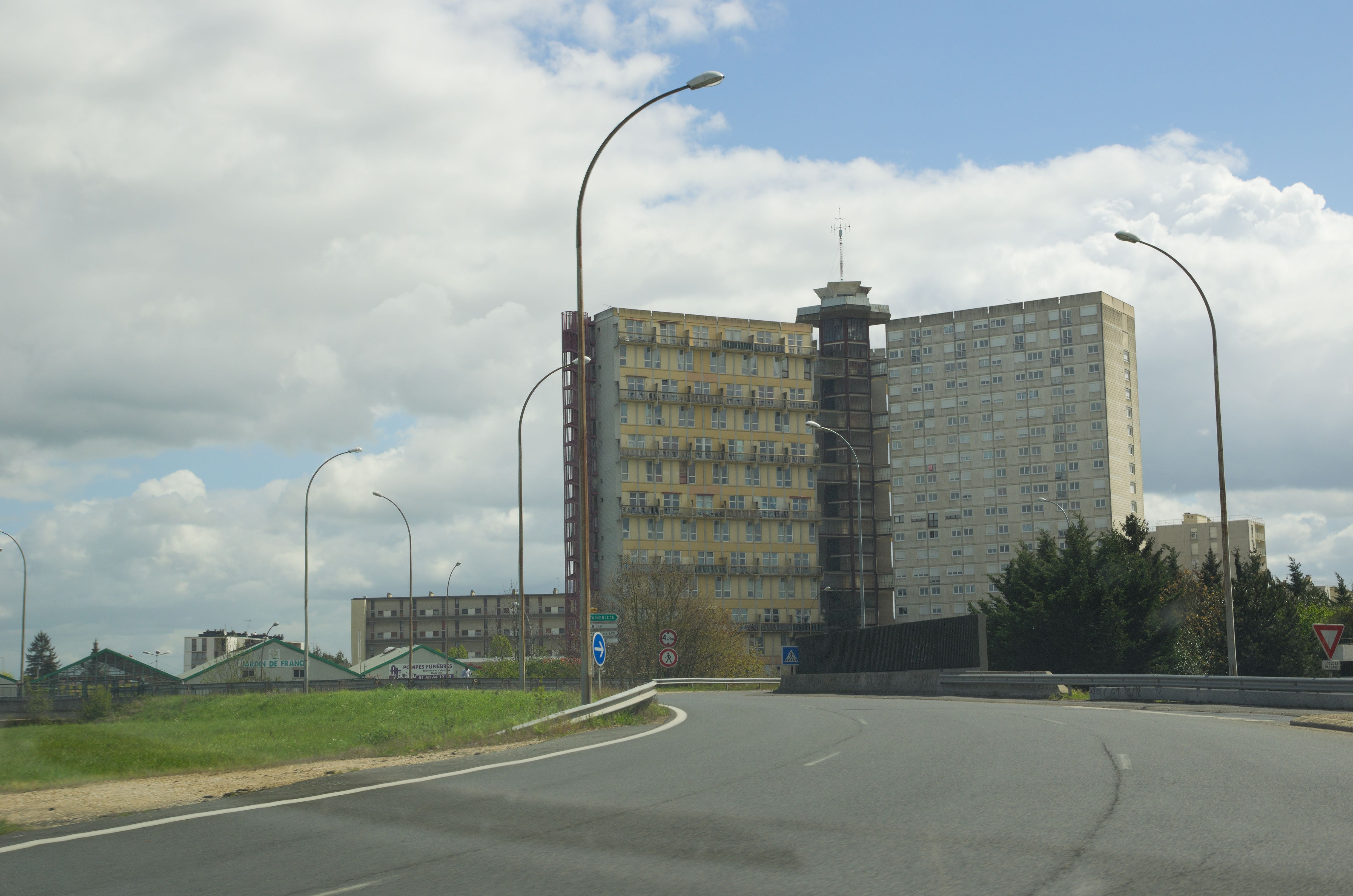
Tripode du quartier Plein-Ciel, au Mée-sur-Seine

#### Quartier Montaigu
Grand ensemble des quartiers nord de Melun, il fut réalisé par Louis Arretche : en 1957, l’Office départemental de HLM de Seine-et-Marne prévoit la construction d’un ensemble de 1 140 logements et d’une école sur le site de Montaigu, au nord de Melun. L'opération d'aménagement à Montaigu à Melun, dirigée par l'architecte Louis Arretche, a débuté dans les années 1950 et a inclus la construction de logements LOGECO et EMO, ainsi que l'unité résidentielle de Montaigu avec 787 logements HLM. Deux tours de quatorze étages ont été érigées pour les rapatriés d'Algérie, et au sud, deux barres de cinquante-six logements HLM ont été construites. L'ensemble, réalisé dans les années 1960, constitue le plus vaste secteur aménagé sur le plateau nord de Melun. Certains bâtiments ont été réhabilités par la suite.

#### Île Saint-Étienne

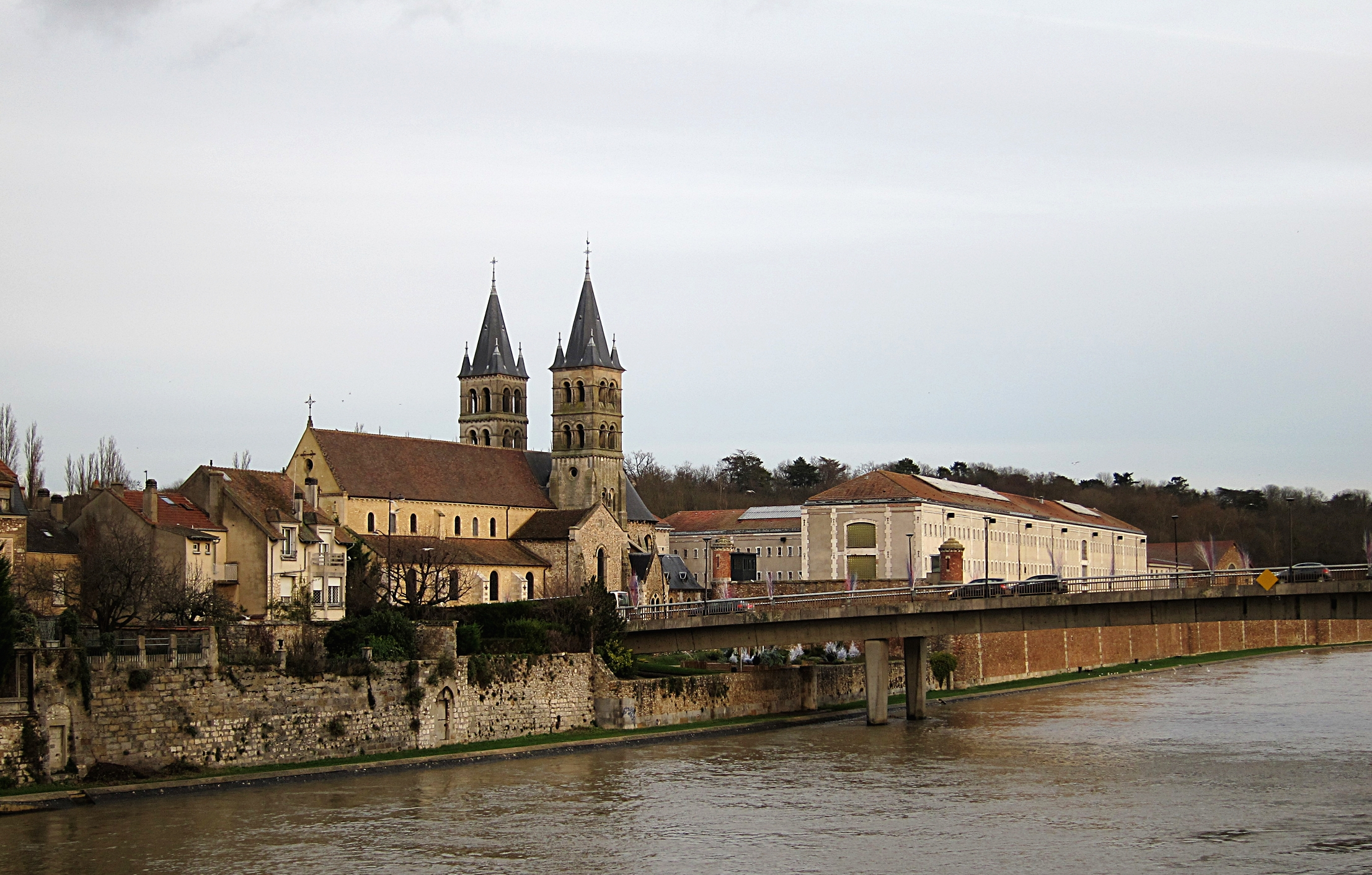
La collégiale Notre-Dame et la prison de Melun sur l'île Saint Étienne.

- Collégiale Notre-Dame de Melun : place notre-Dame. Fondée au XIe siècle.
- Centre de détention de Melun : construit à l'emplacement de l'ancien hôtel-Dieu Saint-Nicolas, il occupe la pointe amont de l'île et enserre la collégiale Notre-Dame. Sa construction s'est déroulée en plusieurs phases : premiers bâtiments de 1812 à 1832, extensions entre 1858-1867, remplacement des anciens dortoirs par un nouveau bâtiment entre 1884 à 1887[22]. En 1926, la maison centrale fait les gros titres de la presse à l'occasion du vol d'un code secret du ministère de l'intérieur, le « code TZ », dont l'impression est confiée aux détenus[23]. Sur ses murs, une plaque commémorative y indique l'internement de résistants jusqu'en 1945, un an après la libération de la ville.
- Prieuré Saint-Sauveur : rue Saint-Étienne. Fondé au XIe siècle.
- Four gallo-romain : square Notre-Dame. En terre réfractaire. Date : Ier ou IIe siècle. Une fouille opérée après la destruction du manège de cavalerie en 1974 a mis au jour des traces d’habitat d’époque gallo-romaine ainsi que ce four, installé ensuite près de la collégiale Notre-Dame.
- Jardin botanique : situé sur la pointe ouest de l’île Saint-Étienne. Don du pharmacien et docteur Alexandre-Victor Roussel, né en 1795, le jardin a subi les bombardements de 1944 et la tempête de 1999.
- Ancienne poste : place Praslin. En brique (façade classée), construit en 1929, le bâtiment devient une annexe de l'Université Panthéon-Assas, inauguré le 29 septembre 2007 en tant que « site Emmanuel Fréteau de Saint-Just ».
- Le musée municipal dans l'hôtel de la Vicomté, classé monument historique pour ses lucarnes du XVIe siècle, ancienne demeure de Nicolas Fouquet avant qu'il habite le château de Vaux-le-Vicomte. Au XXe abritait la bibliothèque municipale jusqu'à ce que la médiathèque soit construite à l'ouest de l'ile.
- L'Astrolabe, médiathèque et archives : rue du Château. Inaugurée en juin 2004.
- Poterne Saint-Sauveur : rue Saint-Sauveur. Jusqu’au milieu du XIXe siècle, il était possible de voyager par le fleuve. Les voyageurs débarquaient à cette poterne puis pouvaient se rendre à la chapelle des coches, dans le prieuré Saint-Sauveur, pour remercier Dieu d’avoir fait bon voyage.
- Vestiges des anciennes fortifications, sur la rive sud de l'île, entre la collégiale Notre-Dame et le pont du Maréchal-Leclerc[24].

#### Quartier Saint-Aspais
C'est le quartier de l'actuel centre-ville de Melun où se situent la mairie, de nombreux commerces et quelques rues piétonnes.

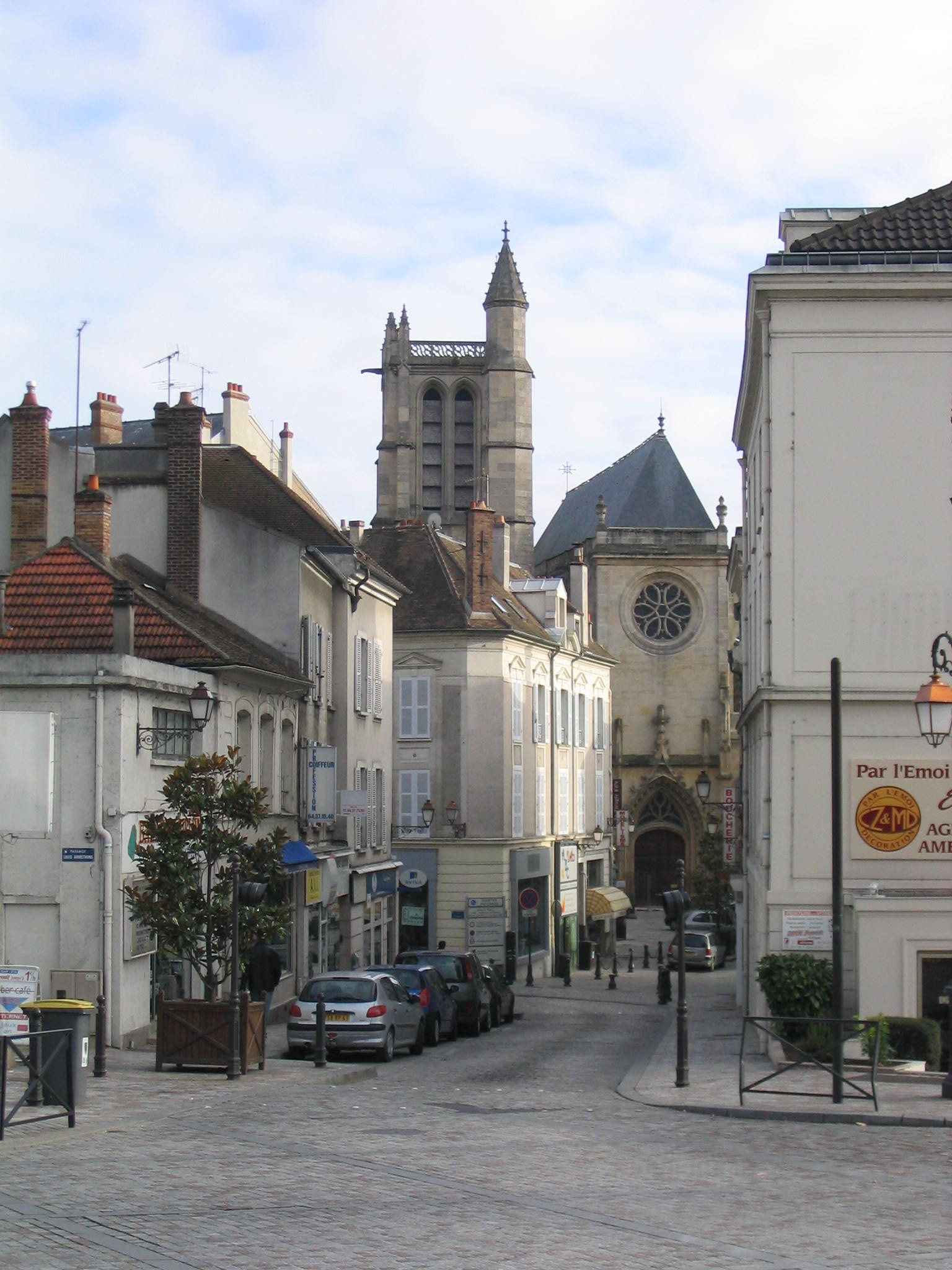
Rue du Miroir, quartier Saint-Aspais.

- Église Saint-Aspais : rue Saint-Aspais. En pierre. Construite dans la première moitié du XVIe siècle dans le style gothique flamboyant selon les plans de l'architecte parisien Jehan de Félin (auquel on doit aussi la tour Saint-Jacques de Paris).
- Porches : rue du Presbytère. En pierre. Cette rue comporte d’anciennes maisons.
- Maison datant du Moyen Âge : rues du Presbytère et au Lin. Maisons en pierre situées dans ce qui fut le quartier le plus pauvre de la commune.
- Porte de l’Hôtel-Dieu Saint-Jacques[Note 5] : rue Carnot et rue Saint-Jacques[25]. En pierre et datant probablement du XVe siècle. L’un des rares vestiges d’un hospice dont l’existence est attestée en 999. Au XIVe siècle, il n’accueille plus que quatre malades. De faux malades tentent de s’y faire admettre, créant un certain désordre. Les femmes présentes dans le bâtiment sont, à partir de 1508, admises à l’hôtel-Dieu Saint-Nicolas. Au cours de la Révolution, les malades sont transférés au couvent des Récollets transformé en hôpital communal, ainsi que les femmes malades de Saint-Nicolas.
- Coin Musard : grand magasin situé à l'angle des rues Saint-Aspais et Paul-Doumer. Reconstruit en béton après les destructions de la Seconde Guerre mondiale.
- Vestiges de la porte Saint-Jean : place Saint-Jean. En pierre. Il s’agit de deux pilastres en grès datant de la fin du XVIe siècle, encastrés dans un mur plus récent.
- Fontaine Saint-Jean : place Saint-Jean. En fonte. Datée de 1864, cette œuvre est due au sculpteur Jean-Baptiste-Jules Klagmann. Elle comporte deux vasques superposées, séparées par trois statues symbolisant la Seine, la Marne et l’Yonne qui sont les plus importants cours d'eau de Seine-et-Marne
- Hôtel de ville : rue Paul-Doumer. En pierre et brique. Le site était occupé par l’hôtel des Cens, habité par les bénédictines de Trainel de 1629 à 1652. Construction de l’hôtel de ville de 1847 à 1848.
- Statue de Jacques Amyot : dans la cour de l’hôtel de ville. Inaugurée le 20 mai 1860.
- Monument à Gabriel Leroy : jardins de l’hôtel de ville. Sculpture en pierre d’Émile Gaulard en hommage à cet historien local (1834-1908). Le buste en bronze qui l’ornait depuis sa construction en 1909 fut fondu en 1943, dans le cadre de la mobilisation des métaux non ferreux.
- Hôtel de la Caisse d’épargne : rue du Miroir. En pierre, construite en 1889 par les architectes Haran et Prony, à l’emplacement de l’ancien hôtel du Chapeau Rouge.
- Ancienne sous-préfecture : place de la Porte-de-Paris. Construit en brique vers 1890, cet immeuble est d’abord la propriété du brasseur Barthel, fondateur en 1850 de ce qui sera la brasserie Gruber. La Société d’Assurances Mutuelles de Seine-et-Marne le rachète en 1903, puis y installe ses bureaux. Il servira ensuite de sous-préfecture et de direction départementale de l’agriculture. Il abrite actuellement des services annexes du conseil départemental de Seine-et-Marne et un restaurant administratif.
- Imprimerie Legrand & fils : rue Bancel. Cette imprimerie est vendue les années 1890 par E. Drosne à Émile Legrand, imprimeur et éditeur. Ses deux fils, puis sa petite-fille, reprennent l’affaire. Aujourd'hui démolie.
- Maison d’enfance de Jacques-Amyot : rue Saint-Aspais. La plaque commémorative en bronze est incrustée dans le mur le 22 novembre 1913.
- Monument aux morts : quai Maréchal-Foch. En pierre de Meuse. Érigé en 1923 par le sculpteur Jean-René Carrière, le monument est inauguré le 7 juin 1925, en présence du maréchal Foch.
- Collège Jacques-Amyot : rue du Général-de-Gaulle. En pierre et en brique. Le site était auparavant occupé par le couvent des Capucins, fondé en 1606 avec l’autorisation d’Henri IV, puis vendu à un particulier en 1791. Le bâtiment actuel est construit en 1885 et accueille un collège. Pendant la première bataille de la Marne, le collège abrita du 3 au 8 septembre 1914 les services du quartier général[26] du corps expéditionnaire britannique (avec un quartier général avancé à Mortcerf) tandis que le maréchal French résidait au château de Vaux-le-Pénil.
- Tribunal administratif : rue du Général-de-Gaulle. En pierre et en brique. À l’origine, il s’agit d’un couvent fondé en 1406, puis, brûlé en 1420, il est reconstruit sous François Ier. Le couvent est à nouveau incendié par les ligueurs durant le siège de la ville par Henri IV. Le couvent est reconstruit au cours du règne de Louis XIII. Une nouvelle chapelle est bâtie en 1735. Le couvent devient bien national sous la Révolution, puis le palais de justice s’y installe en 1816. Le couvent est transformé en 1876, l’église devient théâtre municipal puis centre culturel. Siège des tribunaux administratifs, civils et pénaux jusqu'en 1999, il n'abrite plus depuis que le tribunal administratif.

#### Quartier Saint-Liesne

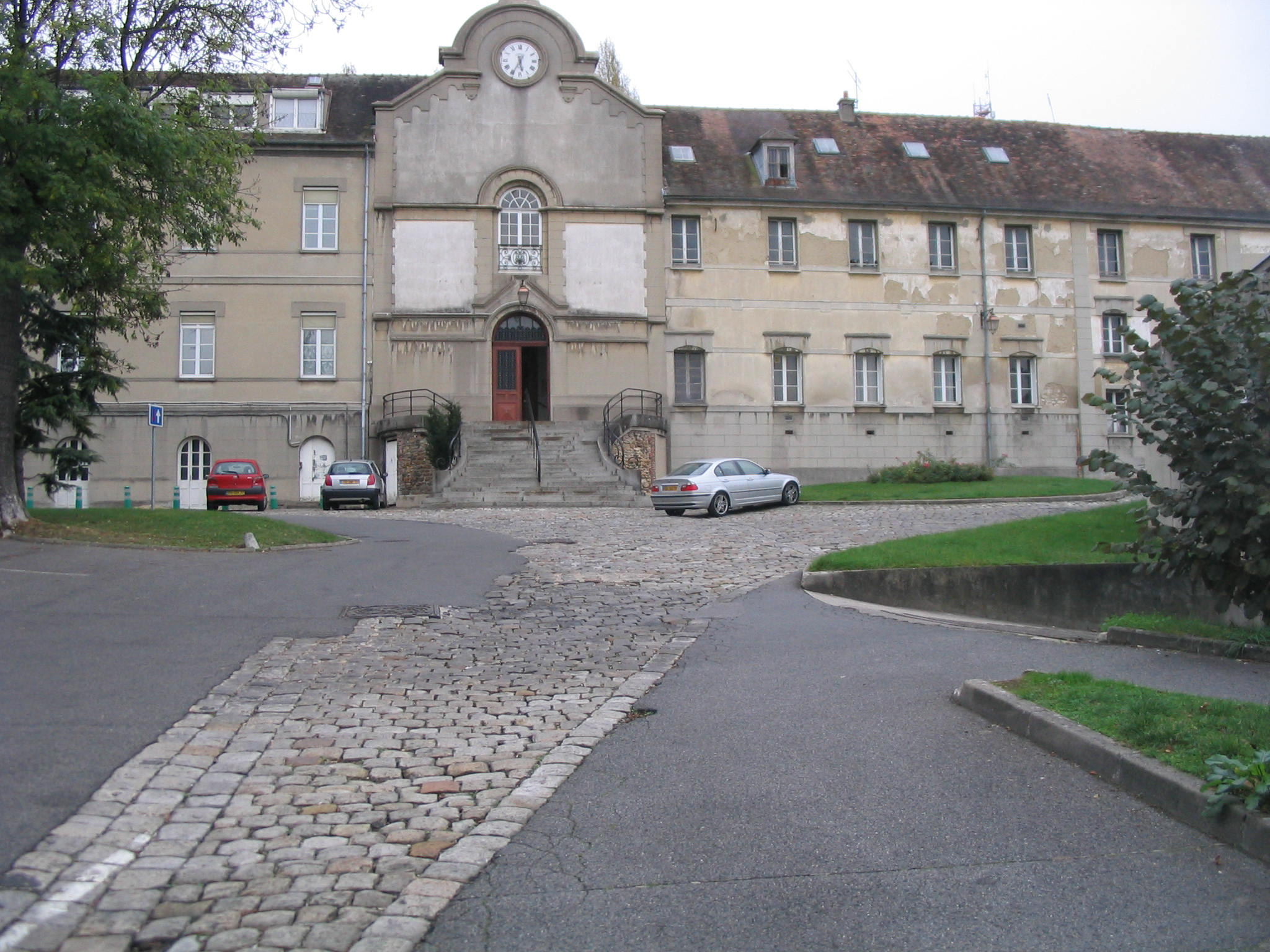
Ancien couvent des Récollets, à Melun.

Ce quartier limitrophe avec Vaux-le-Pénil est situé sur la côte le long de laquelle s'écoule l'Almont, depuis le quartier de l'Almont jusqu'à la Seine. Majoritairement résidentiel, il abritait avant transfert le centre hospitalier Marc-Jacquet de Melun, comprenant un hôpital (alors situé en partie sur le territoire de la commune de Vaux-le-Pénil), une maternité et un hospice.
- Ancien couvent des Récollets : rue Fréteau de Peny les Récollets obtiennent le droit de s’établir sur des terres données par le marquis de Rostaing dès 1606. Le roi donne l'autorisation de reconstruire leur couvent en 1616. Leur installation inquiète tout d'abord la population car la ville de Melun possédait alors de nombreux couvents. Pour rassurer la population, l’archevêque de Sens limite leur nombre à huit en 1660. La foudre provoque un incendie qui détruit le couvent en 1760. L’église est bénie en 1763. En 1793, les bâtiments accueillent les malades des hôtels-Dieu Saint-Jacques et Saint-Nicolas, qui sont supprimés. Le couvent est transformé en hospice, puis en hôpital mixte jusqu’en 1940, date à partir de laquelle seule sa fonction d’hospice perdure. En 1980, l'hospice est transféré pour raison de sécurité. La chapelle demeure utilisée[27].
- Pont Saint-Liesne : sur l’Almont. En pierre. Ce pont est reconstruit en 1841 en présence du duc d’Aumale dont il prend le nom. Redénommé pont Saint-Liesne en 1848.
- Lavoir de la fontaine Saint-Liesne : rue de la fontaine Saint-Liesne. En pierre et en ciment. La fontaine Saint-Liesne déversait une eau réputée miraculeuse, ce qui lui valut d’être un lieu de pèlerinage jusqu’au XVIIIe siècle. Charles de Rostaing en accorde la possession au monastère des Récollets.
- ZUP du quartier de l'Almont : construite de 1962 à 1976, par l'architecte-urbaniste Léon Bazin, comprenant des barres et tours, de type grand ensemble, ainsi que des équipements publics (écoles, collège, centre commercial, etc.), avec un total de 3 129 logements.

#### Quartier Saint-Barthélemy

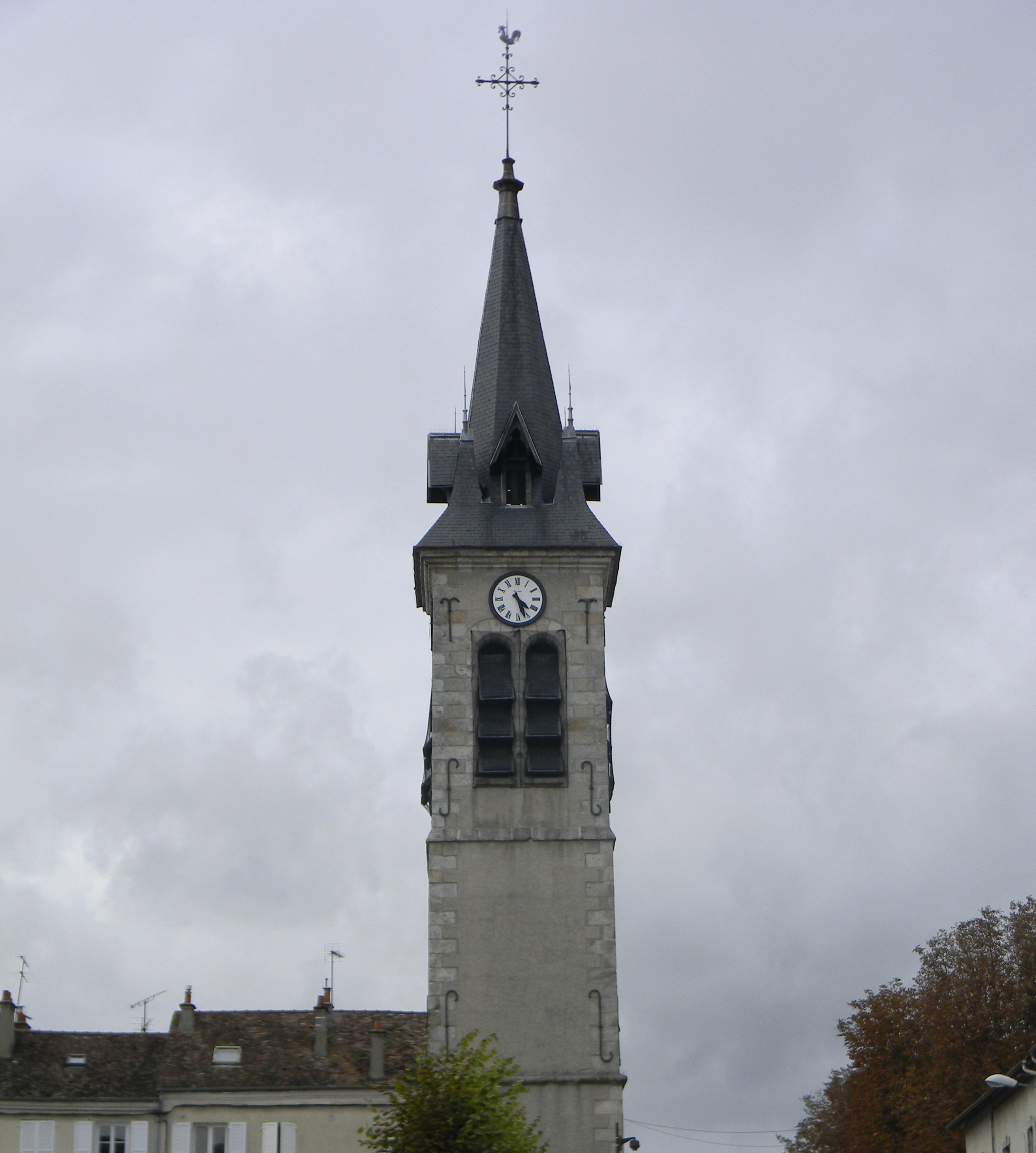
Clocher de l'ancienne église Saint-Barthélemy.

- Clocher Saint-Barthélemy : place de la Préfecture. En pierre et haut de 35 mètres. L’église Saint-Barthélemy est fondée durant le règne de Robert II le Pieux. Elle est détruite par les Anglais et les Bourguignons au cours de la guerre de Cent Ans. Elle est incendiée en 1590 par les ligueurs assiégés par Henri IV afin de retarder la progression des troupes du roi. L’église est rebâtie en 1598, le clocher l’est en 1737. En 1755, César-François Cassini s’en sert comme point de référence pour établir une carte de France. L’église est démolie en 1809. Le clocher en est le dernier vestige.
- Croix des Vaux-Rondins : avenue du 31e régiment d’infanterie et avenue du Général-Patton. En pierre et en fer. Les reliques de saint Liesne furent cachées par les moines de l’abbaye de Saint-Père durant les invasions normandes, au IXe siècle. En 1322, des lépreux auraient remarqué une forte lumière qui brillait depuis plusieurs nuits. En creusant le sol, les Bénédictins auraient découvert plusieurs châsses, dont certaines contenaient les restes de saint Aspais et de saint Liesne. Ce récit est purement légendaire. La croix aurait été installée sur le lieu de la découverte. Abattue en 1793, elle est rétablie par les fidèles sous la Restauration.
- « Terme austral » (c'est-à-dire borne sud) de la base de mesure Melun-Lieusaint : à la suite de la décision de la Constituante du 26 mars 1791 d'adopter « la grandeur du quart du méridien terrestre pour base du nouveau système de mesures qui sera décimal », les astronomes Delambre et Méchain sont chargés de la mesure de l'arc du méridien par triangulation de Dunkerque à Barcelone. En l'an VI (1798), pour vérifier leurs calculs, Delambre et Méchain prennent comme base de référence la distance entre Melun et Lieusaint (où se trouve le « terme boréal »), mesurant exactement 6075,90 toises soit 11 842,151 m. Le point géodésique pris comme référence à Melun est marqué par une pierre en forme de pyramide écrasée, toujours existante mais aujourd'hui invisible car cachée sous un îlot directionnel (à l'intersection de l'avenue du 31e-régiment-d’infanterie et de la rue Émile-Leclerc)[28].
- Ce quartier abrite la préfecture de Seine-et-Marne ainsi que l'Hôtel du département, le tout constitué de parties anciennes avec jardins de l' ancienne abbaye Saint-Père et de parties plus modernes datant du XXe siècle.
- La chapelle Saint-Barthélemy de l'Institut Saint-Aspais : rue de Président-Despatys.

#### Quartier Saint-Ambroise

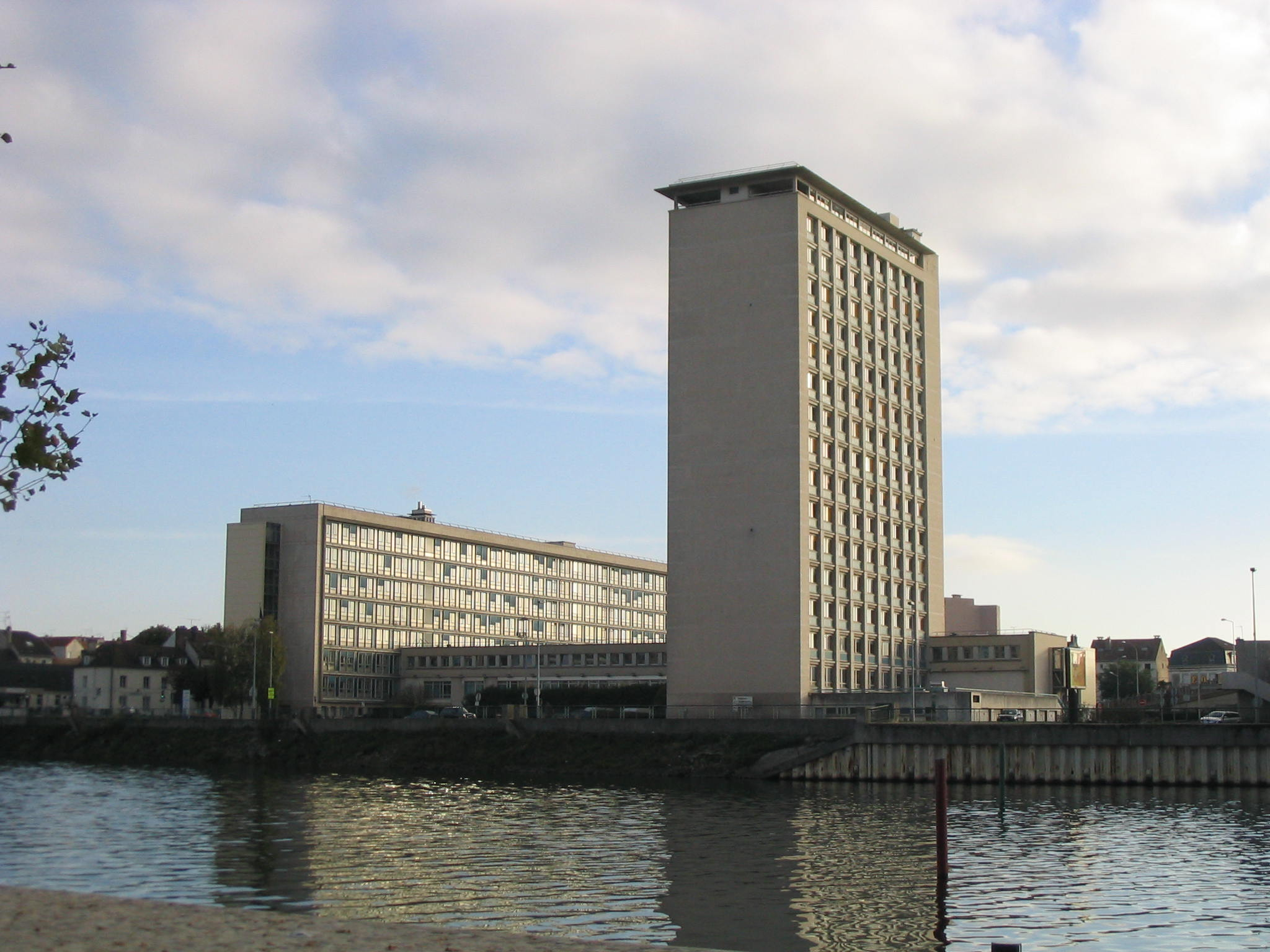
La cité administrative.

- Cité administrative : boulevard Chamblain. Construite en béton de 1961 à 1965. Cette cité abrite les services de l'État en Seine-et-Marne, trop à l’étroit à la préfecture. La barre fut construite en premier, la tour fut ensuite bâtie.
- Pont de chemin de fer : construit en 1849, dans le cadre de la construction d’une ligne ferroviaire reliant Melun à Montereau. La ligne Montereau-Corbeil ouverte en 1897 passe par Melun.
- Gare : place Gallieni. Ce bâtiment en pierre et en béton date du milieu du XIXe siècle. Elle fut agrandie et modernisée à plusieurs reprises, dont la dernière en 2011.
- Monument aux morts de 1870 : boulevard Chamblain et avenue Thiers. En pierre et en bronze. Inauguration le 2 juin 1901.
- Statue de Jeanne d’Arc : place Chapu. En marbre. Copie de l’œuvre d’Henri Chapu intitulée Jeanne d’Arc écoutant ses voix, parue au Salon des artistes français en 1870. Cette copie est inaugurée le 11 mai 1930.
- Tribunal de grande instance : construit entre 1996 et 1998 par les architectes lyonnais Jourda et Perraudin[29]. En métal et en verre. Ce bâtiment a été construit dans le cadre de la zone d'aménagement concerté, sur le site de l'ancienne brasserie Gruber.
- Caf de Seine-et-Marne.

#### Quartier Schuman

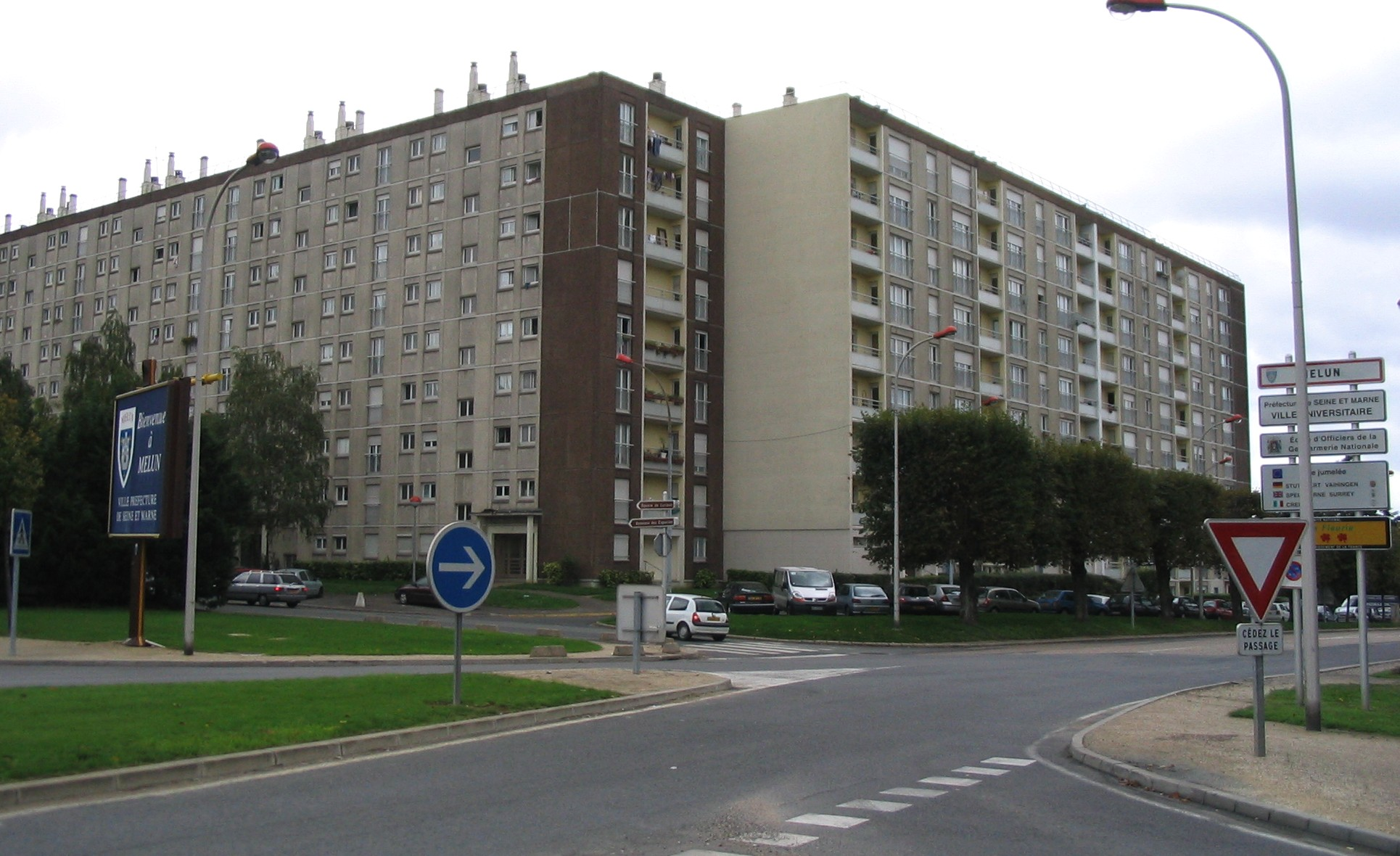
Logements sociaux entre les quartiers de Montaigu et de Marché-Marais.

Ce quartier se situe au nord-ouest de Melun. Il est limitrophe des communes du Mée-sur-Seine et de Cesson.
Il était autrefois nommé « Marché-Marais », les deux termes faisant référence à la présence de marais sur le Champ de Foire à l'époque médiévale et moderne. En 1989, le conseil municipal décide de renommer ce quartier du nom d'un des pères de l'Europe, Robert Schuman.
Dans ce quartier, on trouve :
- la caserne de la gendarmerie mobile (construite en 1964) ;
- la caserne des pompiers (construite en 1973) ;
- le groupe scolaire Jean-Bonis (du nom de l'ancien premier adjoint au maire, décédé en 1989) ;
- le collège public Frédéric-Chopin ;
- une zone commerciale, toujours appelée « le Champ de Foire ». Face à celle-ci, sur la butte de Beauregard, a été ouvert en juin 2018 le nouvel hôpital.

#### Quartier de Montaigu
- Ferme de Montaigu : en pierre. Le domaine n'est actuellement plus exploité et date du XVIIe siècle. Le mur d’enceinte date de cette époque. Elle fait partie du patrimoine de la ville de Melun. Le 26 avril 2017, un incendie détruit un tiers la charpente alors qu'elle est inoccupée.
- Grand ensemble des quartiers nord de Melun, réalisé par Louis Arretche : en 1957, l’Office départemental de HLM de Seine-et-Marne prévoit la construction d’un ensemble de 1 140 logements et d’une école sur le site de Montaigu, au nord de Melun. L’opération est pilotée par Louis Arretche, architecte chef de groupe. Elle est menée par le BECIB : Bureau d’étude coordination industrialisation du bâtiment (Paris, 28 rue Boissy-d' Anglars). Un plan de masse provisoire, daté du 11 mars 1957, prévoit les grandes lignes de l’aménagement. Dès 1957-1958, 200 logements LOGECO, répartis en cinq barres de trois étages, sont construits avenue Saint-Exupéry par l’Office départemental des HLM, sur les plans de l’architecte melunais Maxime Verdeaux. Puis, en 1959-1961, sont exécutés 208 logements EMO (économie de main-d’œuvre) square de Lorient, sur les plans de Louis Arretche, auquel est associé Roman Karasinski. Il s’agit de deux barres en L de neuf étages, construites à partir de panneaux de béton armé préfabriqués sur le chantier, de 3,60 m de largeur et de la hauteur d’un étage. Ce procédé permet de réaliser les 208 logements en treize mois seulement. En 1961-1964 est construite l’« unité résidentielle de Montaigu » (787 logements HLM de type D, répartis sur onze barres). En 1963-1964, sont élevées deux tours de 14 étages comportant respectivement 112 et 113 logements HLM, destinés aux rapatriés d’Algérie : la « tour de Lorient » et la « tour Péguy ». L’ensemble Montaigu est complété, au sud, par deux barres de 56 logements HLM dits « rue Sommier de Barante », pour lesquelles un permis de construire est délivré le 5 décembre 1962 : les travaux sont réalisés par Hanny, sous la direction d’Arretche, pour environ 2,4 millions de francs. En 1966, les 56 logements de la rue Sommier-de-Barante sont en fin de travaux, 11 étant destiné à des fonctionnaires. Par ailleurs, cet ensemble de logements est doté d'un groupe scolaire construit par Jouven et Phélouzat. Cette opération constitue le plus vaste secteur aménagé sur le plateau nord de Melun dans les années 1960. Une partie des immeubles a fait l’objet d’importants travaux de réhabilitation.
- Église de l'Immaculée-Conception, construite par l'architecte Pierre Prunet en 1959.

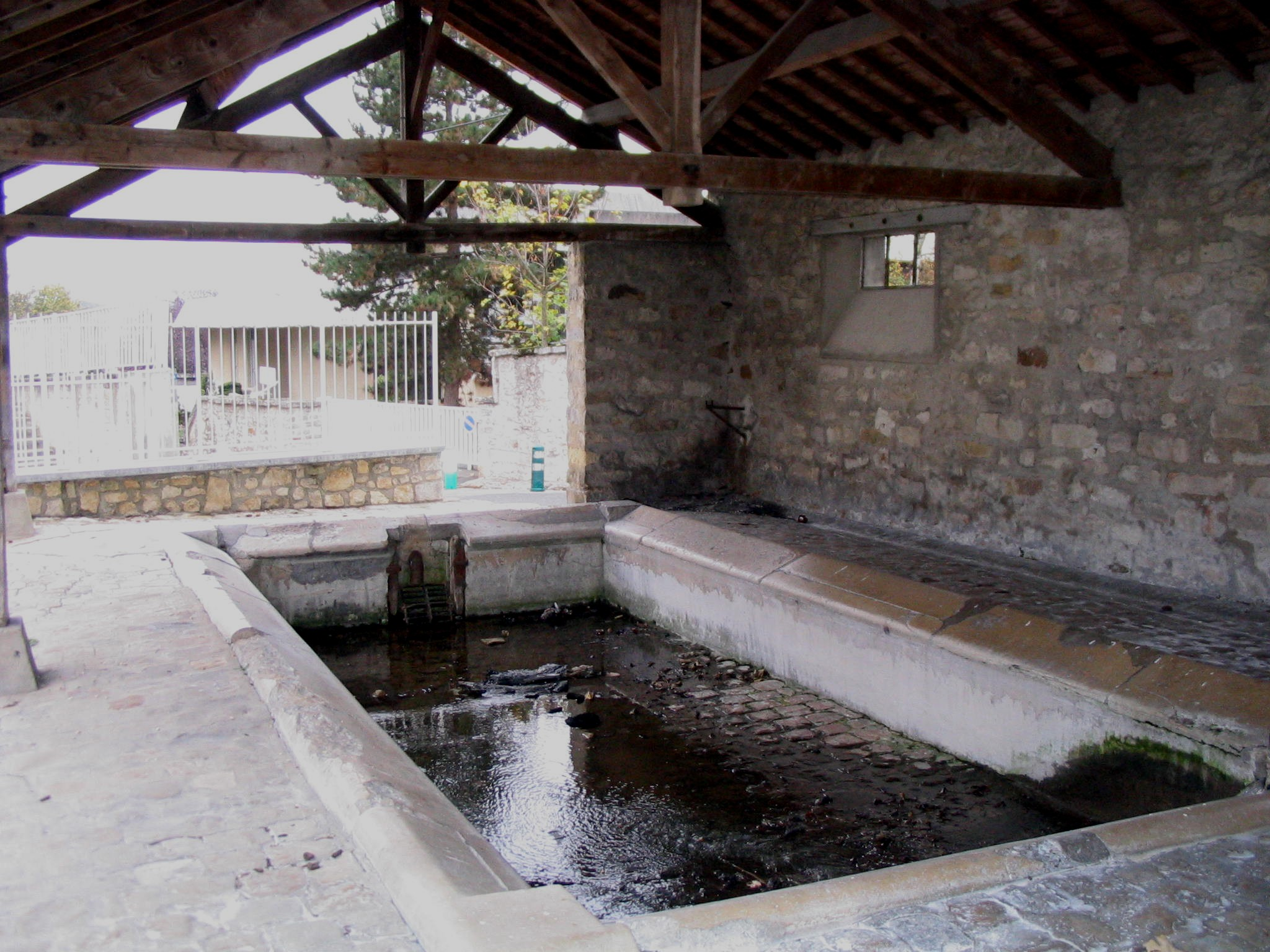
Lavoir de la fontaine Saint-Liesne.
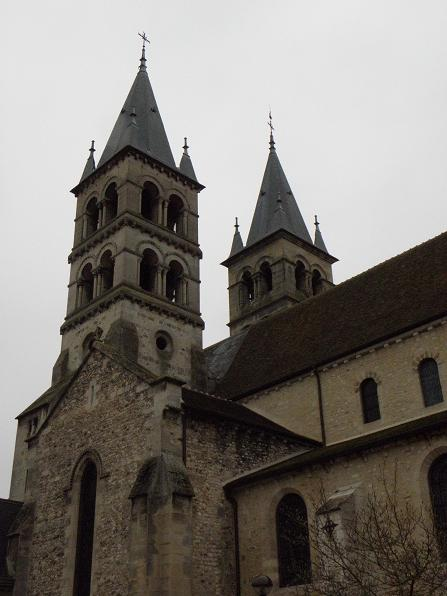
Collégiale Notre-Dame de Melun.
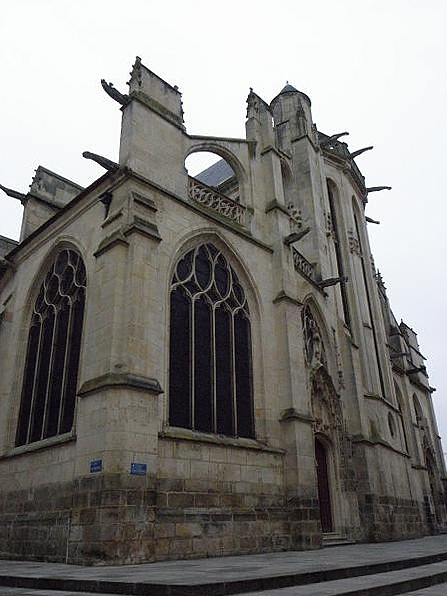
Chevet de l'église Saint-Aspais de Melun.
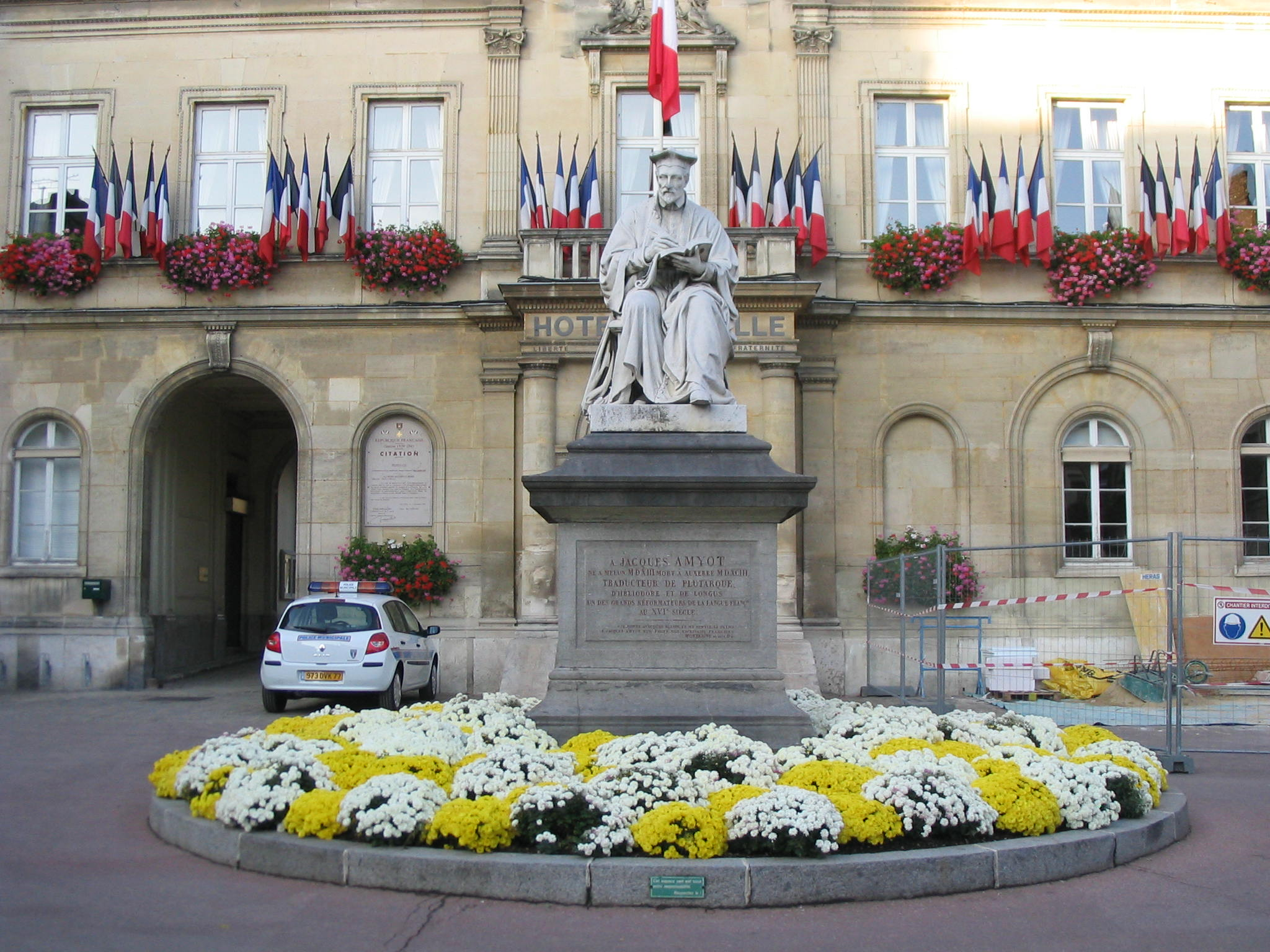
Statue de Jacques Amyot dans la cour de l'hôtel de ville.
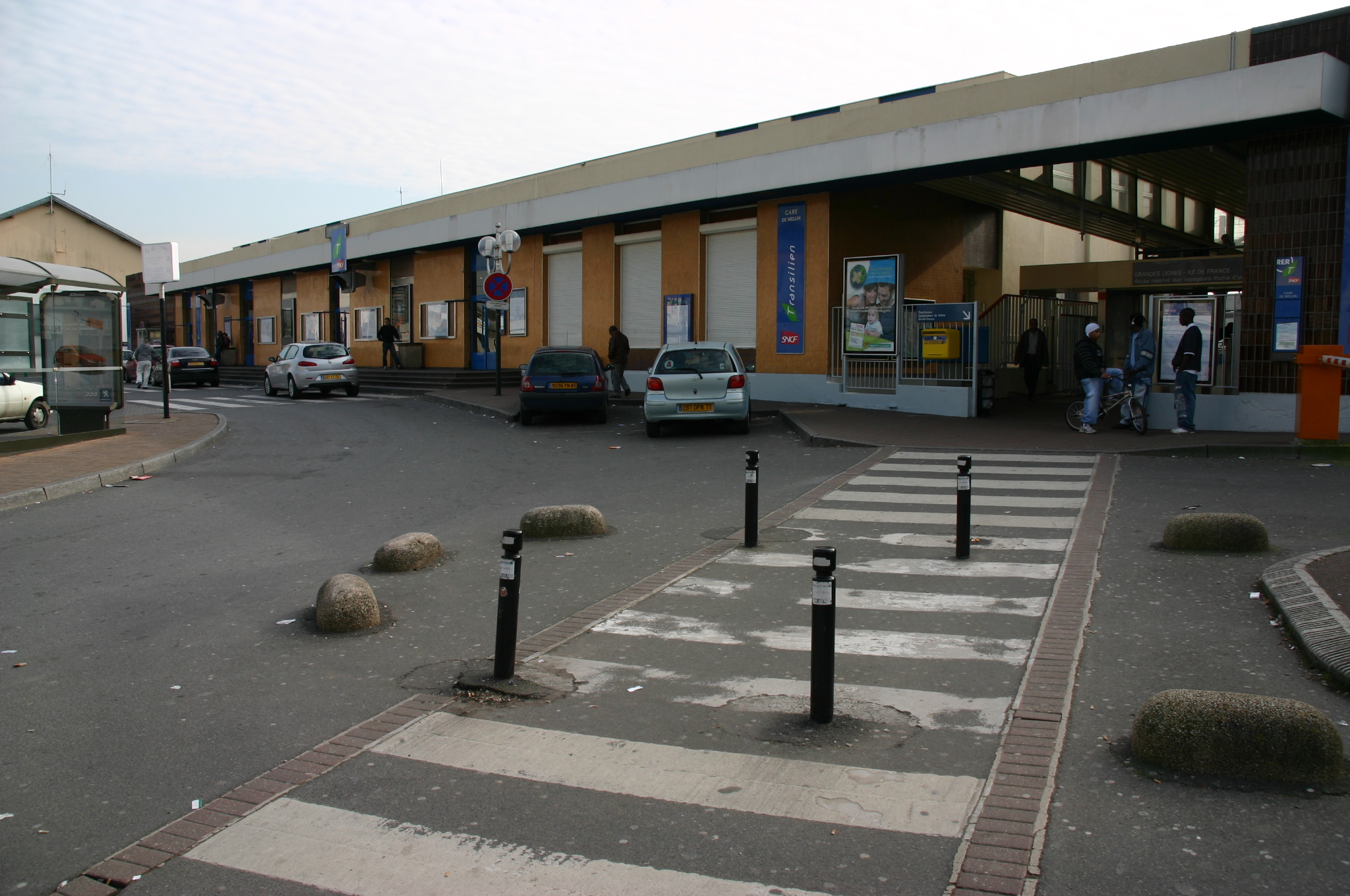
La gare de Melun avant sa restauration.

### Habitat et logement
En 2021, le nombre total de logements dans la commune était de 20 479, alors qu'il était de 19 067 en 2016 et de 19 080 en 2011.
Parmi ces logements, 88,2 % étaient des résidences principales, 1,2 % des résidences secondaires et 10,5 % des logements vacants. Ces logements étaient pour 13,4 % d'entre eux des maisons individuelles et pour 85,2 % des appartements.
Le tableau ci-dessous présente la typologie des logements à Melun en 2021 en comparaison avec celle de Seine-et-Marne et de la France entière. Une caractéristique marquante du parc de logements est ainsi la faible proportion des résidences secondaires et logements occasionnels (1,2 %) par rapport au département (3,1 %) et à la France entière (9,7 %). 
| Typologie                                               | Melun | Seine-et-Marne | France entière |
| ------------------------------------------------------- | ----- | -------------- | -------------- |
| Résidences principales (en %)                           | 88,2  | 90,2           | 82,2           |
| Résidences secondaires et logements occasionnels (en %) | 1,2   | 3,1            | 9,7            |
| Logements vacants (en %)                                | 10,5  | 6,7            | 8,1            |

La commune respecte les obligations qui lui sont faites par l'article 55 de la loi SRU de disposer d'au moins 25 % de son parc de résidences principales constituées de logements sociaux

### Voies de communication et transports
La gare de Melun, assortie d'une gare routière, est un nœud ferroviaire important établi à la jonction des lignes de Paris-Lyon à Marseille-Saint-Charles et de de Corbeil-Essonnes à Montereau
Elle est le terminus des trains de la ligne D du RER en provenance ou à destination de Juvisy via Corbeil-Essonnes ainsi que ceux en provenance de Paris et du nord de la ligne via Combs-la-Ville. Elle est également l'origine des trains de la ligne R du Transilien en provenance ou à destination de Montereau via Champagne-sur-Seine. Elle est aussi desservie par des trains de la ligne R effectuant les relations Paris-Gare-de-Lyon - Montargis ou Montereau via Moret, ces trains étant sans arrêt entre Paris et Melun. En alternance avec les trains de la ligne R circulant entre Paris et Montereau (ces trains desservant les mêmes gares) la gare est également desservie par des trains du réseau TER Bourgogne-Franche-Comté circulant entre Paris-Gare-de-Lyon et Laroche - Migennes.
Le réseau de bus du Grand Melun (lointain successeur du tramway de Melun), pour les dessertes locales, Pays Briard, Brie et 2 Morin, Fontainebleau - Moret, Meaux et Ourcq et ligne 3702 (ex-Citalien) pour les lignes extra urbaines.
L'est du territoire de la commune est traversé par le sentier de grande randonnée GR 1, qui se prolonge vers Maincy au nord-est et vers Vaux-le-Pénil au sud-est.

### Projets d'aménagement

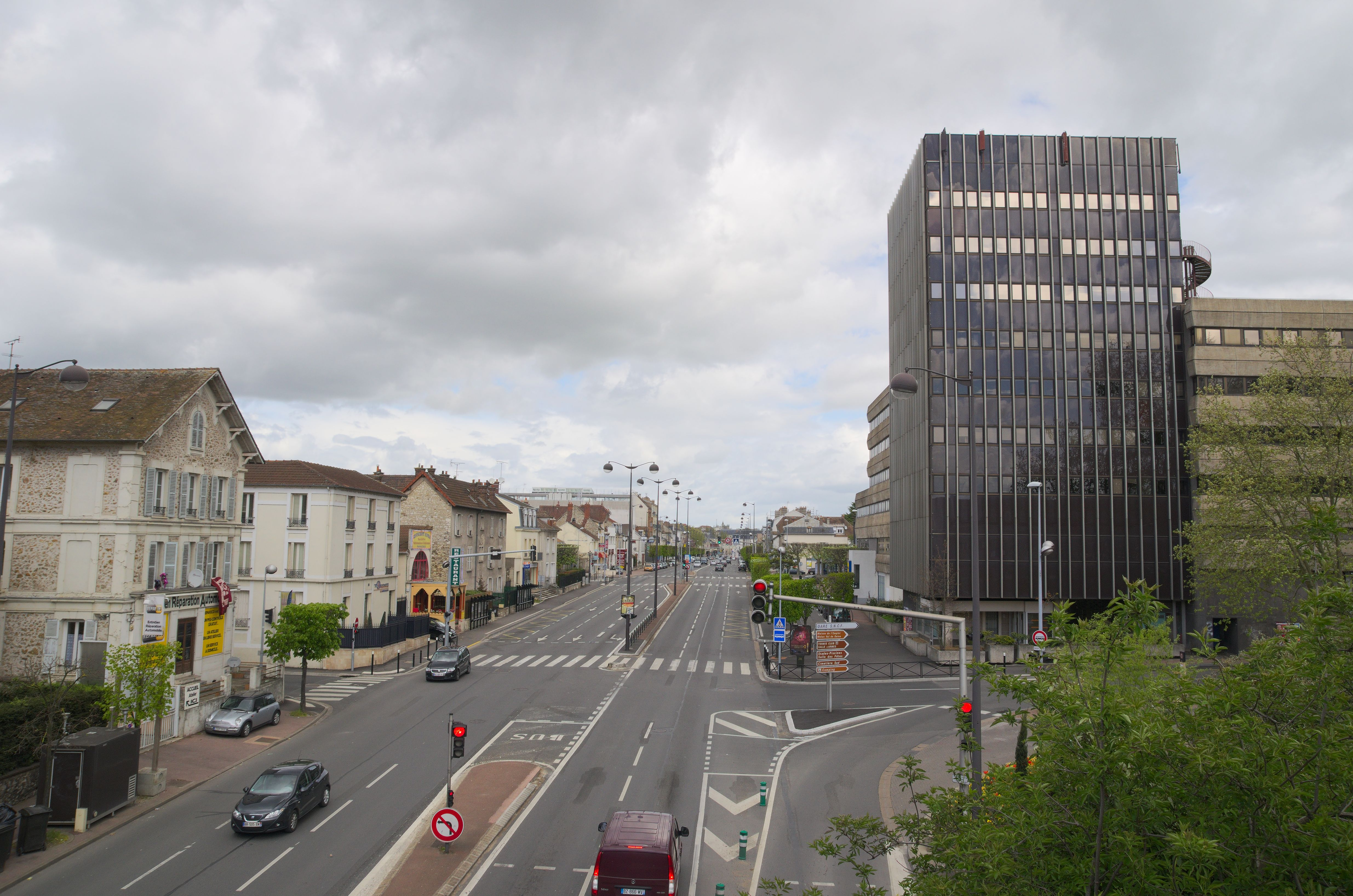
Avenue Thiers et tour Gallieni, depuis la gare.

Plusieurs projets de réaménagements sont en cours d'étude voire de validation. Le quartier de la gare devrait être ainsi complètement réaménagé, une partie des terrains du Sernam vont servir à la création d'une nouvelle gare routière, l'actuelle étant considérée comme dangereuse pour les piétons. Le bâtiment de la gare devrait subir également des modifications surtout au niveau du hall pour l'agrandir, l'actuel étant jugé trop étroit. Ceci devant être géré par Réseau Ferré de France. Enfin, un complexe hôtelier et un centre d'affaires compléteront ces réaménagements qui devraient développer l'économie du quartier et créer de l'emploi.

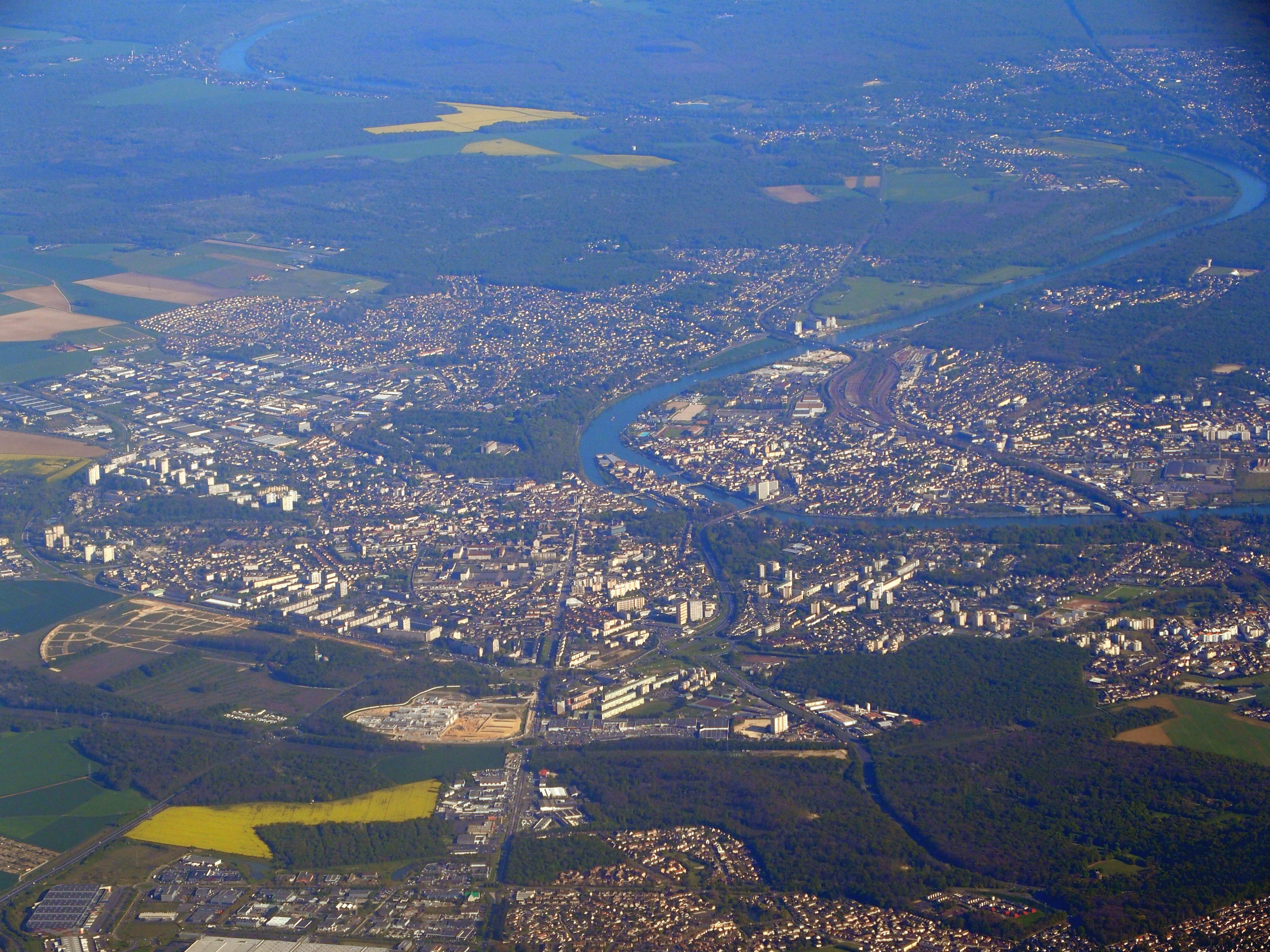
Vue aérienne de Melun (mai 2016).

Autre projet, cette fois dans le domaine de la santé, le rapprochement des centres hospitaliers du département verrait une collaboration plus étroite et plus forte entre les hôpitaux de Melun et d’Évry. Un nouveau pôle de santé regroupant l'hôpital de Melun et les cliniques de l'agglomération a ouvert en juin 2018. Il se situe au nord de la ville sur la butte de Beauregard.

### Énergie
Melun dispose depuis 1969 d'un réseau de géothermie, que la commune prévoit en 2023 d'étendre au-delà de la Seine jusqu'à Melun-sud, dans le cadre de son plan de sobriété énergétique, ce qui permettra de chauffer de manière décarbonnée la piscine municipale et son bassin olympique extérieur Laure-Manaudou, le complexe sportif, la salle des fêtes de l’Escale, la Cité administrative et de nombreux logements, l’île Saint-Étienne où se situent la médiathèque et l’antenne universitaire de université Paris-Panthéon-Assas.

### Risques naturels et technologiques
La commune est classée en zone de sismicité 1, correspondant à une sismicité très faible. L'altitude varie de 37 mètres à 102 mètres pour le point le plus haut, le centre de la ville se situant à environ 52 mètres d'altitude (hôtel de ville).

## Toponymie
Ville dont la première trace écrite est « oppidum Senonum in insula Sequanae positum, ut paulo ante de Lutecia diximus. », (« C'est une ville des Sénons, située, comme nous l'avons dit de Lutèce, dans une île de la Seine. », dans les Commentaires sur la guerre des Gaules de Jules César (B.G., VII, 58), remonte à l'époque gauloise, dès 52 av. J.-C..
Le nom de la localité est attesté sous les formes Melodunum au Ier siècle av. J.-C., Meteglum ; Metiosedum en 359 ; Ad Mecledonensem episcopum en 538 ; Meclidone (Monnaie mérovingienne) ; Ad Mecledonensem episcopum en 538 ; « Mecledonense castrum, In pago Megludinense, Miglidunum castrum » au VIe siècle (Grégoire de Tours) ; Meglidunum au VIIe siècle (Fortunat) ; Castrum Milidunum en 999 (Clarius) ; « Miledunense castrum in insula Sequane situm » XIe siècle ; Palatium Melidunis vers 1065 ; Apud Militonense castrum en 1108 ; Milidunum en 1156 ; Miledunum en 1169 ; Meledunum en 1192 ; Meldunum en 1218 ; Meleum vers 1222 ; Melihum en 1289 ; Meleuum en 1388 ; Mellung en 1569 ; Meteglum (Carte de Peutinger).
Du gaulois medlo-, mello-, « colline » et du radical indo-européen *dhun-, associant un relief et un habitat défendu « dune », à l’origine d’une racine celtique *dhuno dont le premier sens aurait été « clôture, zone enclose », d’où le gaulois  dūnum qui a pris le sens de « citadelle, enceinte fortifiée » et, par métonymie, celui de « colline, mont » puisque la plupart des citadelles étaient bâties sur des hauteurs.

## Histoire

### Antiquité

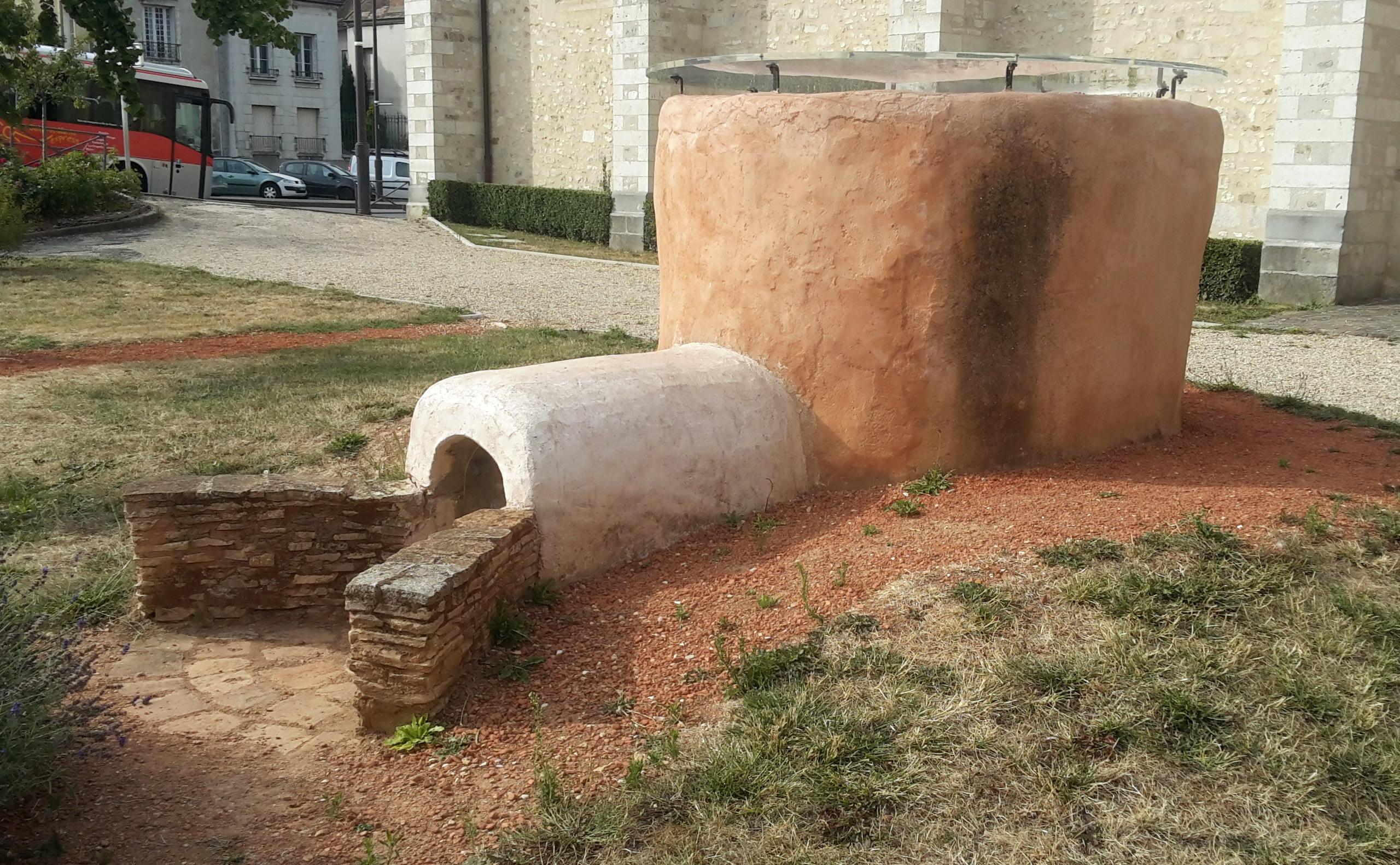
Four du manège, IIIe siècle.

Des armes, des instruments de pierre qui ont été trouvés dans la ville et dans les environs permettent de penser qu'il est probable que Melun fut le siège d'une agglomération de population dans les temps les plus anciens. La situation de l'île qui rendait la défense si facile et la proximité des forêts devait en faire un endroit recherché.
La ville faisait partie du pays des Sénons, elle était enfermée dans l'île Saint-Étienne et reliée aux rives par deux ponts. C'était une importante place forte gauloise qui fut toutefois prise facilement et saccagée, malgré la destruction des ponts, par Titus Labienus en 53 av. J.-C. lors de son expédition contre Lutèce, les défenseurs étant accourus au secours de Lutèce.
Durant la période gallo-romaine, la ville s'étend sur la rive gauche. On a retrouvé un grand nombre de poteries, armes, statues, permettant de découvrir l'emplacement que la ville occupait et de reconnaitre les monuments qui s'y élevaient tels qu'un temple dédié à Mercure, un amphithéâtre, des thermes, un cimetière. Sur la table de Peutinger, elle est mentionnée sous le nom Meteglo.
Saint Pérotin et saint Aspais prêchent l'Évangile à Melun dès le IIIe siècle. Son nom moderne date du VIe siècle (latin Metlosedum). Durant les grandes invasions, la partie gallo-romaine de la ville est abandonnée. Un castrum de défense est aménagé sur l'île Saint-Étienne au IVe siècle ou Ve siècle. L'île est clôturée par un mur construit en pierre de petit appareil et de brique sur des fondations constituées de blocs de grand appareil en pierres de réemploi issus des monuments de l'agglomération du Haut Empire.
Le calme revenu, Clovis aurait, selon la légende, donné Melun à son favori Aurélien, qui avait réussi la négociation pour son mariage avec Clotilde. La ville connaît alors un renouveau. Après la mort de Clovis, Melun échoit en partage à Childebert Ier, roi de Paris. C'est à cette époque qu'Aspais vient continuer la christianisation de Melun et de sa région.
Après avoir appartenu au royaume de Paris sous Clotaire Ier, Melun eut pour roi Caribert Ier puis à son décès Gontran roi de Bourgogne. On ne sait pas grand-chose de l'histoire de Melun durant la période des rois fainéants si ce n'est que la ville eut beaucoup à souffrir des luttes fratricides entre les enfants de Clotaire. Elle fut assiégée par Chilpéric et fut traversée de nombreuses fois par les troupes des belligérants.

### Moyen Âge

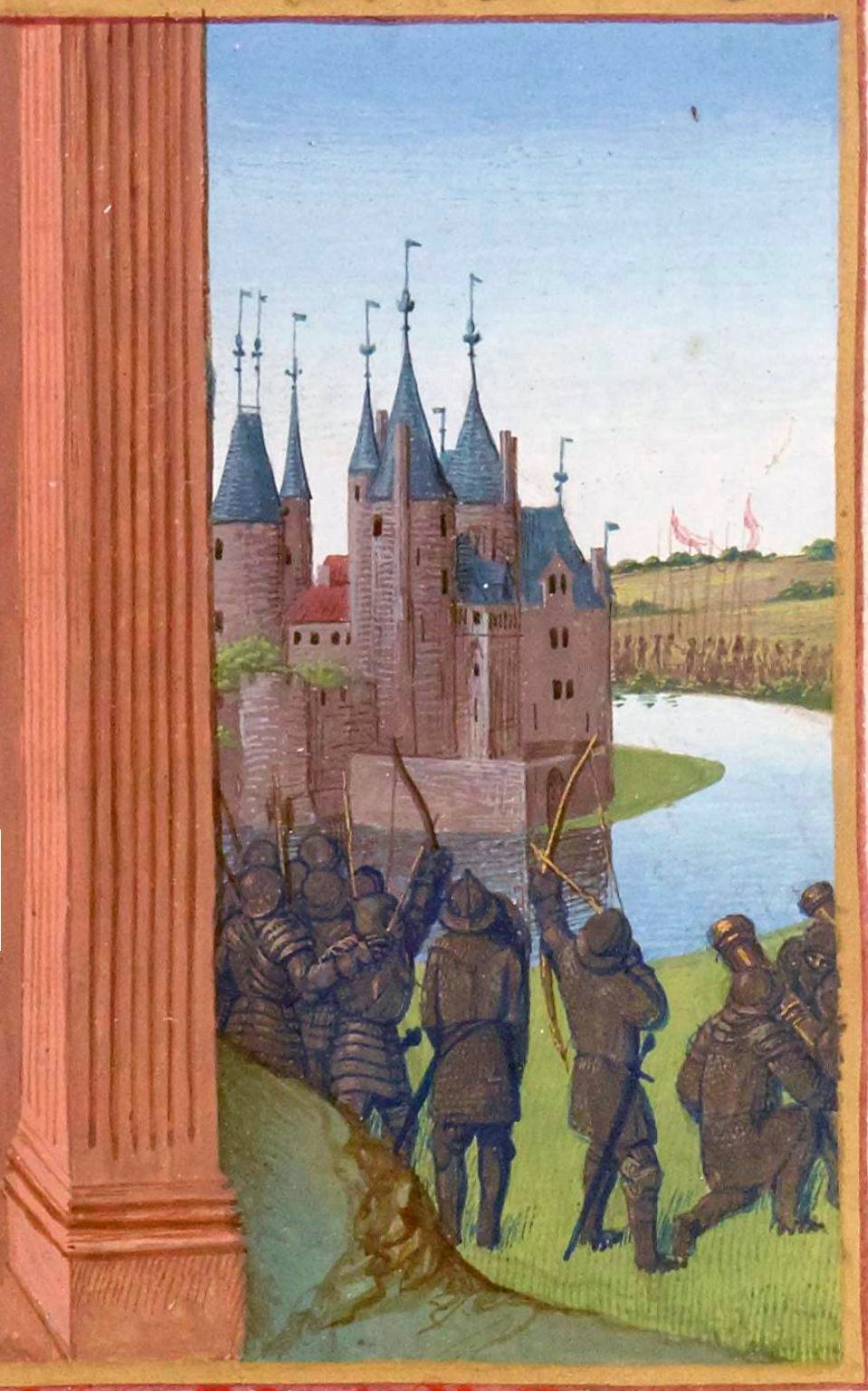
Prise de Melun par les Normands en 909. Grandes Chroniques de France, Jean Fouquet, f. 166v, vers 1455-1460.

Sous le règne de l'empereur Charlemagne, le calme revient, mais à sa mort, la ville subit de nouveau la guerre civile entre les successeurs de l'Empereur puis les ravages des Normands. La richesse de la ville fait revenir les Normands plusieurs fois. Leurs raids la touchent cruellement, en particulier en 845 et en 886. En 845, vaillamment défendue par le comte Odon et Gérard de Roussillon, l'île, dernier refuge de la population, tombe sous les coups des Normands. La ville est totalement saccagée, la ville gallo-romaine construite dans la plaine de La Varenne est incendiée et détruite de fond en comble. Les édifices religieux de l'île et de l'abbaye de Saint-Père subissent le même sort,. En 861, les Normands pillent Meaux, Melun et toute la région. En 886, furieux d'avoir échoué devant Paris, ils ravagent la ville. En 909, une nouvelle bande s'attaque encore à la ville et la contrée.
Hugues Capet donne autour de 960 la ville et le comté de Melun à Bouchard le Vénérable, comte de Vendôme, Montoire et Lavardin et comte de Corbeil. En 991, Eudes de Chartres prend le contrôle de Melun, en soudoyant le vicomte Gautier, lieutenant de Bouchard le Vénérable. Le château de Melun étant fief royal, Hugues Capet leva ses vassaux, Foulque Nerra, comte d'Anjou gendre de Bouchard, et Richard Ier, duc de Normandie. Les Normands arrivèrent avec leur armée et une flotte. Ils réussirent à pénétrer par une porte dissimulée dans la partie inférieure du rempart, qu'ils avaient démoli. Melun fut reprise après sept mois de siège, Gautier fut pendu près d'une porte du château, sa femme, après avoir subi d'inouïs outrages, fut elle aussi pendue mais par les pieds, la chemise tombant au long du corps le laissant apparaître nu, terrible châtiment relaté par nombre d'historiens contemporains. Eudes, vaincu, plia bagages. Une fois la ville prise, le roi fait réparer les dégâts causés à la ville qui prend de l'extension sur la rive droite.
L'église Saint-Aspais est construite, l'abbaye de Saint-Père est rétablie, et le bourg Saint-Aspais s'étend. On y construit également les églises Saint-Liesne et Saint-Barthélemy, qui sont aujourd'hui disparues. Les premiers rois capétiens résident souvent à Melun, qui se dote d'un château fort en pierre, situé sur la pointe de l'île Saint-Étienne (celui-ci disparaîtra définitivement vers 1833). Après la mort du fils de Bouchard Ier, Renaud de Vendôme en 1016, la ville de Melun est rattachée au domaine royal français. Melun sera durant 300 ans le lieu de séjour ordinaire des rois, des princes et des seigneurs. Henri Ier de France en fait sa demeure de prédilection. La ville est par la suite désolée par la peste et la famine. Du fait de sa position stratégique, elle contrôle le trafic routier et fluvial en amont de Paris, vers Troyes, Sens, Auxerre, la Bourgogne et au-delà l'Italie. Elle occupe donc une place stratégique, jusqu'au rattachement de la Champagne au domaine royal, en 1285.
Robert II, roi de France, meurt en 1031 dans le château de Melun ; sa veuve Constance d'Arles, y meurt en 1032, puis leur fils Henri en fait sa demeure principale.
Deux hôtels-Dieu sont fondés à Melun. La date de ces fondations est mal connue. L'Hôtel-Dieu Saint-Jacques, sur la rive droite, est mentionné pour la première fois en 1162, et l'Hôtel-Dieu Saint-Nicolas, sur l'île Saint-Étienne, en 1229.
Quand Pierre Abélard est chassé de Paris en 1102, c'est à Melun qu'il vient poursuivre son enseignement. Le roi de France Philippe Ier demeure au château de Melun, il y mourra le 30 juillet 1108. Son fils Louis VI le Gros, et son petit-fils Louis VII le Jeune, y résident également. Sous le règne de ce dernier la ville croît rapidement, et en 1178 une charte est accordée aux habitants, les protégeant des exactions des officiers royaux, donnant au commerce et à l'industrie plus de sécurité. La cité est également un centre intellectuel renommé, grâce aux écoles de Saint-Père et d'Abélard.
Les trois quartiers de la ville sont fortifiés au début du XIIIe siècle : Saint-Aspais au nord, l'île Saint-Étienne au centre et Saint-Ambroise au sud. Le mur est percé de sept portes à tourelles (trois sur la rive sud, quatre sur la rive droite). L'île est protégée par deux portes dans l'axe de la Grande rue (actuelle rue Saint-Étienne).
Situé au cœur des terres céréalières de la Brie et du Gâtinais, Melun est le port d'où partent les chargements en blé vers Paris. De nombreux moulins sont alors implantés sur la Seine et sur l'Almont.
Louis VIII et Louis IX passent régulièrement par Melun, mais n'y séjournent pas.
Le 27 juillet 1214, Adam II (? - 1217), vicomte de Melun, participe à la bataille de Bouvines. En 1215, il participe à la Croisade des albigeois.
Le 5 avril 1225 est conclue la « paix de Melun » entre Louis VIII, d'une part, et d'autre part Jeanne de Constantinople, comtesse de Flandre et de Hainaut et son mari Ferrand, paix par laquelle ces derniers s'engageaient à rester fidèles au roi de France, en échange de quoi Ferrand serait libéré (promesse tenue par Blanche de Castille et Louis IX le 6 janvier 1226).
La reine de France Blanche de Castille, épouse de Louis VIII le Lion, et mère de Louis IX, qui se plaisait beaucoup à Melun, y meurt le 27 novembre 1252. En 1255, la ville fut le lieu de réjouissance des noces de Thibaut II de Navarre avec Isabelle, fille de Louis IX.
Philippe le Bel reconnait aux habitants le droit de faire pâturer leurs animaux en forêt de Bière, contre une redevance au profit du roi. Philippe de Valois y célèbre en 1332 les noces de son fils ainé, Jean, duc de Normandie avec Bonne de Luxembourg la fille du roi de Bohême Jean Ier de Luxembourg.
Au Moyen Âge, Melun est le siège d'une châtellenie. Durant la guerre de Cent Ans, et en particulier après la chevauchée d'Édouard III en 1346 et la bataille de Crécy, la ville doit supporter des levées d'hommes et d'impôts importantes. À la mort de Philippe VI, sa veuve Blanche de Navarre vient se fixer dans la ville comme douairière du comté de Melun. Sous le règne de Jean le Bon, la ville fut de nouveau accablée d'impôts que les Melunais refusèrent de payer. Ils réclamèrent des fortifications plus sûres et obtinrent satisfaction, et restèrent fidèles au roi de France et au régent Charles. La ville fut prise, en 1358, par Charles le Mauvais grâce à la complicité de sa sœur Blanche de Navarre. Le roi de Navarre fait alors de la ville son quartier général contre le régent. Toutefois, certains quartiers ne sont pas pris par les Navarrais, tel le quartier Saint-Aspais. Les troupes de Charles le Mauvais, enfermées dans l'île Saint-Étienne, s'opposaient au passage des denrées devant approvisionner Paris, ou bien soumettaient les marchandises à des droits et taxes exorbitants. Le régent Charles fit alors monter des troupes sur des bateaux pour protéger le passage des marchands. Les débris d'armes, datant de cette époque, retrouvés dans le fleuve vis-à-vis du château, laissent à penser que des luttes assez vives devaient se produire à chaque passage.
En 1359, le dauphin Charles se décide à délivrer Melun et se dirige sur la ville, avec Bertrand du Guesclin, 3 000 hommes et deux canons. Un assaut général est donné qui n'amène à aucun résultat. Le traité de Pontoise, le 21 août 1359, met fin au siège, et la ville revient aux mains du royaume de France. Le régent fit aussitôt renforcer les fortifications de la ville et du château, et les pourvut d'artillerie. Il fit de Melun sa résidence favorite et il allait chasser régulièrement dans la forêt de Fontainebleau. Charles « conservait dans son château de Melun des économies du Trésor royal ; des lingots d'or et d'argent et des joyaux d'une valeur de dix-huit millions qu'il avait fait cacher dans les murailles. Il y avait aussi réuni les objets précieux qui étaient comme un apanage mobilier de la couronne, diamants, annels, bagues enrichies de pierres précieuses, bijoux, orfèvreries, fermaux, camaïeux, croix niellées enrichies d'émaux et de pierreries, bibles richements reliées et enluminées ».

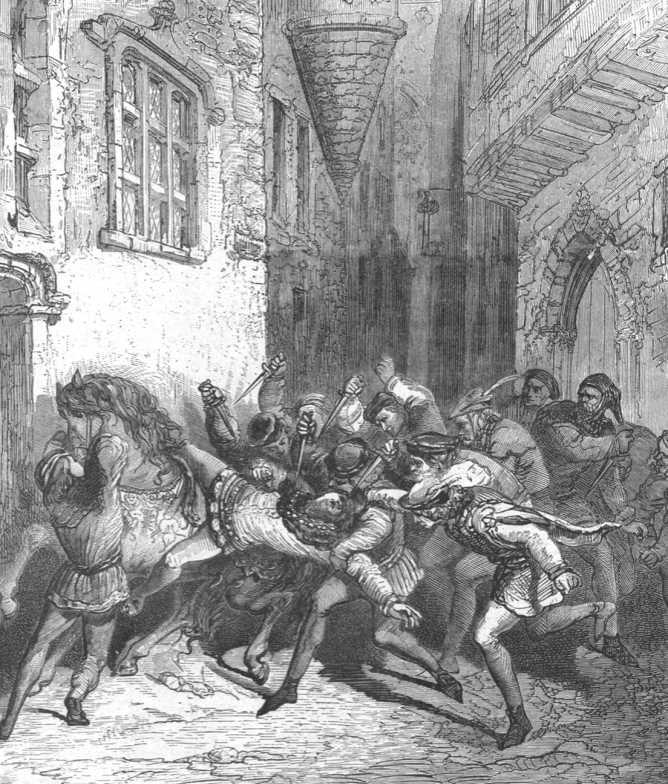
Assassinat du duc d'Orléans, rue Vieille-du-Temple à Paris.

Louis Ier d'Anjou, duc d'Anjou, s'empara de ce trésor pendant le sacre du jeune nouveau roi à Reims. De nouvelles taxes, et la révolte des Maillotins furent la conséquence de ce vol. Charles VI, qui n'était qu'un enfant à la mort de son père, résida à Melun où les fêtes et les parties de chasses se succédèrent. Par lettres patentes du 5 juin 1404, il donna à sa femme Isabeau de Bavière la ville et la châtellenie de Melun avec leurs dépendances. La reine et son beau-frère le duc d'Orléans y résidèrent avec une cour nombreuse et brillante. En 1404, le couvent des Carmes est fondé dans le quartier du Vieux Marché (site de l'actuel tribunal administratif) grâce au soutien de la reine. Après l'assassinat de Louis Ier d'Orléans en 1407, la reine y revint seule fuyant la guerre civile qui ensanglantait Paris.
Après avoir tenté de reprendre Paris en 1418, le dauphin se rapproche du duc de Bourgogne par une première entrevue près de Pouilly-le-Fort, mais à la seconde, à Montereau, le meurtre du duc de Bourgogne par Tanneguy III du Chastel amena la reprise de la guerre. Philippe fils du défunt se tourna alors vers les Anglais et Isabeau de Bavière, par haine de son propre fils, lui fait signer, en 1420, le traité de Troyes, car Charles VI, du fait de sa maladie ne dirigeait plus directement le pays. Sans perdre de temps le roi d'Angleterre, Henri V, qui venait d'épouser Catherine de Valois; l'une des filles du roi de France, s'empare de Sens, Montereau et vint mettre le siège devant Melun défendu par Arnault Guilhem de Barbazan, qui avait été injustement accusé de complicité dans le crime de Montereau. La ville, défendue par une garnison de 600 à 700 hommes, tint tête durant cinq mois aux troupes anglaises et bourguignonnes, avec à leur tête le roi Henri V et le duc Philippe. Attendant toujours du secours du Dauphin, les habitants montrèrent un grand courage, en résistant avec acharnement et un patriotisme exacerbé. Ils durent se nourrir de chevaux puis de rats et de souris. Lorsque l'argent manqua, les plus nobles bourgeois s'engagèrent à fournir la solde des gens de guerre. La perte de tout espoir d'être secourus causa finalement, avec la famine, la chute de la ville. La ville en tira d'ailleurs sa devise : Fida muris usque ad mures (en français : Fidèle aux murs jusqu'à manger des rats). Ils durent se rendre aux Anglais qui leur imposèrent les plus dures conditions ; des otages furent livrés, un grand nombre d'habitants emmenés prisonniers, Barbazan soumis à la torture et enfermé à Château-Gaillard, d'où il ne sortit qu'en 1429.
Les Anglais demeurèrent maitres de Melun jusqu'en 1430, date à laquelle la ville se libéra elle-même, profitant de ce que la garnison anglaise avait été affaiblie momentanément. Elle fut toutefois reprise par les Anglais en 1432, pour n'être définitivement libérée qu'en 1435. Elle eut ensuite à souffrir des allées et venues des diverses troupes royales, et des routiers.

#### Les Hospitaliers
Philippe II Auguste naît le 21 août 1165, soit à Melun, soit au château du Jard (domaine de sa mère), ou encore à Gonesse ; on sait par contre qu'il demeure de temps en temps dans la ville.
En 1195, Robert, comte de Melun, avait donné une maison à Melun,. En 1200, Alix, mère de Philippe-Auguste, confirmait la donation faite par Drogon de Latre d'une rente de onze sols parisis à prendre sur le moulin-de-l'Oiselet au pont de Moulin,. En 1210, Philippe Auguste accorde aux Hospitaliers de l'ordre de Saint-Jean de Jérusalem, qui y séjournaient déjà, des terrains, des champs avec des vignes pour y construire un établissement situés en dehors des murs de la ville.
Quand les Hospitaliers voulurent construire une chapelle, les religieux du couvent Saint-Pierre-de-Melun s'y opposèrent. Ils choisirent Gombert, abbé de Prouilly et l'abbé de Saint-Remi de Sens. Ceux-ci décidèrent, en 1236, que les Hospitaliers pourraient construire leur chapelle à la condition que cela ne porte pas préjudice aux droits de l'église Saint-Aspais,.
Les guerres du XIVe siècle causèrent la ruine de la commanderie de Melun et les Hospitaliers préférèrent la supprimer pour réunir ses revenus à ceux du Prieuré hospitalier de Saint-Jean en l'Île-lez-Corbeil. En septembre 1590, la chapelle disparut à son tour. Les revenus de l'ancienne commanderie étaient, en 1757, de 16 ou 1 700 livres par an.

### Temps modernes

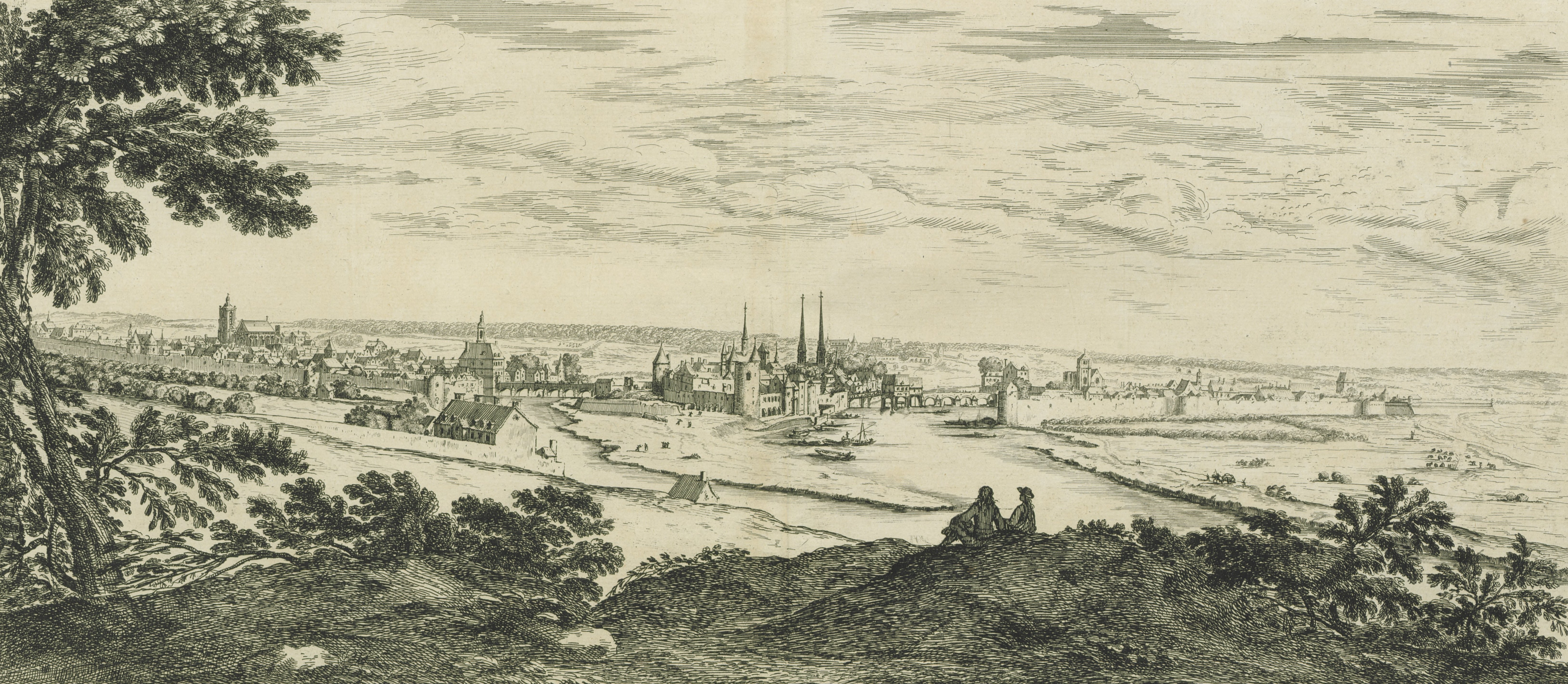
Vue de Melun en 1650 par Israël Silvestre.

La guerre de Cent Ans terminée, la ville reconstruit ses édifices, dont l'église Saint-Aspais. Charles VIII institua sept foires, qui ne prirent jamais beaucoup d'importance.
Louis XII fait procéder à la rédaction de la coutume melunaise. À la fin de son règne, Jacques Amyot nait à Melun.
François Ier, qui faisait reconstruire Fontainebleau, passe régulièrement par Melun, s'y arrêtant pour boire l'eau de la fontaine Saint-Liesne à laquelle on attribuait la vertu de guérir la fièvre.
Durant les guerres de Religion, la ville, essentiellement papiste, souffrit tout de même de troubles. En 1562, elle fut touchée par la peste, en 1564 à la suite d'un terrible hiver, la population en est réduite à manger du pain d'avoine. Puis la ville est touchée, en 1578, par une épidémie de dysenterie, l'année suivante par une crue de la Seine, en 1580 de nouveau par la peste, et en 1581 et 1586 par la famine. En 1588, les ligueurs, maitres du quartier Saint-Aspais, engagent le combat avec le sire de Rostaing, qui défendait l'île Saint-Étienne. Alors obligés de fuir devant l'arrivée du roi de France, les ligueurs s'emparèrent de la ville l'année suivante, et renforcent les fortifications de la ville. À cette époque la ville de Melun est administrée par un maire et des syndics, élus par les habitants. Henri III accorde à la communauté le droit de percevoir temporairement un droit sur le sel vendu au grenier à sel de Melun, et sur le vin passant sous les ponts. En 1590, Henri de Navarre, vainqueur à Arques et Ivry, met le siège devant Paris. Afin d'isoler la capitale, il soumet les régions de Brie-Comte-Robert et Lagny-sur-Marne, puis de Montereau et de Moret-sur-Loing, avant de mettre le siège, début avril, devant Melun. L'artillerie royale ayant eu facilement raison des murailles du quartier Saint-Aspais l'assaut fut livré et pendant plusieurs jours le quartier fut pillé et saccagé. Le quartier Saint-Étienne qui résistait encore, se rendit quelques jours plus tard. Après la prise de la ville, Henri IV y vint plusieurs fois durant le siège de Paris. En septembre, les troupes du duc de Mayenne et duc de Parme venant au secours des ligueurs enfermés dans Paris sont signalées dans la Brie, obligeant Melun à se mettre en état de défense. Afin de mieux résister, toutes les constructions, couvents, églises et habitations qui se trouvaient en dehors des fortifications furent détruites, afin que l'ennemi ne puisse les utiliser et s'y abriter. Mais les troupes de la Ligue passèrent au large, afin de faire lever le siège de Paris au plus vite. La paix revenue, Henri IV fait faire d'importants travaux sur les fortifications de Melun. Le 27 août 1593, le roi faillit être assassiné à Melun par Pierre Barrière, un batelier orléanais. Ce dernier, qui ne put mettre à exécution son projet, fut roué et brûlé sur la place du Martroy. En 1594, Dantan, geôlier du Petit Châtelet, qui avait participé à différents crimes, est pendu et brûlé sur cette même place. 
À la suite de plusieurs hivers rudes, à partir de 1595, le blé devient très cher et la disette s'installe pendant plusieurs années. La peste sévit en 1624, 1626, 1627 et 1628.
Les travaux de fortification, commencés sous Henri IV, continuent sous le règne de Louis XIII. Sont érigés des bastions, éperons et forts, notamment sur les principaux points de passage. Une citadelle est bâtie sur la colline de Vaux-le-Pénil. Le démantèlement de ces fortifications commence toutefois dès la moitié du XVIIe siècle. La citadelle de Vaux-le-Pénil est détruite dès 1615. Le château, abandonné par les rois et utilisé comme prison et lieu de garnison, est délaissé au XVIIe siècle. Utilisé comme carrière de pierres pour la construction des établissements religieux, il est presque entièrement démantelé. Au milieu du XVIIIe siècle, ses fossés sont remblayés et ses fortifications démolies, pour permettre l'aménagement du port.
La Contre-Réforme marque l'urbanisme de la ville au XVIIe siècle. Plusieurs couvents sont alors fondés dans la ville : Récollets en 1606, Capucins en 1606, Visitandines en 1635, Ursulines en 1642.
Durant la Fronde, les Melunais furent de nouveau très taxés par le roi, mais ils ne prirent pas parti contre lui. En 1652, la cour vint passer un mois à Melun lorsque les Frondeurs étaient maîtres de Paris. Toutefois, les Melunais étaient dans une misère extrême malgré l'animation apportée. En effet, les paysans sans cesse pillés et maltraités par des bandes qui parcouraient la campagne, étaient venus se réfugier en grand nombre dans la ville y amenant leurs animaux, leurs charrettes et abritant le tout comme ils pouvaient. Des bandes de mendiants parcouraient les rues et les hôpitaux étaient encombrés et les malades abandonnés dans les rues. Cette misère profonde décida la cour à abandonner la ville pour aller à Lagny.
La ville obtint le départ des troupes qui avaient été laissées dans les faubourgs mais la peste redoubla et fit des ravages dans toutes les classes de la société. Le gouverneur lui-même en mourut. Dans la seule paroisse de Saint-Aspais, 485 personnes périrent de cette maladie en 1652 - le nombre habituel de décès était de 80 à 90 par an. La Fronde vaincue, le calme se rétablit mais la prospérité de la ville ne fut guère grande, sans commerce important mais devant toujours subvenir aux besoins des nombreux gens de guerre. Le 17 août 1661, Louis XIV traverse Melun pour se rendre à la fête que Nicolas Fouquet lui offre si maladroitement dans sa magnifique résidence de Vaux-le-Vicomte et qui causera sa perte. Mais tout ce luxe ne faisait que ressortir la misère noire du peuple pendant le règne de Louis XIV. La ville devait payer pour des troupes qu'elle ne logeait plus et qu'on avait envoyées aux frontières, loger les soldats de passage, entretenir les milices locales, acquitter les tailles et les taxes locales pour la reconstruction des monuments. En 1675, la ville dut subvenir pendant cinq mois à l'entretien de 14 compagnies du régiment d'infanterie de Bourgogne au moyen d'une contribution journalière de 100 sols par compagnie. Il passa en une seule année 40 000 hommes de troupe à Melun. En 1694, les taxes demandées à la ville s'élevaient à 24 000 livres. À cette époque les routes étaient peu sûres et en très mauvais état comme l'écrit Jean Racine dans la lettre à son fils au retour du voyage depuis Melun, le 8 novembre 1698, pour assister à la prise de voile de sa fille Anne chez les Ursulines. L'hiver 1709 détruisit tous les arbres fruitiers, les blés et la misère devint effroyable. Le blé qui se vendait habituellement six à sept livres le setier passa à 35 livres.
Sous le règne de Louis XV et le début du règne de Louis XVI, il ne se passe rien de marquant à Melun. Le 17 juillet 1771, c'est à proximité de Melun (très exactement entre Montereau-sur-le-Jard et Éprunes, lieu-dit de Réau), qu'éclata le météore qui avait été observé dans une grande partie de l'Angleterre et de la France.
Après l'échec du projet d'implantation d'une caserne dans le château au début du XVIIIe siècle, l'armée s'installe dans l'ancien couvent des Visitandines en 1780. La ville acheta une pompe à incendie et l'éclairage public fut installé. Les fortifications furent démolies petit à petit, des manufactures de toiles peintes et une filature de coton s'établirent sur les bords de l'Almont mais la fabrique de chaux périclita. En 1787, l'Assemblée provinciale d'Île-de-France, qui venait d'être créée, se réunit à Melun. Le 25 février 1789, une assemblée se réunit à l'hôtel de ville pour rédiger le cahier de doléances, qui met en évidence les abus de l'Ancien Régime.

### Révolution française et Empire
Les 28 et 29 juillet 1789 des émeutes éclatèrent, à Melun, causées principalement par la difficulté de se procurer du blé.
 Le 4 février 1790, Nicolas Chamblain, notaire, est élu maire par 202 voix sur 373. Le département de Seine-et-Marne est formé le 4 mars 1790 par assemblage de parties de l'Île-de-France, de la Brie, de la Champagne et du Gâtinais. Au mois de juillet les électeurs du département choisissent Melun comme chef-lieu.Des levées d'hommes sont opérées et les cloches ainsi que les vases d'or et d'argent, qui ne sont pas indispensables au culte, sont envoyés à Paris pour les guerres de la Révolution française. En 1792, la Convention nationale prend le pouvoir et la Société s'efforce de faire disparaitre les traces de l'Ancien Régime. Durant cette période, les sculptures des églises de Saint-Aspais et de Notre-Dame souffrirent énormément.
Pendant la période de la Terreur, le mathématicien, astronome et physicien français Pierre-Simon de Laplace s'installe à Melun. Mis hors la loi à cause de la fusillade du Champ-de-Mars, Jean Sylvain Bailly vint également s'y réfugier, en juillet 1793, la ville passant pour tranquille. Toutefois 3 jours après son arrivée, il est arrêté, transféré à Paris où il est guillotiné le 12 novembre 1793, après un procès expéditif. À cette époque, les arrestations et libérations étaient quotidiennes. Laplace, qui avait quitté Melun pour Le Mée fut arrêté par les gardes nationaux de Boissise-la-Bertrand mais relâché aussitôt. Le culte catholique étant aboli, Notre-Dame fut transformée en magasin à fourrage et Saint-Aspais en atelier à salpêtre. Le 9 thermidor ramena un peu d'ordre dans la région. Un ex-curé, un dénommé Métier, qui s'était signalé à la tête de terroristes fut emprisonné à Melun. L'ex-curé Métier s'était approprié tous les pouvoirs, il était à la fois curé constitutionnel, juge au tribunal civil, président du département et délégué des représentants du peuple. La ville était terrorisée.
La place Saint-Jean avait été créée en 1737, à l'emplacement de la porte du même nom. Des boulevards sont aménagés à l'emplacement des fortifications et de leurs fossés. Bien que les plans de l'actuel boulevard Victor-Hugo soient dressés dès 1737, le boulevard n'est aménagé que dans la deuxième partie du XVIIIe siècle. Un lotissement est dessiné à la fin du XVIIIe siècle sur le terrain de la porte des Carmes et de ses fossés.
Sous le Directoire, il ne se passe rien de marquant à Melun ni durant le Premier Empire, tout au moins jusqu'à l'invasion de la France en 1814 par les armées alliées. La ville fut occupée du début avril à la fin mai et les réquisitions se succédaient lourdement. Chaque soldat allié avait droit par jour à deux livres de pain, 1/2 livre de viande, 1/2 bouteille de vin et chaque cheval à huit litres d'avoine, 10 livres de fourrage et de la paille. Lors de la première Restauration, la municipalité rend hommage à Louis XVIII puis à l'Empereur lorsque celui-ci est de retour de l'île d'Elbe avant de renouveler ses sentiments au roi à la seconde Restauration. Après Waterloo les Russes puis les Autrichiens occupèrent la ville et Alexandre y passe.

### Époque contemporaine
La caserne de cavalerie établie dans le couvent des Visitandines s'agrandit progressivement par l'absorption des terrains de plusieurs congrégations religieuses (couvent des Ursulines, couvent des frères de la Doctrine chrétienne), grâce au comblement des anciens fossés et au prix de la destruction de l'ancienne église Saint-Ambroise et au déplacement de son cimetière. La caserne, qui occupe en définitive un vaste terrain compris entre la rue Saint-Ambroise, le quai Maréchal-Joffre, la rue Dajot, la rue Dorée et de la rue de la Rochette, a ainsi fait disparaître le tissu ancien de la moitié est du quartier Saint-Ambroise.
Dans le premier quart du XIXe siècle, un « Tivoli » est aménagé à l'est de la ville. Ce parc d'attractions s'étendait entre le boulevard Saint-Jean (actuel boulevard Gambetta) et l'Almont. En 1817, est aménagé la promenade Chamblain à l'emplacement des anciens fossés de la rive gauche. Dans les années 1820, le lotissement Charles X est aménagé au nord du centre-ville pour la bourgeoisie de la ville (rue Louviot, rue Saint-Louis). Sous le règne de Louis-Philippe, les quartiers sont assainis, les rues principales sont modifiées, les quais sont créés au-dessus desquels de belles demeures sont construites. Le quai Saint-Aspais, redénommé par la suite quai d'Alsace-Lorraine, est créé en 1829. Cette époque voit également la restauration de la salle de spectacle et la construction en 1846-1848 d'un nouvel hôtel de ville à l'emplacement de l'ancien hôtel des Cens. Un établissement de charité est créé pour compléter le bureau de bienfaisance afin de lutter contre la pauvreté et la mendicité. Une caisse d'épargne s'établit dans la ville. La promenade de Vaux, en complément du boulevard Chamblain, est créée et le pont Marat fait disparaitre les derniers vestiges des fortifications. Une salle d'asile fut fondée et de nouvelles écoles voient le jour. L'établissement des eaux est inauguré en 1860 ; ses pompes sont substituées aux puits publics non protégés des souillures de leurs eaux. L'éclairage au gaz est remplacé par des réverbères à huile. Le cimetière du Nord et le marché au blé sont transférés. Des abattoirs sont construits sur la rive gauche. En 1832, une épidémie de choléra emporta 129 personnes en six mois. Le 25 février 1848, la République est proclamée et une municipalité République est installée.
Les ponts sur la Seine sont reconstruits dans les années 1830 : au nord, le « pont de pierre » (actuel pont Jeanne-d'Arc) en 1836-1838 et au sud, le « pont de fer » (actuel pont Général-Leclerc) en 1837. Le second pont est reconstruit dès 1870-1871.

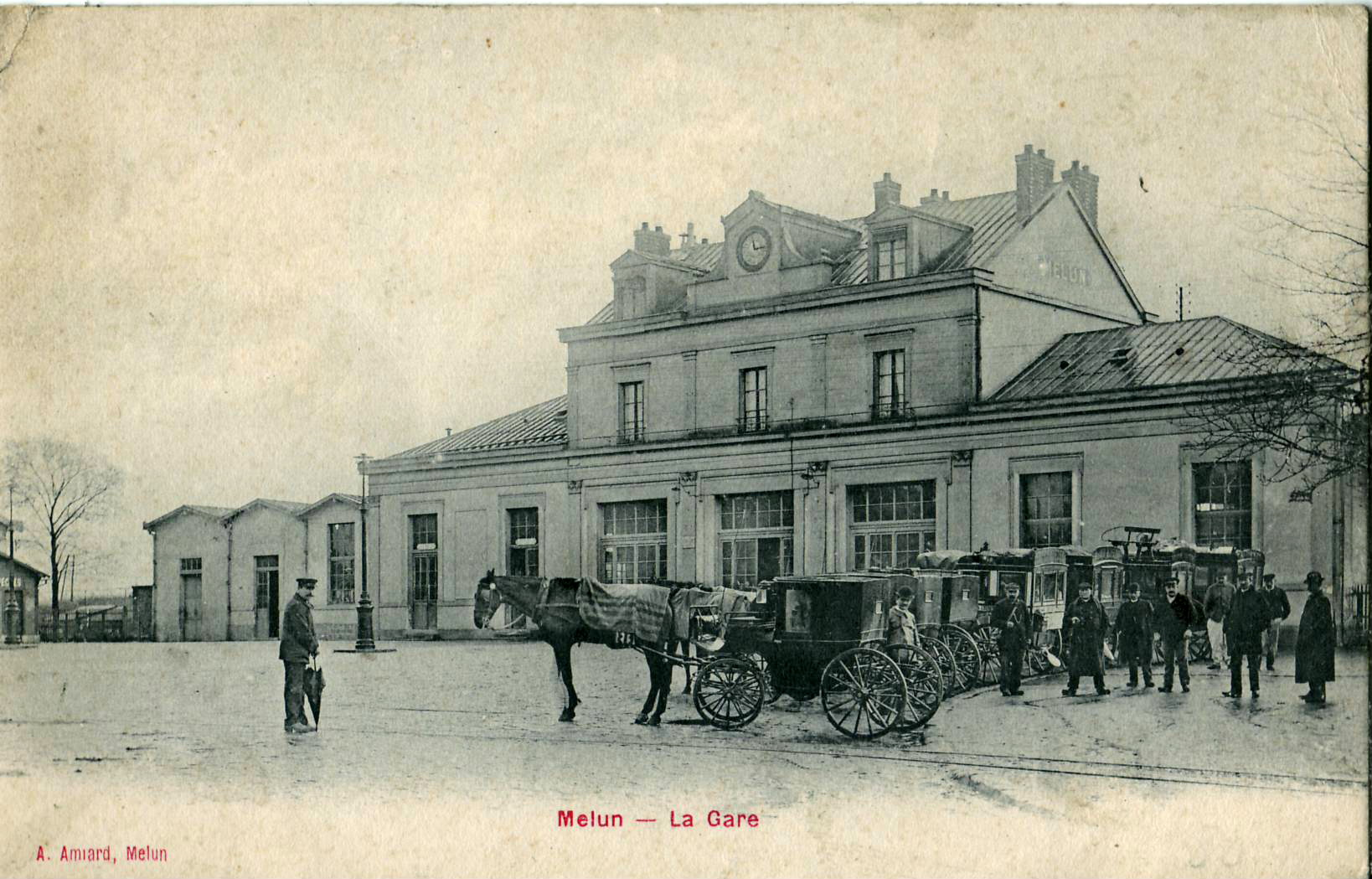
La gare de Melun au tout début du XXe siècle.

Melun est raccordé à la Capitale par le chemin de fer dès 1849, lorsque la Compagnie du chemin de fer de Paris à Lyon ouvre la section de Paris à Tonnerre de sa ligne éponyme. L'ouverture de la ligne de Corbeil-Essonnes à Montereau en 1897 offre un second accès à Paris.
L'ouverture de la gare entraine une urbanisation rapide de la plaine de la Varenne, alors occupée par des cultures et des vignobles. La plupart des rues du quartier sont ouvertes dans les années 1860. Des maisons, ainsi que des usines, viennent s'y implanter.
Des industries s'implantent autour de la ville : brasserie Walter-Barthel, rue Camille-Flammarion, puis vers la gare à partir de 1887, minoterie industrielle appelée « Moulins de Melun » sur les bords de Seine, usine de sparterie. Entre le début du XIXe siècle et la fin des années 1930, 225 ateliers et usines en activité ont été recensées.
Dans les années 1850, il existait à Melun, sur le quai, un établissement Hydrothérapique, pour de nombreuses affections, pourvu d’une piscine sur la Seine,.
Lors de la guerre de 1870, les troupes françaises vaincues, les Allemands envahissant la France et investissant Paris, les Prussiens font leur apparition à Melun le 15 septembre 1870. Le 16 septembre, 800 Bavarois s'installent dans la ville marquant le début des réquisitions. Dans la soirée, 4 000 autres Allemands arrivent dans la ville. Durant cette occupation, Melun eut à supporter un grand nombre de réquisitions dont le total s'élève à 500 000 francs. Par ordre du comte de Furstentein, préfet prussien de Melun et du département, le service de la poste est interrompu du début octobre à la mi-décembre. La ville voit passer un grand nombre de convois de prisonniers, mais plusieurs Melunais rejoignent les armées françaises du gouvernement de la Défense nationale.
Après la signature du traité de Francfort, les Prussiens quittent la ville le 9 septembre 1871.
À la suite de nombreux cas de diphtérie durant l'hiver 1892-1893, l'Armée abandonne la caserne du quartier Saint-Ambroise. Elle est remplacée par deux ensembles destinés à la cavalerie (quartier Pajol) et à l'infanterie (caserne Augereau) érigés en 1900 sur les hauteurs au nord de la ville. L'ancienne caserne est rasée et un lotissement est aménagé à son emplacement. Le boulevard Aristide-Briand est tracé pour relier les casernes à la Seine. La création de ces casernes entraîne l'urbanisation de la frange ouest du territoire communal le long du nouveau boulevard.
La ville est marquée par la catastrophe ferroviaire de Melun du 4 novembre 1913
De 1899 à 1938, la ville est desservie par le tramway Sud de Seine-et-Marne (entre la gare de Melun et Barbizon ou Milly-la-Forêt via Chailly-en-Bière). Elle est également desservie de 1901 à 1934 par le tramway de Verneuil-l'Étang à Melun (entre le mail Gaillardon et la gare de Verneuil-l'Étang). Le trafic marchandise sur cette ligne continue toutefois jusqu'en 1938. De 1901 à 1917, le tramway de Melun sillonne les rues entre l'entrée du quartier de cavalerie (actuelle École des officiers de la Gendarmerie nationale) et la gare.

Le tramxay de Melun
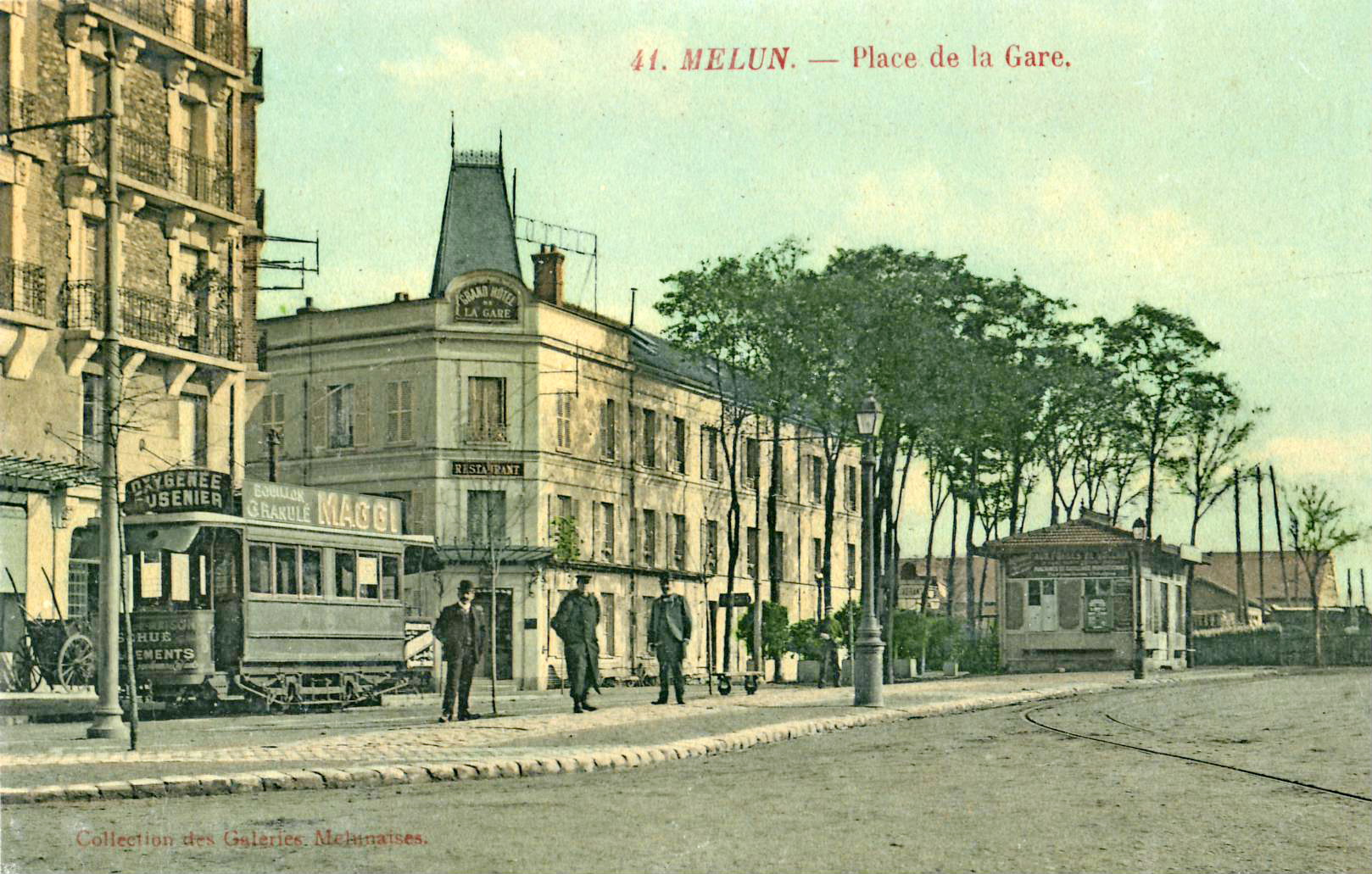
Place de la gare.
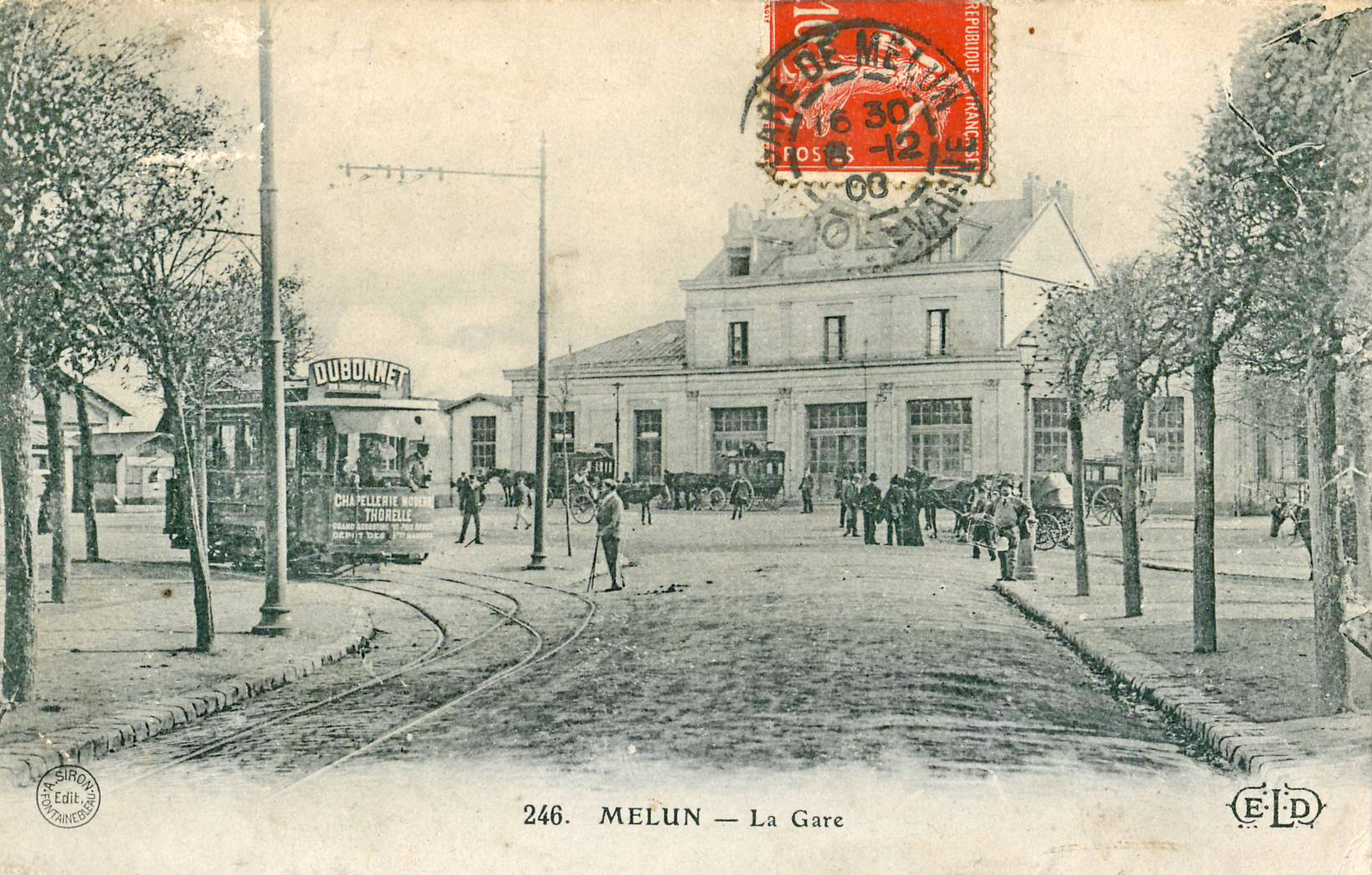
Devant la gare.
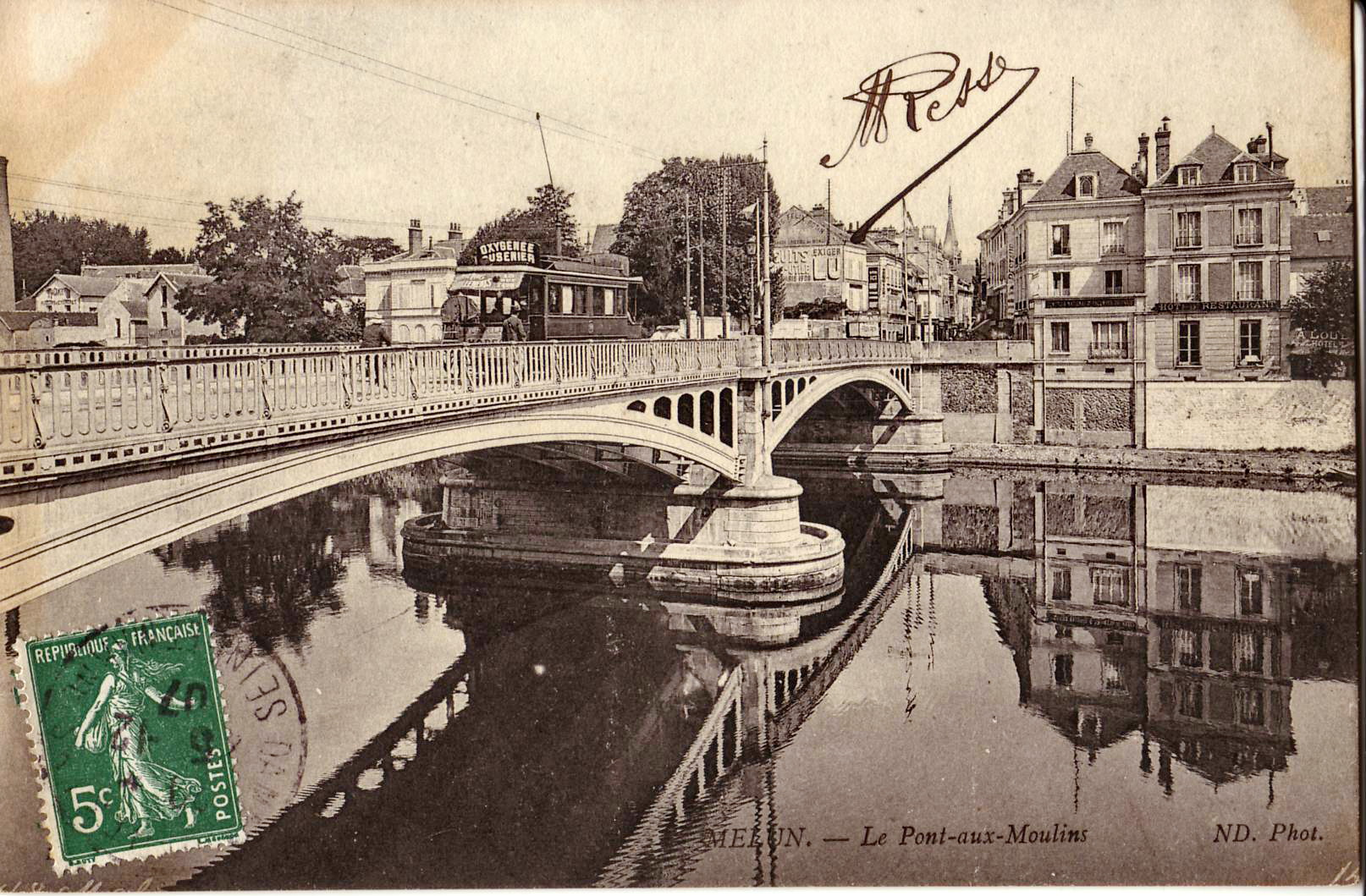
Sur le Pont-aux-Moulins.
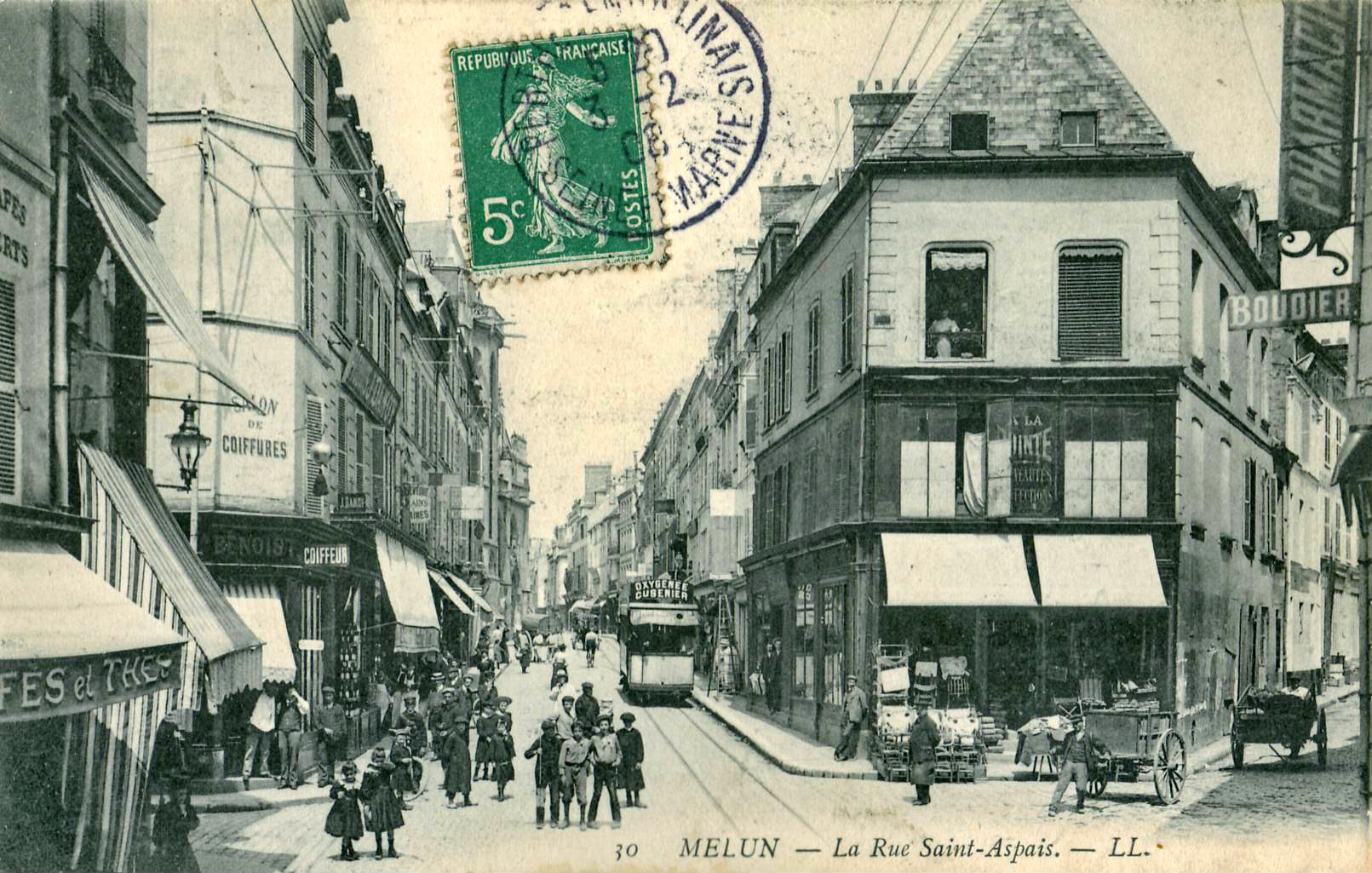
Rue Saint-Aspais.

En 1913, la ville est frappée par la catastrophe ferroviaire du 4 novembre qui cause la mort de 41 personnes.
Dans les années 1930, la compagnie PLM aménage une cité sur des parcelles acquises en 1928 près de la voie ferrée (rue André-Breton). En 1931, la ville aménage la cité du Foyer familial en respectant les règles des habitations à bon marché. Le lotissement de l'Ermitage est créé dans les années 1930, à cheval entre le sud de Melun et le nord des communes limitrophes de La Rochette et de Dammarie-les-Lys. Les plans en sont dressés par Adolphe Dervaux sur le modèle des cités-jardins.
Des équipements de loisirs sont construits sur les bords de Seine : cercle nautique en 1931, plage artificielle en 1942.
En 1944, la ville est victime d'un bombardement de représailles allemand. De nombreuses maisons sont détruites. L'église Saint-Aspais est très gravement endommagée : le clocher est incendié, la nef détruite, l'orgue soufflé. Les deux ponts historiques, détruits également, sont remplacés par les ouvrages actuels en 1948-1950,.
Un ensemble de trois lotissements est construit au nord dans les années 1950 dans la mouvance des Castors : Castors des Capucins, Castors « Hirondelles », Castors de Melun nord.

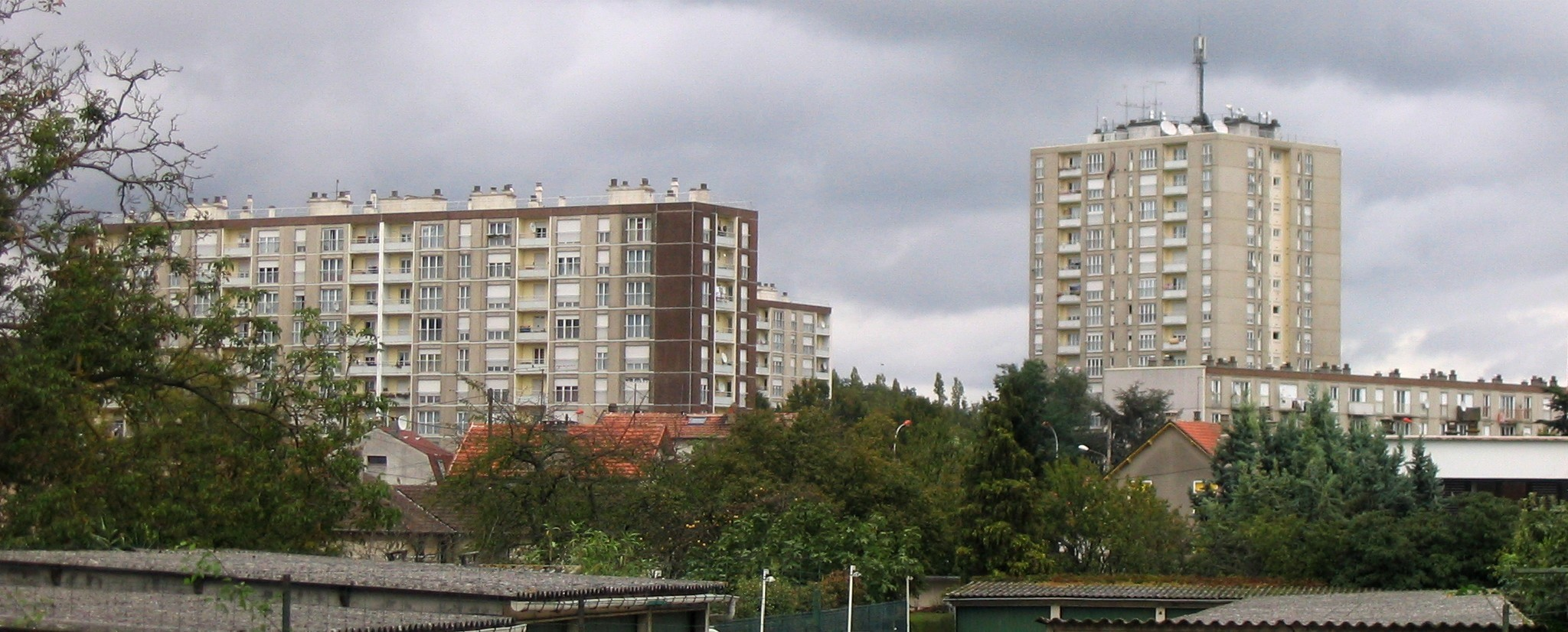
Quartier Montaigu en 2006.

Une série de grands ensembles sont construits sur le plateau nord sous la direction de Louis Arretche : route de Corbeil à partir de 1954, Montaigu dont les premiers logements sont construits en 1957-1958, Beauregard pour accueillir les rapatriés d'Algérie à partir de 1963-1964, zone à urbaniser en priorité de l'Almont réalisée dans les années 1970. Ces secteurs font aujourd'hui l'objet d'intervention de réhabilitation menée par l'Agence nationale pour la rénovation urbaine.
Une rocade est mise en service en 1964 au Nord de la ville. Elle est complétée en 1971 par une pénétrante longeant la ville par l'Ouest, jusqu'à la rive Sud de la Seine, qui est franchie par un viaduc. Deux autres ponts sont également réalisés en parallèle des ponts historiques dans les années 1970 pour permettre une meilleure circulation dans la ville de Melun : le pont de-Lattre-de-Tassigny, inauguré en 1970, et le pont Notre-Dame, inauguré en 1975.
Le 25 juin 1960, deux émissaires du GPRA, Ahmed Boumendjel et Mohamed Seddik Benyahia viennent participer à des pré-négociations avec le gouvernement français afin de décider de l'avenir de l'Algérie. Après l'échec de celles-ci, ils repartent le 29 juin.
Les abattoirs sont remplacés par la cité administrative, construite de 1961 à 1965.
En 1991 intervient la catastrophe ferroviaire de Melun du 17 octobre 1991.

## Politique et administration

### Rattachements administratifs et électoraux

#### Rattachements administratifs
La commune est le chef-lieu du département de Seine-et-Marne et de son arrondissement de Melun.
Elle était depuis 1801 le chef-lieu des cantons de Melun-Nord et de Melun-Sud. Dans le cadre du redécoupage cantonal de 2014 en France, cette circonscription administrative territoriale a disparu, et le canton n'est plus qu'une circonscription électorale.

La préfecture de Seine-et-Marne
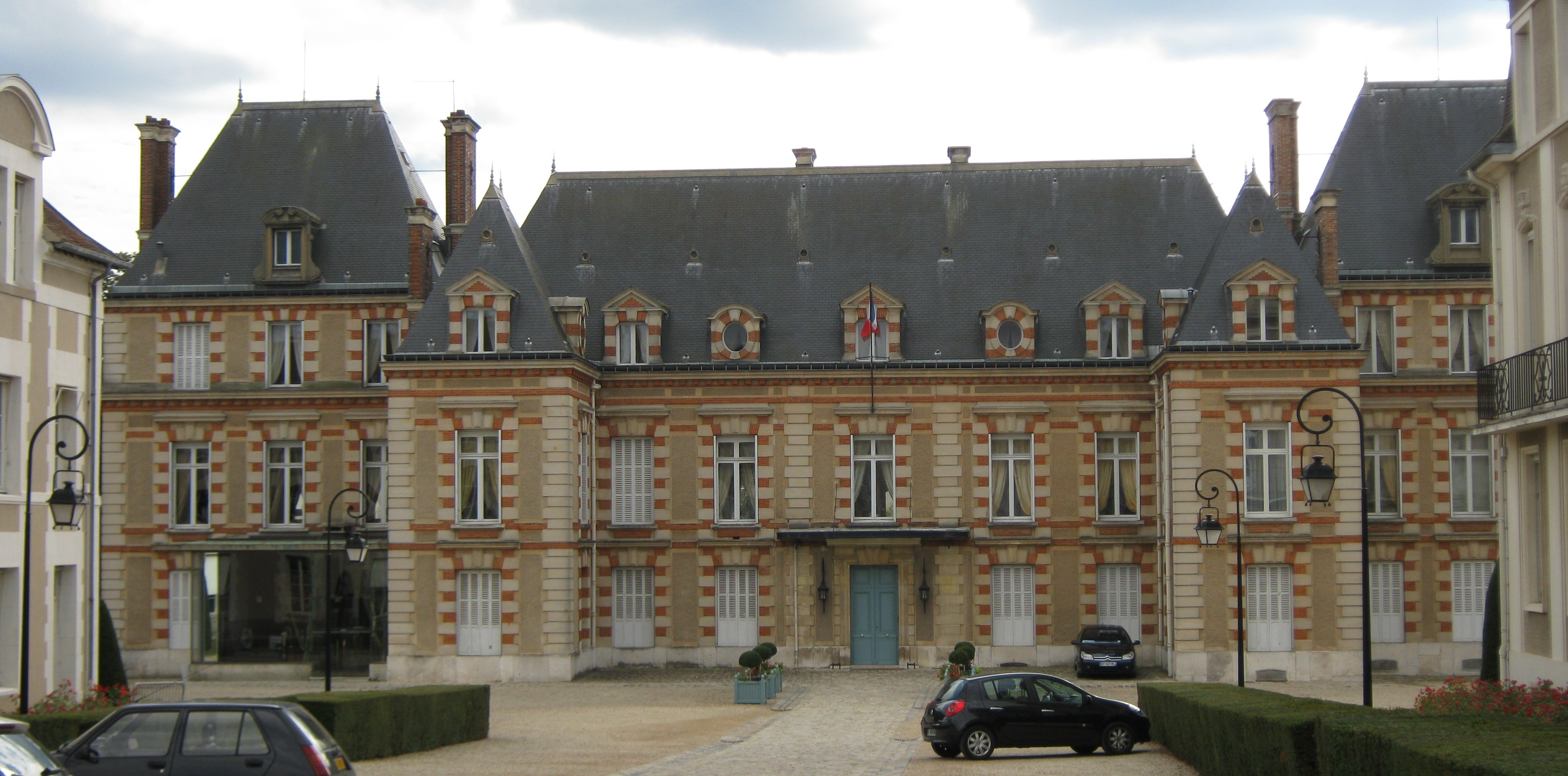
Préfecture de Seine-et-Marne (ancienne abbaye Saint-Père).
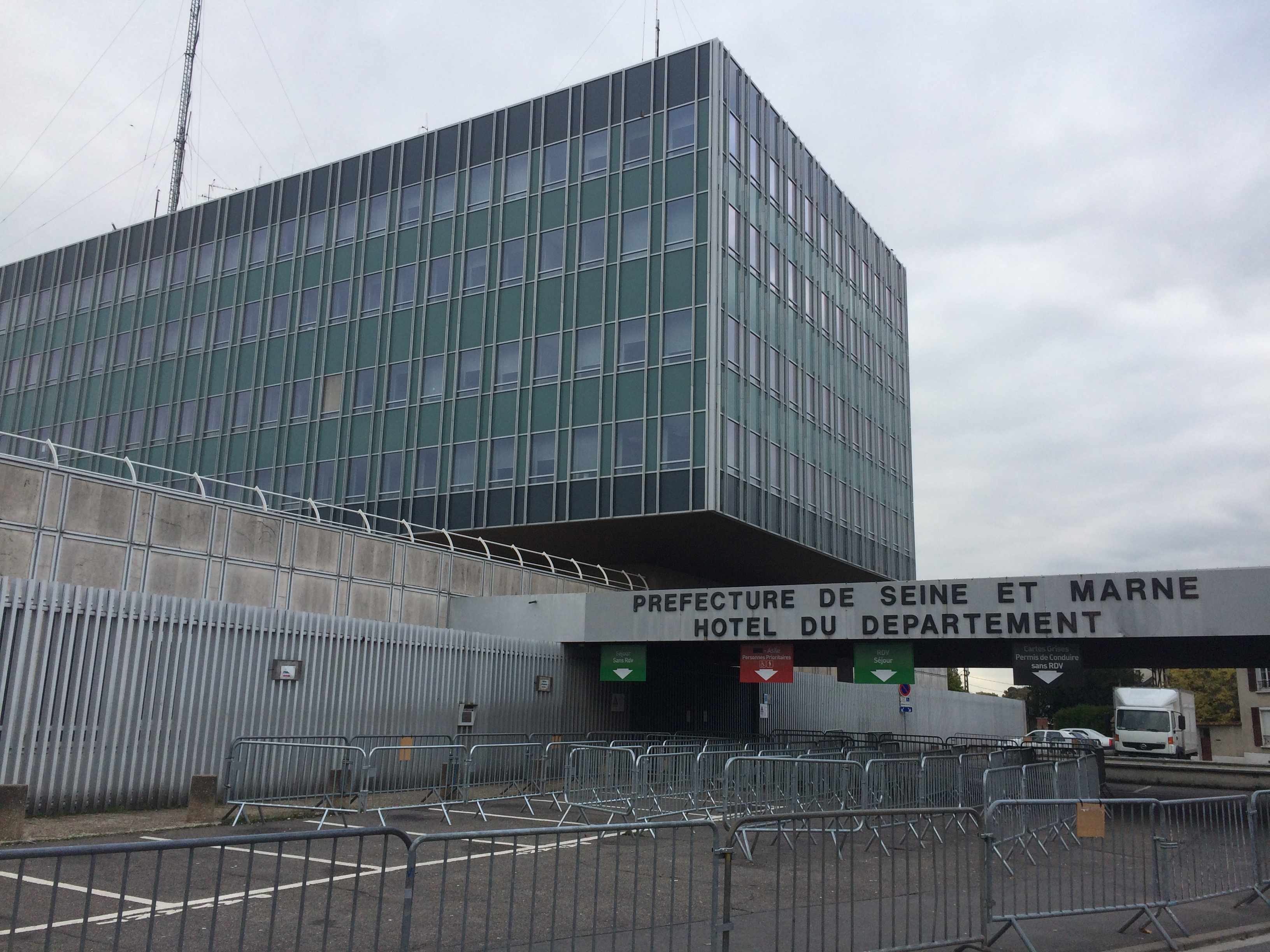
Préfecture de Seine-et-Marne (entrée du public).
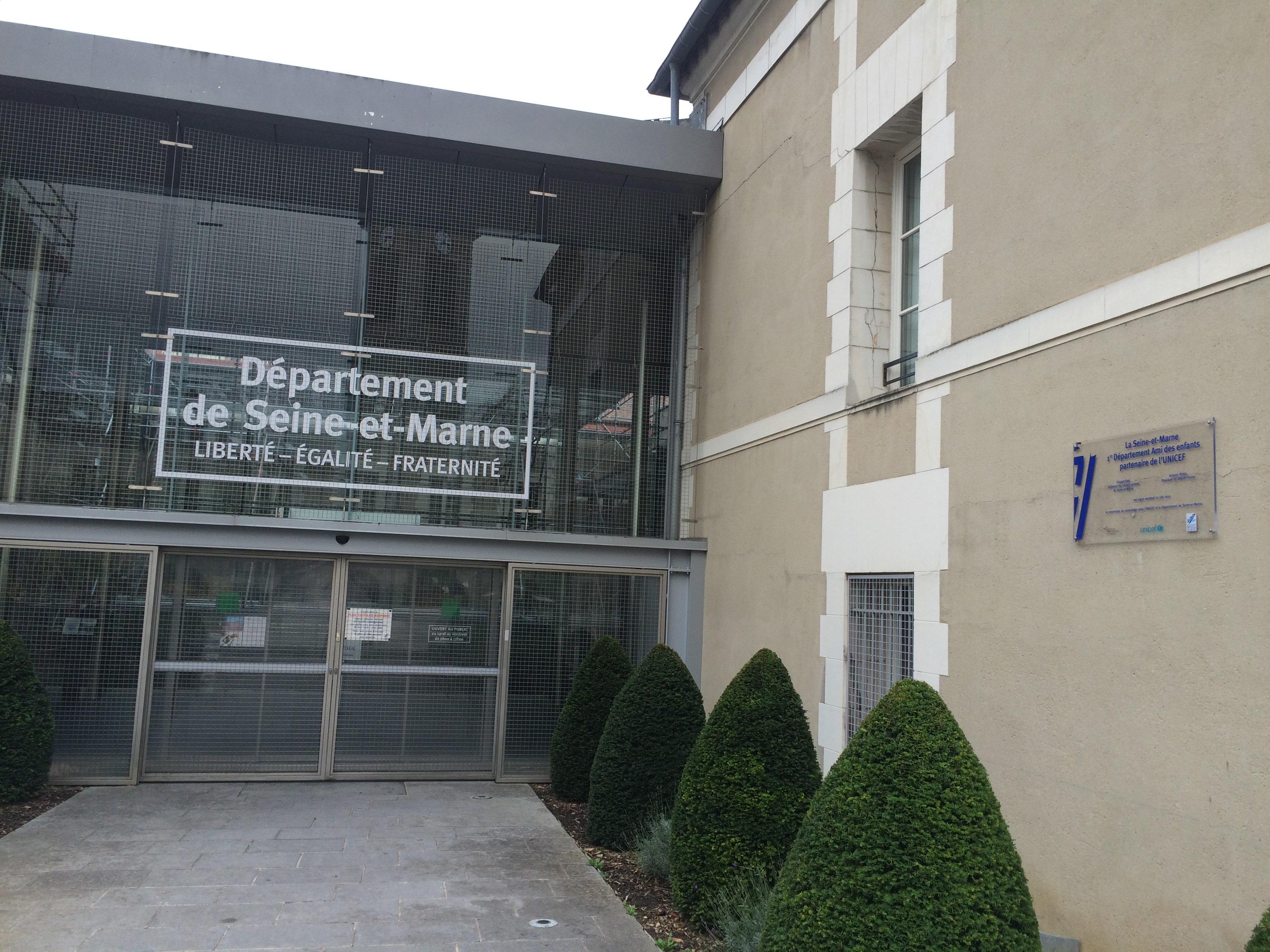
Conseil Départemental de Seine-et-Marne (entrée du public).

#### Rattachements électoraux
Pour les élections départementales, la commune depuis 2014 est le bureau centralisateur du canton de Melun.
Pour l'élection des députés, elle fait partie de la première circonscription de Seine-et-Marne.

### Intercommunalité
La ville est le siège de la communauté d'agglomération Melun Val de Seine, un établissement public de coopération intercommunale (EPCI) à fiscalité propre créé en 2002 et auquel la commune avait transféré un certain nombre de ses compétences, dans les conditions déterminées par le code général des collectivités territoriales.
Cette intercommunalité est créée par transformation du District Melun – Le-Mée-sur-Seine qui avait été constitué en 1972.

### Tendances politiques et résultats
La mairie de Melun est acquise à la droite depuis l'après-guerre. La gauche se rattrape cependant aux élections nationales, en réalisant à Melun des scores généralement supérieurs à sa moyenne sur l'ensemble du territoire. Lors de l'élection présidentielle de 2012, François Hollande (PS) arrive largement en tête au second tour avec 56,2 % des suffrages exprimés. Au premier tour de l'élection présidentielle de 2017, Jean-Luc Mélenchon (FI) est en tête à Melun avec 26,3 % des suffrages exprimés, une victoire qui est alors qualifiée de surprise par la presse locale.
Plusieurs personnalités politiques d'envergure nationale ont exercé des représentations pour la ville de Melun : le ministre Marc Jacquet (UDR) et la sénatrice Colette Mélot (LR).
Lors du second tour des élections municipales de 2014 en Seine-et-Marne, la liste UMP-UDI menée par le maire sortant Gérard Millet obtient la majorité absolue des suffrages exprimés, avec 4 599 voix (52,06 %, 30 conseillers municipaux élus dont 16 communautaires), devançant de 365 voix celle PS-PCF-PRG menée par François Kalfon, qui a recueilli 4 234 voix (47,93 %, 9 conseillers municipaux élus dont 5 communautaires).
Lors de ce scrutin, 49,26 % des électeurs se sont abstenus.
Lors du second tour des élections municipales de 2020 en Seine-et-Marne,, la liste du maire sortant Louis Vogel (Agir) — qui avait succédé en 2016 à Gérard Millet — obtient la majorité absolue des suffrages exprimés avec 50,60 %, devançant largement les listes menées respectivement par :

-  Bénédicte Monville (EELV, Union de la gauche FI+PS, bénéficiant de la fusion de la liste DIV de Djamila Smaali-Paille, ;

-  Ségolène Durand (LR, 787 voix, 19,13 %, 4 conseillers municipaux élus dont 2 communautaires) ;
lors d'un scrutin marqué la Pandémie de Covid-19 en France où 77,08 % des électeurs se sont abstenus.

### Liste des maires
| Période        | Période                         | Identité          | Étiquette                  | Qualité |
| -------------- | ------------------------------- | ----------------- | -------------------------- | --- |
| 1944           | 1945                            | André Hervieu     |                            | Assureur |
| 1945           | 1945                            | Jacquin           |                            | Chef de division honoraire de la préfecture de Melun |
| 1945           | octobre 1947                    | Maxime Verdeaux   | Gauche                     | Architecte départemental |
| octobre 1947   | 1955                            | Gaston Tunc       | MRP                        | Ancien avoué |
| 1955           | mars 1959                       | Maxime Galland    |                            | Avocat |
| mars 1959      | mars 1971                       | Jean Petit        | UDR                        | Parfumeur Suppléant du député Marc Jacquet (1967 → 1973) |
| mars 1971      | avril 1983                      | Marc Jacquet,     | UDR puis RPR               | Docteur en droit, chef d'entreprise Ministre des Travaux publics et des Transports (1962 → 1966) Député de Seine-et-Marne (1951 → 1955 et 1958 → 1973) Sénateur de Seine-et-Marne (1977 → 1983) Conseiller général de Melun-Sud (1963 → 1979) Maire de Barbizon (1953 → 1971) Mort en fonction |
| 1983           | mars 1989                       | Jean Malpel       | RPR                        | Avocat au barreau de Melun, bâtonnier |
| mars 1989      | août 2002                       | Jacques Marinelli | RPR puis UMP               | Président de sociétés, ancien coureur cycliste Président du District de l'agglomération melunaise (? → 2002) Président du CA Melun Val de Seine (2002) Élections annulées par le Conseil d'État le 29 juillet 2002                                                                             |
| septembre 2002 | avril 2016,                     | Gérard Millet,    | UMP → LR                   | Professeur de physique-chimie Ancien proviseur-adjoint du lycée Jacques Amyot Député de Seine-et-Marne (3e circ.) Vice-président de la CA Melun Val de Seine (2002 → 2008) Démissionnaire |
| avril 2016     | octobre 2023                    | Louis Vogel,      | LR puis Agir puis Horizons | Avocat, professeur des universités Sénateur de Seine-et-Marne (2023 → ) Conseiller régional d'Île-de-France (2021 → ) Président de l'Université Panthéon-Assas (2006 → 2012) Président de la CA Melun Val de Seine (2014 → 2023) Démissionnaire après son élection comme sénateur              |
| octobre 2023   | En cours (au 25 septembre 2024) | Kadir Mebarek,    | Horizons                   | Avocat au barreau de Paris Vice-président de la CA Melun Val de Seine |

### Jumelages
| Ville | Ville         | Pays | Pays        | Période     |
| ----- | ------------- | ---- | ----------- | ----------- |
|       | Crema         |      | Italie      | depuis 2001 |
|       | Spelthorne    |      | Royaume-Uni | depuis 1990 |
|       | Stuttgart     |      | Allemagne   |             |
|       | Vaihingen (d) |      | Allemagne   | depuis 1985 |

## Équipements et services publics

### Enseignement

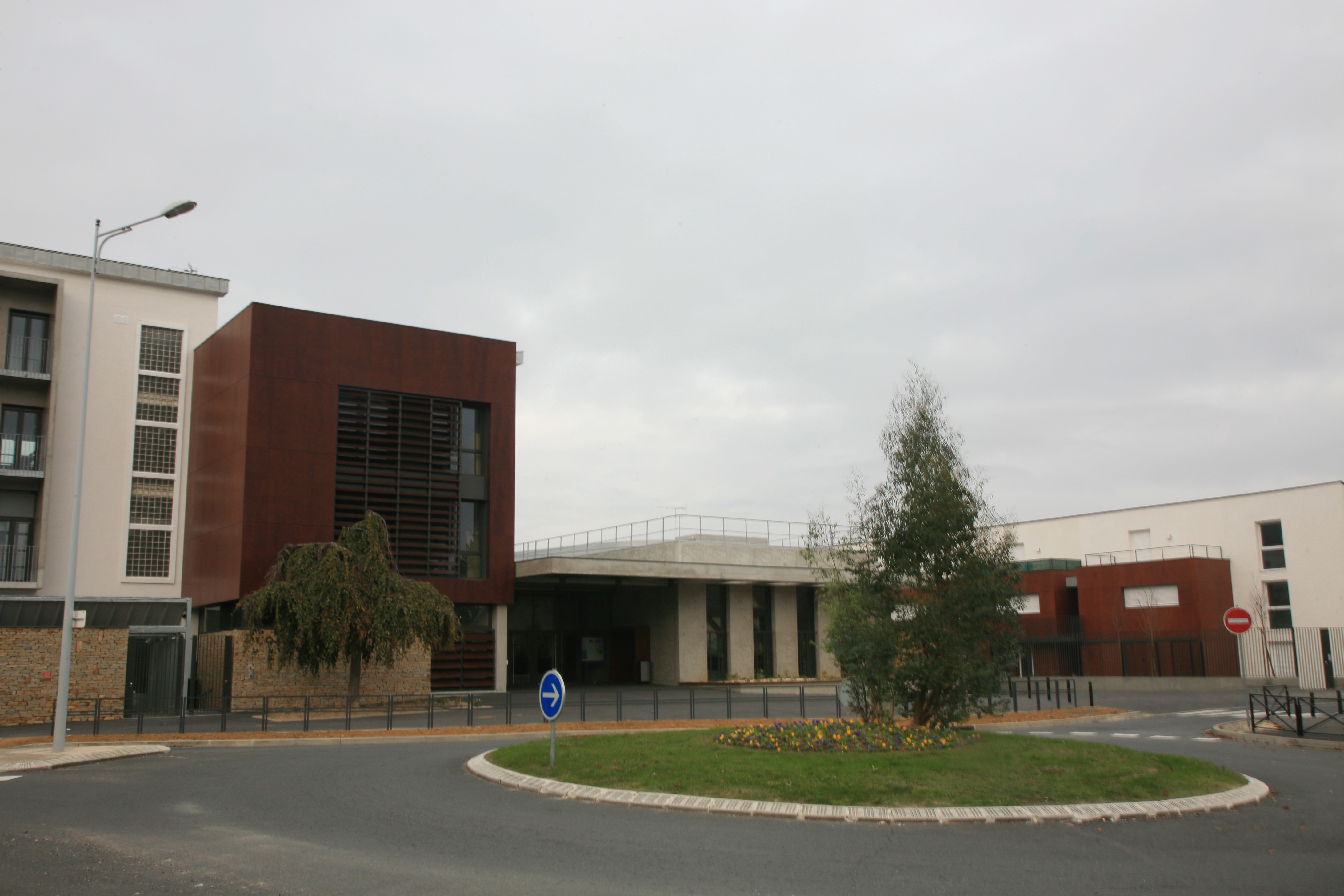
Façade du lycée Jacques-Amyot.

En 2016, la commune compte seize écoles maternelles, quinze écoles élémentaires, six collèges dont deux privés, quatre lycées dont un privé, un institut de droit et d’économie, et enfin quatre antennes universitaires. La ville abrite également une antenne de l'École nationale de l'aviation civile.
Lycées publics:
- Lycée Léonard de Vinci (en)
- Lycée Jacques-Amyot.

Lycée privé :
- Lycée Saint Aspais.

Enseignement Supérieur
- L'Université Panthéon-Assas : droit, sciences économiques, AES, diplômes des professionnels de l'investigation et de la surveillance du secteur privé.
- L'École des officiers de la Gendarmerie nationale
- L'École nationale de l'aviation civile.

## Population et société
Les habitants sont appelés les Melunais (plus rarement Melunois ou Melodunois).

### Démographie
L'évolution du nombre d'habitants est connue à travers les recensements de la population effectués dans la commune depuis 1793. Pour les communes de plus de 10 000 habitants les recensements ont lieu chaque année à la suite d'une enquête par sondage auprès d'un échantillon d'adresses représentant 8 % de leurs logements, contrairement aux autres communes qui ont un recensement réel tous les cinq ans,.

En 2022, la commune comptait 43 685 habitants, en évolution de +8,59 % par rapport à 2016 (Seine-et-Marne : +3,92 %, France hors Mayotte : +2,11 %).
| 1793  | 1800  | 1806  | 1821  | 1831  | 1836  | 1841  | 1846  | 1851   |
| ----- | ----- | ----- | ----- | ----- | ----- | ----- | ----- | ------ |
| 5 500 | 6 111 | 6 818 | 6 992 | 6 622 | 6 846 | 8 950 | 9 151 | 10 395 |

| 1856   | 1861   | 1866   | 1872   | 1876   | 1881   | 1886   | 1891   | 1896   |
| ------ | ------ | ------ | ------ | ------ | ------ | ------ | ------ | ------ |
| 10 312 | 11 170 | 11 408 | 11 130 | 11 241 | 12 145 | 12 564 | 12 792 | 13 641 |

| 1901   | 1906   | 1911   | 1921   | 1926   | 1931   | 1936   | 1946   | 1954   |
| ------ | ------ | ------ | ------ | ------ | ------ | ------ | ------ | ------ |
| 13 059 | 13 908 | 14 861 | 14 657 | 15 928 | 16 356 | 17 499 | 17 573 | 20 219 |

| 1962   | 1968   | 1975   | 1982   | 1990   | 1999   | 2006   | 2011   | 2016   |
| ------ | ------ | ------ | ------ | ------ | ------ | ------ | ------ | ------ |
| 26 873 | 34 518 | 37 712 | 35 005 | 35 319 | 35 695 | 37 663 | 39 497 | 40 228 |

| 2021   | 2022   | - | - | - | - | - | - | - |
| ------ | ------ | - | - | - | - | - | - | - |
| 42 367 | 43 685 | - | - | - | - | - | - | - |

### Sports et loisirs
La ville possède d’importantes infrastructures sportives. Le complexe sportif, situé dans le quartier Saint Ambroise, comprend une piscine, le stade municipal, et les locaux du cercle nautique. Il y a également deux autres stades, P.-Fisher et Robert-Schuman. Sept gymnases sont répartis à travers la ville. De nombreux sports sont pratiqués : football, handball, rugby à XV, tennis, volley-ball, basket-ball, natation, haltérophilie, le football américain ainsi que de nombreux sports de combat tel que la boxe française, la boxe anglaise, la lutte libre, la lutte gréco-romaine, le judo et même le sambo. Les plans d'eau permettent les pratiques de la voile et des joutes nautiques. Deux grands joueurs sont sortis de l'équipe de football de Melun (Lilian Thuram et Claude Makélélé).
L’Union sportive de Melun gère les activités sportives de la commune. Cette association est créée le 5 juillet 1921. Certaines activités étaient pratiquées depuis longtemps : la Melunaise de Gymnastique date de 1885, le Rugby Sporting Université Club Melunais est fondé en 1890. En 2004 l’USM comptait 4 489 adhérents.
Le Cercle des Nageurs de Melun Val-de-Seine a un temps servi de vitrine sportive à la commune. L’entraîneur Philippe Lucas y a obtenu d’excellents résultats, avec notamment les nageurs et nageuses Julia Reggiany (sélectionnée aux Jeux olympiques de 1992), Nadège Cliton (sélectionnée aux Jeux olympiques de 1996), David Abrard (sélectionné aux Jeux olympiques de 1996), Laure Manaudou, à la suite de ses résultats aux Jeux olympiques d'été de 2004, Esther Baron, championne d'Europe du 200 mètres dos 2006 et Sarah Bey (sélectionnée aux championnats d'Europe 2006). À la suite d'un différend entre Lucas et la communauté d'agglomération Melun Val de Seine au sujet de la gestion des finances du club, l’entraîneur part pour le club du Canet avec ses nageuses.
L'USM Boxe Pieds/Poings, club de boxe de Melun, participe égalemement au rayonnement de la ville dans le monde de la boxe en ayant formé plusieurs champions, tels que Danois Sylvio ou Danois Herbert.
Autre club important, celui de La Rochette Volley (anciennement Melun Val de Seine La Rochette volley-ball), qui évoluait en Ligue A, la division la plus élevée du volley-ball féminin français. Le club, exclusivement féminin, était originaire de la commune limitrophe de La Rochette, mais bénéficiait du soutien de Melun et de la communauté d'agglomération Melun Val de Seine jusqu'à la fin de la saison 2008-2009. À la suite de ce désengagement et faute d'avoir trouvé un sponsor pour compléter son budget, le club a déposé le bilan en octobre 2009. Il a obtenu deux titres de champion de France de Nationale 1B (2e division) en 1996 et 1998. Lors de la saison 2005-2006 il termina deuxième de la saison régulière, mais échoua en demi-finale de la phase finale. Une autre équipe évoluait en Nationale 3 féminines.
Le Cercle d'escrime Melun Val de Seine, créé en 2002 est issu de la fusion entre le Cercle d'Escrime de Melun, créé par Ernest Revenu dans le cadre de l'École des officiers de la gendarmerie nationale et l'ESD Dammarie-les-Lys, créé en 1964 par Jacky Courtillat. Le club dispose d’un beau palmarès : 15 médailles olympiques dont 3 en or, 30 médailles aux championnats du monde, dont 10 en or, 5 victoires en coupe d'Europe des clubs champions et 4 finales perdues dans cette épreuve continentale, 16 titres de champions de France par équipe et 12 titres de champions de France individuels. Il compte plus de 300 licenciés.
Le Tennis Club de Melun compte 465 membres.
Le Cercle Nautique de Melun (aviron) fondé en [1912, compte 341 licenciés, et a obtenu, la 3e place du championnat de France de la finale A de Quatre de pointe sans barreur senior homme, la 5e place du championnat de France de Quatre de pointe sans barreur senior homme. Au classement général français 2006, il est 38e sur 248 clubs. En 2007, Jean-David Bernard devient vice-champion du monde en Quatre de couple homme aux Championnats du monde de Munich avec pour objectif une qualification pour les Jeux olympiques de Pékin et une médaille. En 2008 le Quatre barré senior homme devient champion de France à Mantes-la-Jolie avec à son bord Jean-David Bernard, Romain Lecuyer, Lilian Dumas, Cyril Robiteau et la barreuse Anne-Cécile Clemendot. Le Deux de couple poids légers senior dames termine les championnats avec une belle médaille de bronze.
Le Rugby Melun-Combs-Savigny 77, club de rugby à XV de la ville, voit ses seniors évoluer en Régionale 1. Comptant 408 membres, il gère des écoles de rugby à Melun et dans des villes proches de Combs-la-Ville et de Sénart.

### Lieux de cultes

#### Culte catholique
La ville dispose de cinq églises où se pratique le culte catholique :
- Collégiale Notre-Dame, Place Notre-Dame ;
- Église Saint-Aspais, rue Saint-Aspais ;
- Église de l'Immaculée-Conception, place Loïc Baron ;
- Chapelle Saint-François, rue Paul Valéry ;
- Chapelle des Récollets, rue Fréteau de Pény.

#### Culte protestant
Les chrétiens protestants disposent de quatre lieux de culte :
- le temple protestant de l'Église protestante unie de France de Melun, Provins, Sénart et environs, avenue Thiers ;
- le centre évangélique Le Rocher, avenue du Général Patton ;
- l'église évangélique de Pentecôte, rue de Saint-Liesne, Assemblée de Dieu, - membre du CNEF.

D'autre part, le centre international de rencontres du Rocheton, qui appartient aux UCJG/YMCA France, est situé à proximité de la gare de Melun sur le territoire de la commune de La Rochette.

#### Autres cultes
Les musulmans de Melun peuvent pratiquer leur culte à la mosquée El Nour (Madhhab maliki), rue Lavoisier.
Les Juifs melunais disposent d'une synagogue, angle rues Michelet et Branly.
L’Église de Jésus-Christ des saints des derniers jours dispose d'un lieu de culte, rue de Dammarie. Il existe par ailleurs une église kimbanguiste.

### Médias
Melun a été et continue d'être la cible des humoristes, de Fernand Raynaud (le « melon de Melun ») jusqu'à aujourd'hui, par exemple Chevallier et Laspalès, dans leur sketch Le retour de vacances,.
Le bagne de Melun est cité dans Splendeurs et misères des courtisanes, (1847), comme aussi déshonorant que celui de Poissy « Aujourd'hui la Conciergerie, à peine suffisante pour les accusés, ne reçoit plus ni prévenus ni détenus, excepté dans de rares occasions […]. Par exception, la magistrature y souffre les coupables de la haute société  qui, déjà suffisamment déshonorés par un arrêt de cour d'assises, seraient punis au-delà des bornes, s'ils subissaient leur peine à Melun ou à Poissy. »
En 1968, sort le film À tout casser avec Johnny Hallyday dans le rôle de Frankie, un jeune blouson noir, Eddie Constantine dans le rôle de Ric, Michel Serrault et Catherine Allégret. "Une bande de blousons noir ouvre une boite de nuit au-dessus de la planque d'un truand" la majorité du film se déroule à Melun, à la piscine, terrasse de la plage, brasserie Gruber et dans les rues de Melun.
En 2012, le film de Franck Gastambide les Kaïra situe son action dans une cité à Melun. Ses trois anti-héros Mousten, Abdelkrim et Momo ont toujours vécu à Melun au bas de leur immeubles en sympathiques glandeurs. Signe des temps et de l'accroissement du tissu banlieusard dans un rayon de 50 km autour de Paris, Melun est ici utilisée pour la première fois comme arrière-plan purement à titre de ville de la banlieue parisienne.

## Économie
La ville produit le brie de Melun, un fromage proche du brie de Meaux mais plus petit et plus corsé.
L'École des officiers de la Gendarmerie nationale est implantée à Melun depuis 1945. Le Musée de la Gendarmerie nationale, totalement réaménagé, a été inauguré en 2015.
L'Université Panthéon-Assas dispose, dans l'île Saint-Étienne, d'une antenne préparant aux premiers cycles de droit, de sciences économiques et d'AES. Ce centre universitaire s'est notamment distingué par une première mondiale : la création de 3 diplômes pour les détectives et enquêteurs privés.
La ville possède un site de la Chambre de commerce et d'industrie de Seine-et-Marne.
Melun abrite en extrémité est de l'île Saint-Étienne une prison pour longues peines (la « centrale ») devenue un centre de détention et une maison d'arrêt. Sa fermeture a été différée. Le réaménagement de cette partie de l'île Saint-Étienne à la suite du départ de la prison un temps envisagé a fait l'objet d'études.
La « Cooper » (Coopération Pharmaceutique Française), entreprise d'approvisionnement des pharmacies d'officine de France, fit appel aux détenus de la « Prison Centrale » pour la fabrication des thermomètres médicaux pendant le XXe siècle. Le remplissage des capillaires avec du mercure, substance hautement toxique, était dangereux. Seuls les détenus acceptaient ce travail, moyennant une maigre rémunération.

### Revenus de la population et fiscalité
En 2017, le nombre de ménages fiscaux de la commune était de 15 607 (dont 48 % imposés), représentant 35 670 personnes et la médiane du revenu disponible par unité de consommation de 17 810 euros.

### Emploi
En 2017, le nombre total d’emplois dans la zone était de 25 038, occupant 16 336 actifs résidants.
Le taux d'activité de la population (actifs ayant un emploi) âgée de 15 à 64 ans s'élevait à 61,3 % contre un taux de chômage de 12,4 %.
Les 26,3 % d’inactifs se répartissent de la façon suivante : 10,1 % d’étudiants et stagiaires non rémunérés, 3,6 % de retraités ou préretraités et 12,6 % pour les autres inactifs.

### Entreprises et commerces
En 2017, le nombre d'établissements actifs était de 1 321 dont
1 dans l'agriculture-sylviculture-pêche, 41 dans l’industrie, 97 dans la construction, 936 dans le commerce-transports-services divers et 246 étaient relatifs au secteur administratif.
Ces établissements ont pourvu 30 208 postes salariés.
En 2019,  687 entreprises ont été créées sur le territoire de la commune, dont 496 individuelles.

## Culture locale et patrimoine

### Lieux et monuments

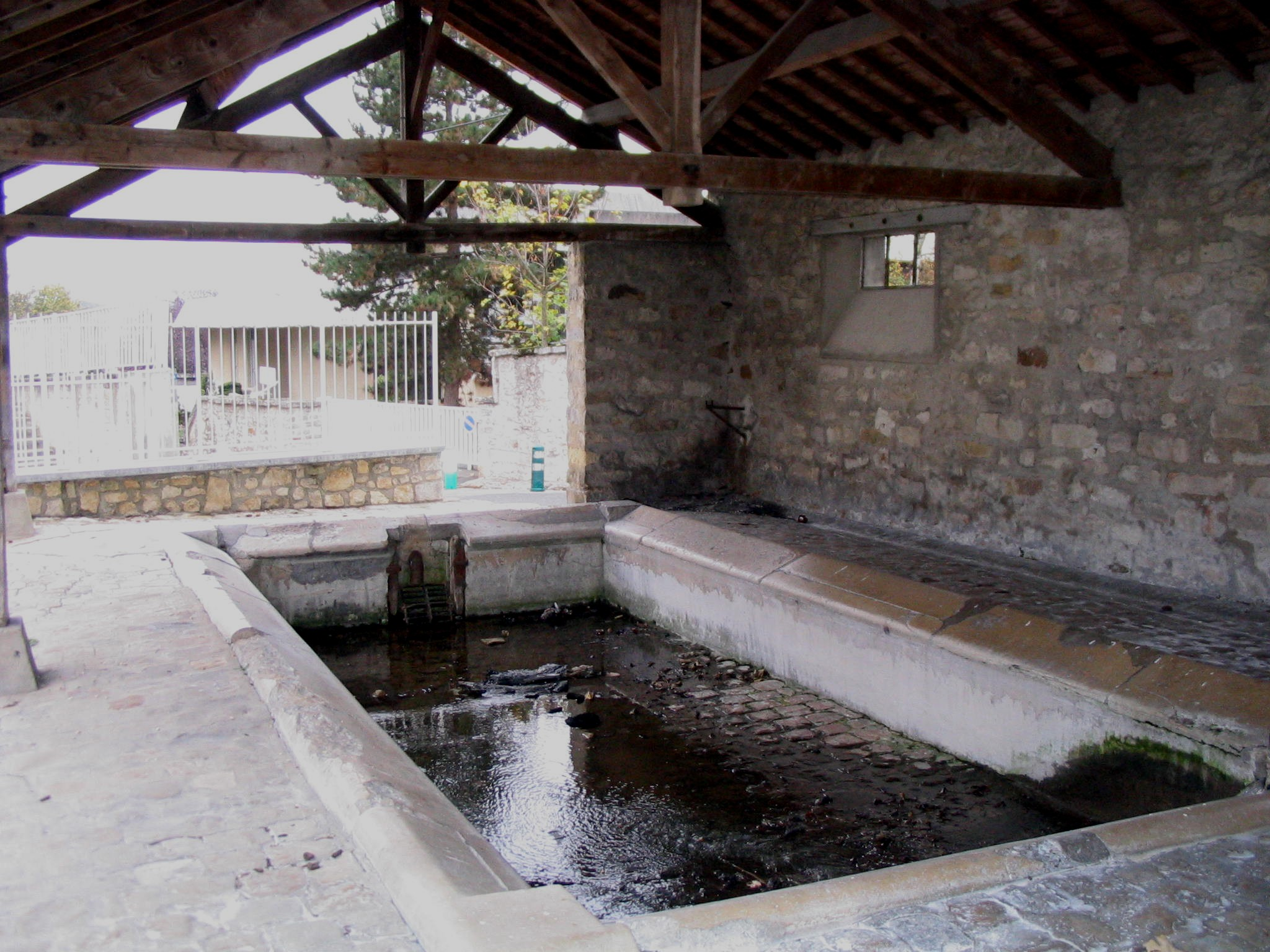
Lavoir de la fontaine Saint-Liesne.
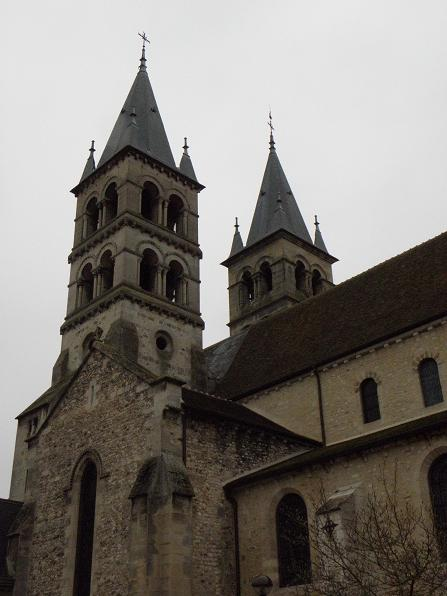
Collégiale Notre-Dame de Melun.
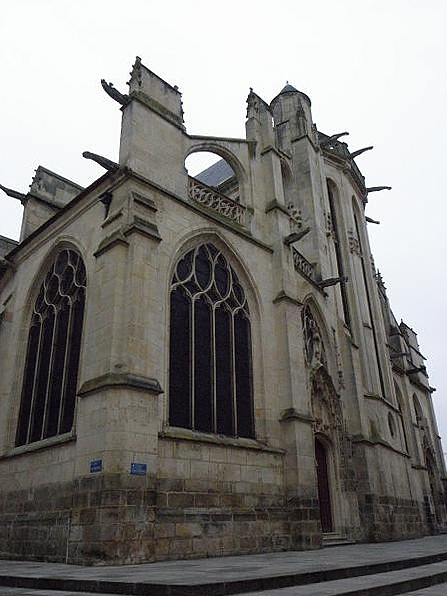
Chevet de l'église Saint-Aspais de Melun.
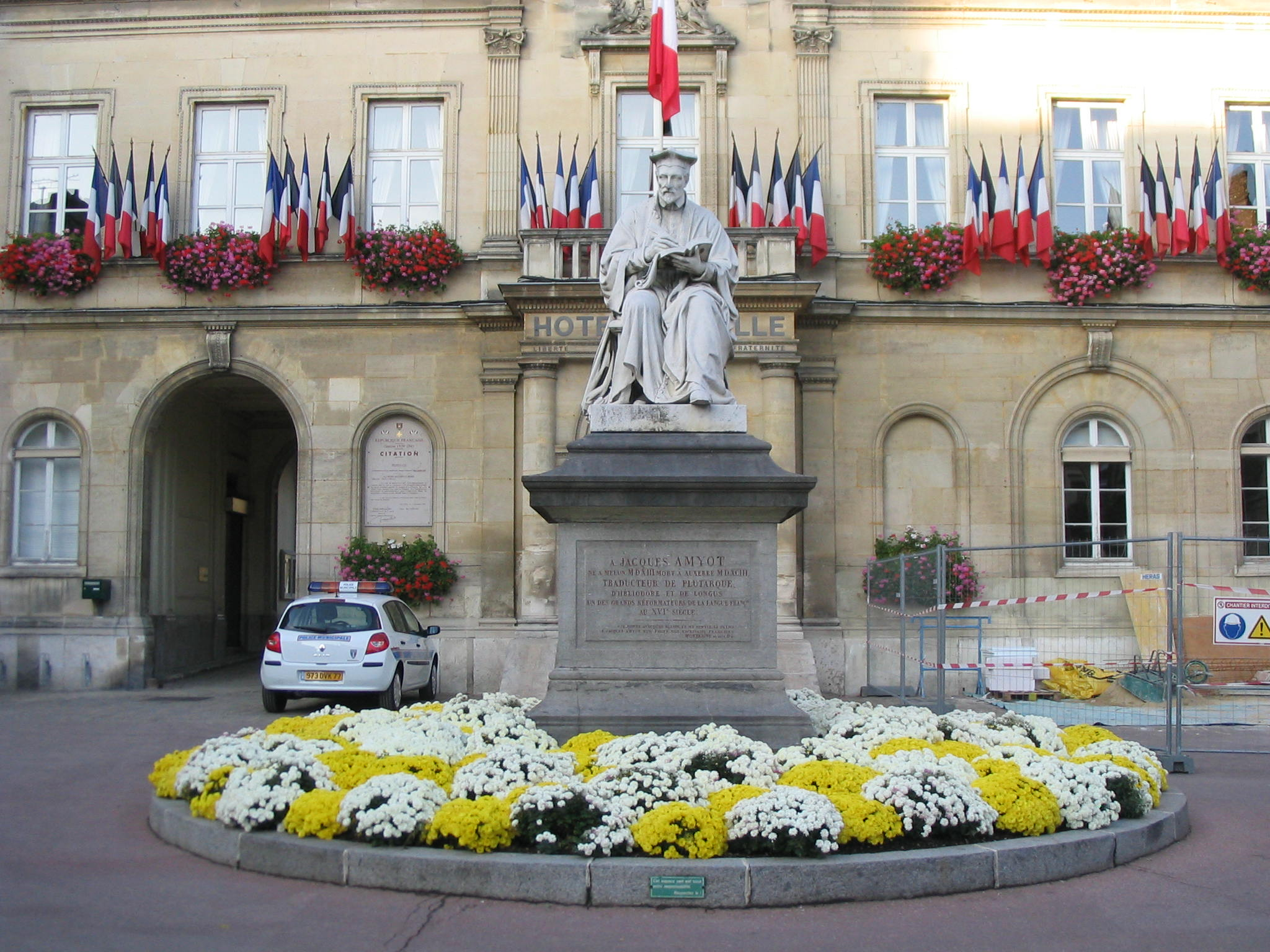
Statue de Jacques Amyot dans la cour de l'hôtel de ville.
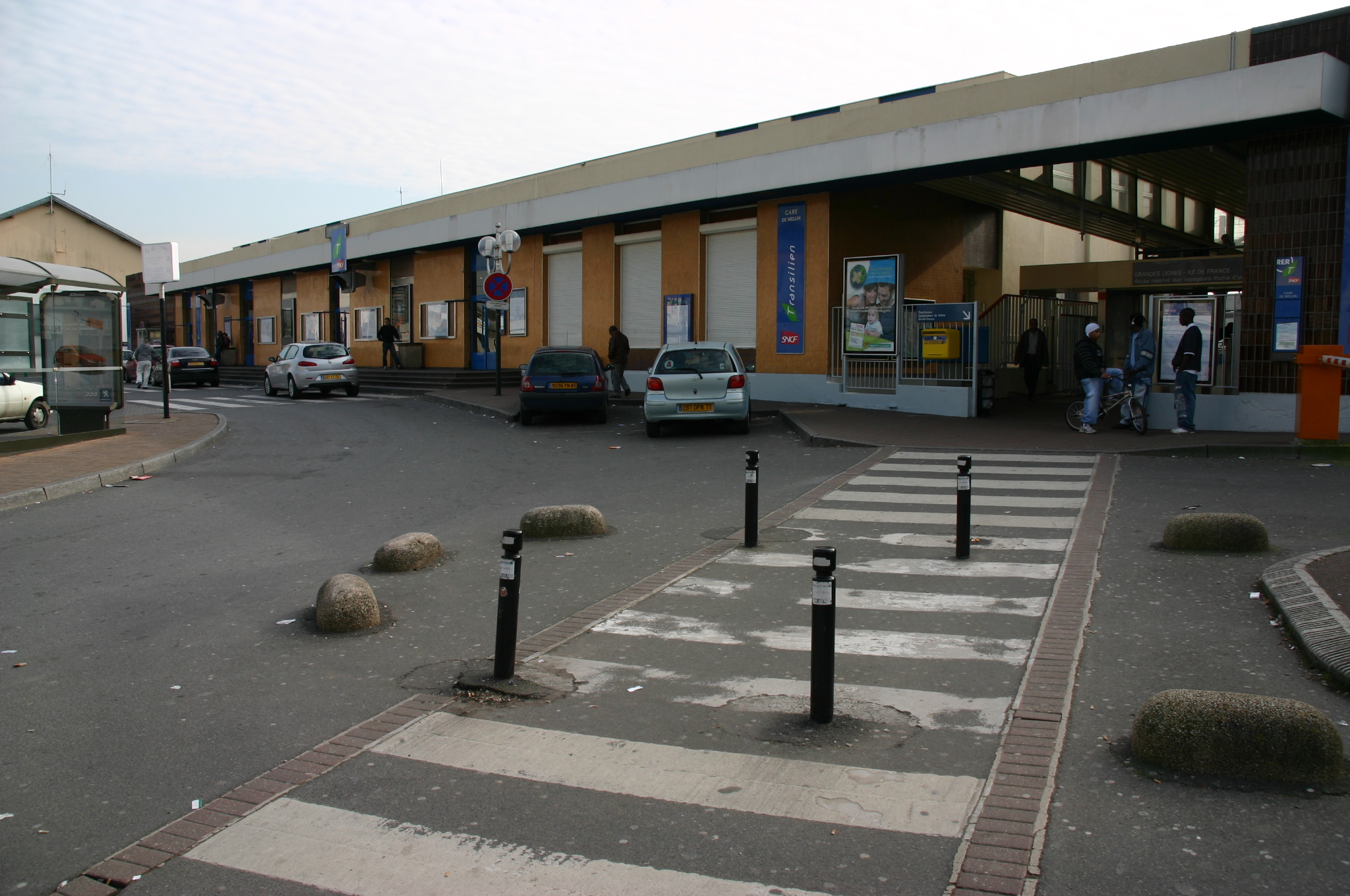
La gare de Melun avant sa restauration.

### Melun dans les arts et la culture

#### XVesiècle

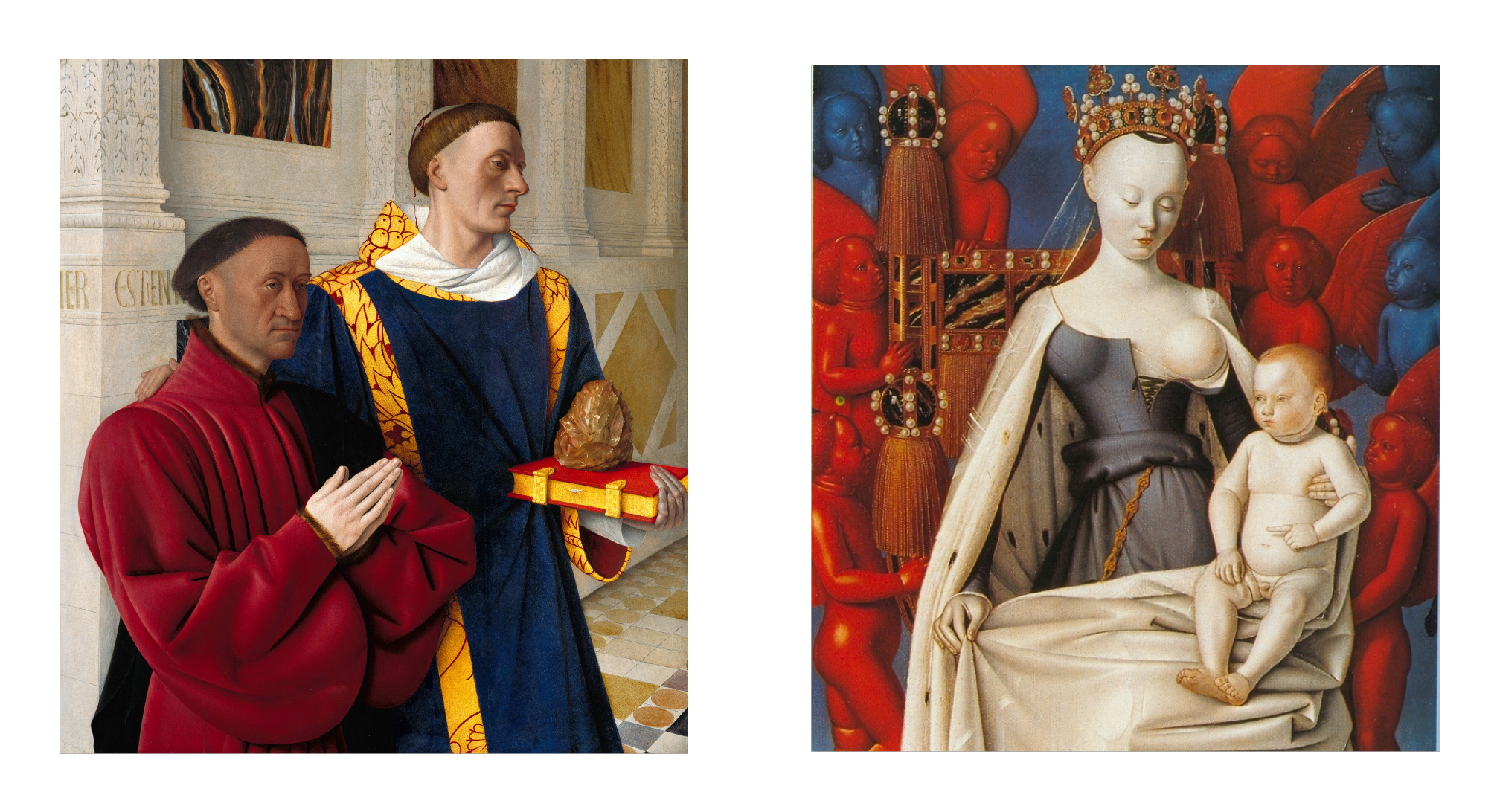
Diptyque de Melun.

- Jean Fouquet, Diptyque de Melun, (vers 1450) destiné à la collégiale Notre-Dame de Melun et présent jusqu'en 1775. Aujourd'hui le volet gauche est à la Gemäldegalerie à Berlin, le volet droit au Musée royal des beaux-arts à Anvers et l'autoportrait en médaillon de Jean Fouquet, qui ornait le cadre, au musée du Louvre à Paris.

#### XIXesiècle
- Jean-Achille Benouville, Abélard parle à ses élèves aux alentours de Melun (c. 1858), Bayrische Staatsgemäldesammlungen, Neue Pinakothek[167], Munich. Melun est ici évoquée par sa proximité avec la forêt de Fontainebleau, même si Pierre Abélard y résida en 1102 et 1109.

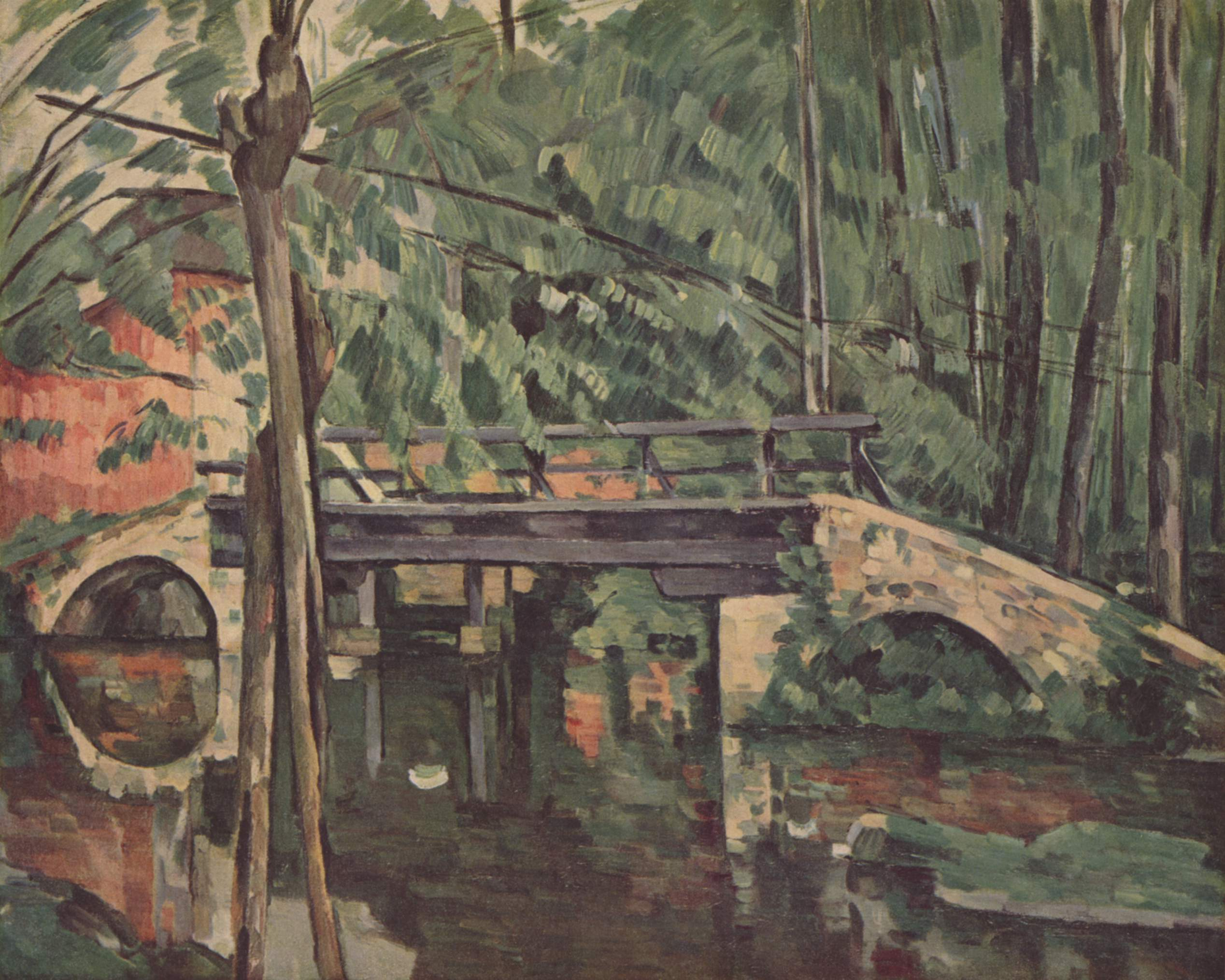
Le pont de Maincy, par Paul Cézanne.

- Paul Cézanne, Le pont de Maincy, près de Melun (c. 1879-1880), musée d'Orsay[168], Paris. Le pont, qui existe toujours aujourd'hui, marque la limite sur l'Almont entre Melun et Maincy.
- Paul Cézanne, Paysage d'Ile-de-France (c. 1880), collection privée.

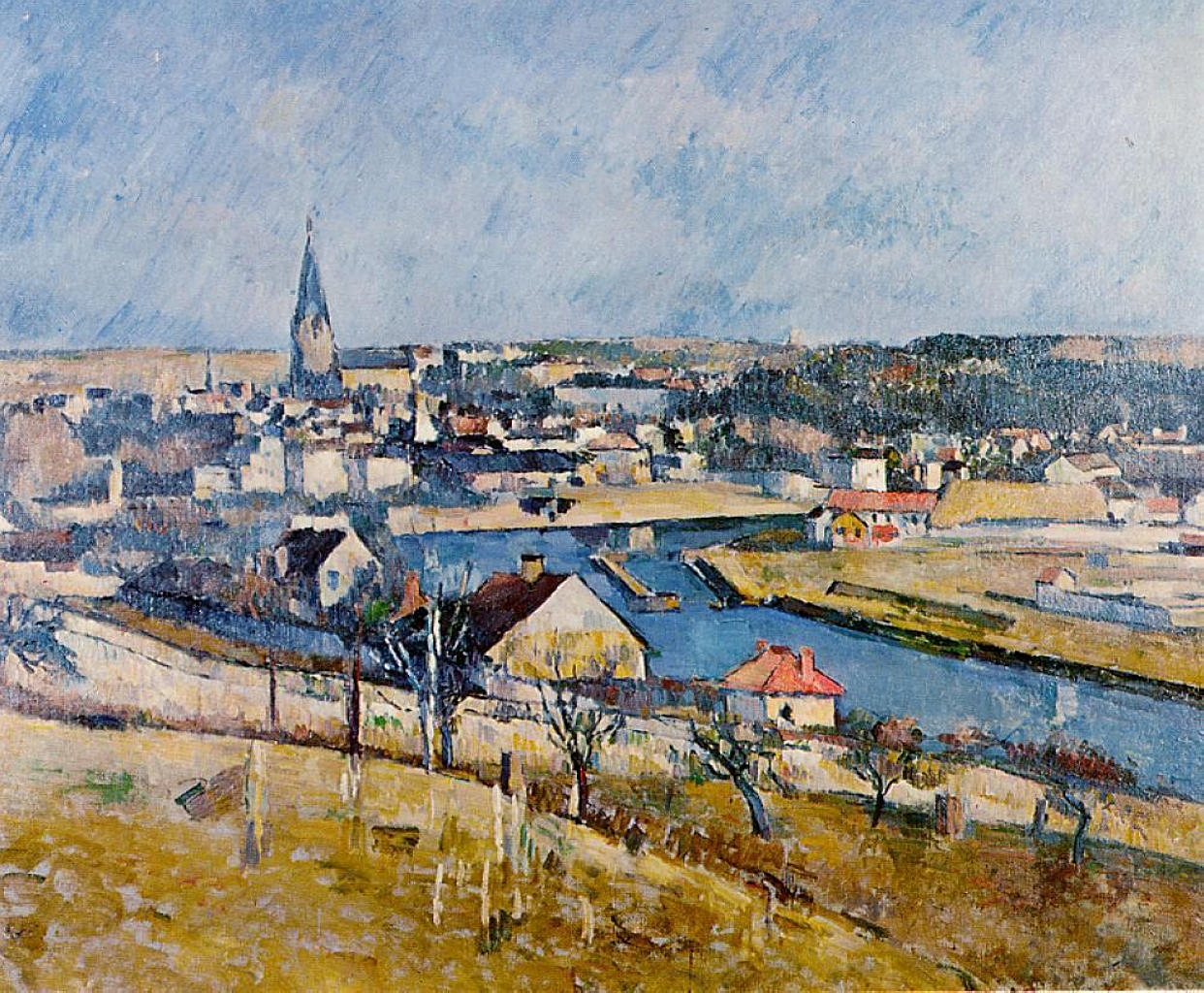
Paul Cézanne - Paysage d'Ile-de-France.

- Paul Cézanne, Place de village (c. 1881), fondation Barnes[169].
- Amand Cotelle-Hébert, Melun vue de Saint-Liesne (c. 1865), musée municipal de Melun[170]
- Victor de Grailly, Vue de Melun depuis le chemin de Vaux, entre 1824 et 1868, musée municipal de Melun[171]
- François-Marie Firmin-Girard, La part du pauvre (1887) (collection privée)[172]
- Joseph Mallord William Turner, Vue de Melun (1835) musée municipal de Melun[173]
- Henri Rouart, La terrasse au bord de la Seine à Melun (c. 1880), musée d'Orsay[174], Paris.

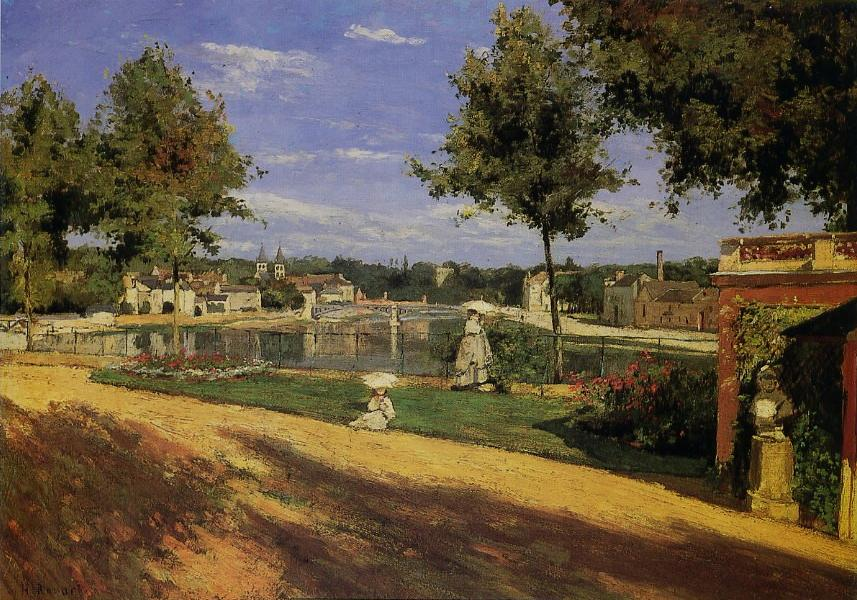
Henri Rouart - La terrasse au bord de la Seine à Melun.

- Henri Rouart, Le pont de Melun (1880), collection privée[175].

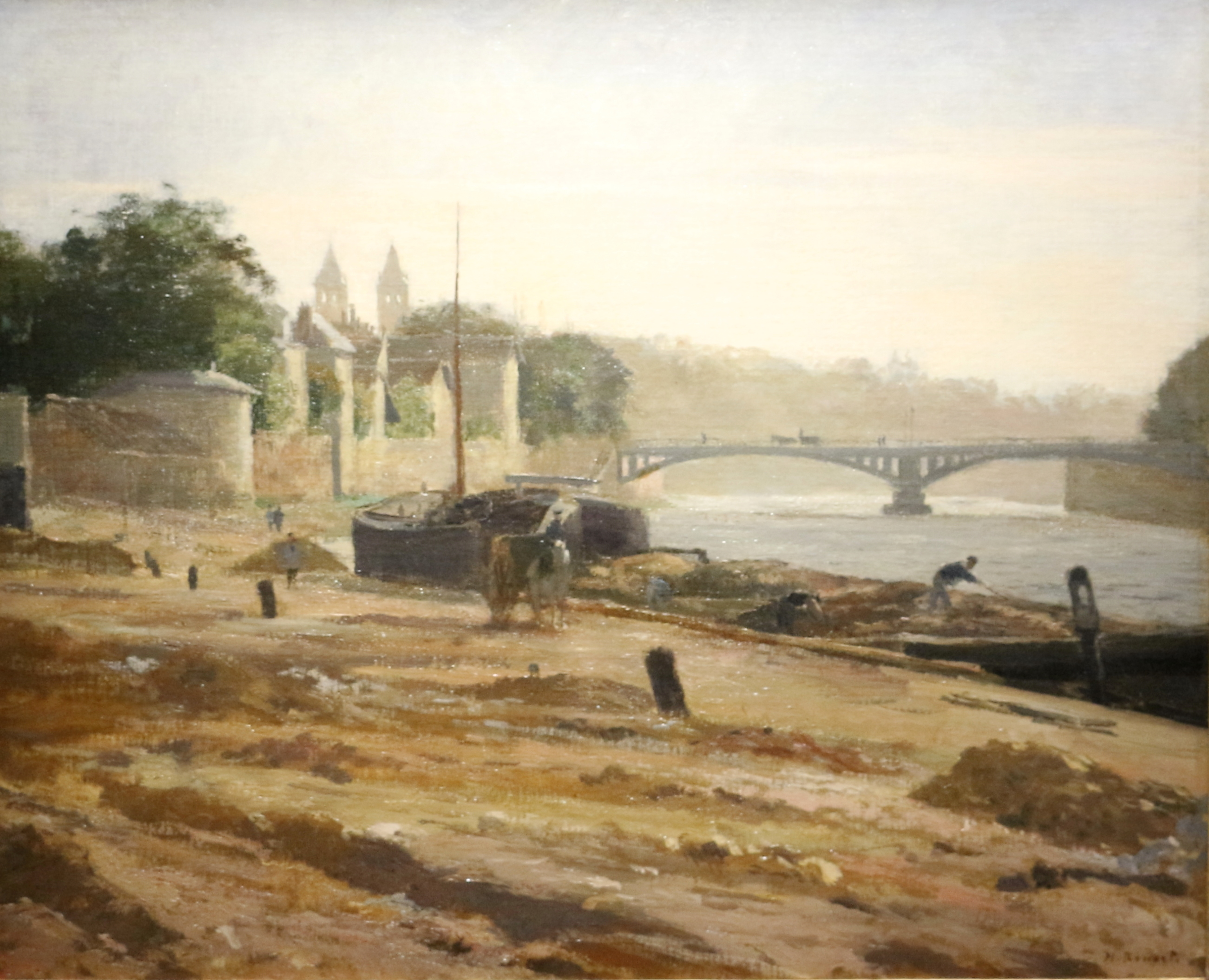
Henri Rouart - Le pont de Melun.

#### XXesiècle
- Henri Frechon, Vue de la rive Saint-Ambroise et du Pont-aux-Moulins depuis l’Île Saint-Étienne au XIXe siècle, musée municipal de Melun
- Maurice Utrillo, L'Église Notre-Dame de Melun dite L'Église Blanche (vers 1910-1915), musée national d'art moderne - centre Georges-Pompidou, Paris.
- Maurice Utrillo, Place Saint Barthélémy et église (vers 1922), collection privée.
- Georges Stein, Vue de la Seine depuis la promenade de Vaux, huile sur toile (vers 1914), musée municipal de Melun
- Georges Stein, Le Pont aux Fruits le soir, huile sur toile (vers 1914), musée municipal de Melun
- Georges Stein, Le Pont de Melun, huile sur toile (vers 1914), musée municipal de Melun
- Jack Chambrin, Vieilles maisons à Melun, passage Lebarbier, musée municipal de Melun[176].
- Jack Chambrin, Vieux Théâtre à Melun, 1944, musée municipal de Melun[177].

### Personnalités liées à la commune

#### Moyen Âge
- Le roi Robert II le Pieux, fondateur de la collégiale Notre-Dame de Melun, est mort au château de Melun en 1031.
- Constance d'Arles, meurt en 1032 dans le château de Melun.
- Philippe Ier de France, meurt en 1108 au château de Melun.
- Pierre Abélard (1079-1142), théologien, philosophe et compositeur ; il fut maître des écoles à Melun de 1102 à 1104. Une rue porte son nom.
- Robert de Melun (vers 1100-1167), théologien scolastique né en Angleterre, mais qui a travaillé en France. Il a été évêque de Hereford. En 1142, il se rendit à Melun pour y diriger une école. Ses disciples écrivirent un Ars meliduna (Art de Melun) qui eut une grande influence.
- Philippe II Auguste, roi de France, serait né à Melun ou à l'abbaye du Jard en 1165.
- Blanche de Castille (1188-1252), fondatrice de l'abbaye du Lys à Dammarie-les-Lys, y vécut et y décéda.
- Isabelle de France (1242-1271), fille de Saint-Louis et Thibaut II de Navarre se marièrent dans la collégiale Notre-Dame de Melun.
- Étienne Chevalier (vers 1410-1474), trésorier de France de Charles VII et de Louis XI, né à Melun et inhumé dans la collégiale Notre-Dame de Melun[178].

#### Époque moderne
- Pierre Certon (vers 1510-1572), musicien, célèbre par ses chansons courtoises polyphoniques, chanoine à la collégiale Notre-Dame de Melun en 1560.
- Jacques Amyot (1513-1593), y est né. Une place, un lycée et un collège portent son nom.
- Pierre Barrière (1566-1593), auteur d'une tentative de régicide, y est arrêté le 27 août 1593 et supplicié le 31 août 1593.
- Nicolas Fouquet (1615-1680), vicomte de Melun et de Vaux.
- François Langot (avant 1640 - 1680), graveur né dans cette ville.
- Nicolas Fontaine (1625-1709), écrivain et théologien français, y mourut.
- Philippe Néricault Destouches (1680-1754), comédien et auteur dramatique, fut gouverneur de Melun.
- Edme-François Mallet (1713-1755), théologien et encyclopédiste, né à Melun.
- Frère Agathon (1731-1798), supérieur général des Frères des écoles chrétiennes, installa en 1780 la maison généralice de sa congrégation à Melun (Maison du Saint-Enfant-Jésus, rue Saint-Ambroise) où elle demeura jusqu'à la suppression de la congrégation le 18 août 1792.
- Emmanuel Marie Michel Philippe Fréteau de Saint-Just (28 mars 1745 - Vaux-le-Pénil † exécuté le 27 prairial an II (15 juin 1794) - victime de la Révolution française), seigneur de Vaux-le-Pénil et de Saint-Liesne, conseiller de grand-chambre au parlement de Paris, député aux États généraux de 1789.
- Saint Salomon Leclercq (1745-1792), frère des écoles chrétiennes à Melun, martyr lors des massacres de la Prison des Carmes et reconnu saint par l'Église catholique, premier saint de la Révolution française.
- Germain Métier (1747-1834), prêtre constitutionnel et homme politique y exerça son sacerdoce et son activité politique.
- Honoré Louis Auguste Massol de Monteil (1747-1834), général français de la Révolution et de l’Empire, mort à Melun.
- Henri Simon (1764-1827), général français de la Révolution et de l’Empire né à Melun.

#### Époque contemporaine
- René Altmayer (1882-1976), général, y commanda la 2e division légère mécanique.
- Didier Anzieu (1923-1999), psychanalyste et universitaire français, y est né et a fait une partie de ses études au lycée Jacques-Amyot.
- Abdallah d'Asbonne (1776-1859), mamelouk, y vécut et y mourut.
- Chimène Badi, chanteuse française, est née à Melun en 1982.
- Louis-Antoine Beaunier (1779-1835), y est né. Ingénieur français, créateur de la première ligne de chemin de fer française. Une rue porte son nom.
- Samir Beloufa, footballeur franco-algérien né le 27 août 1979 à Melun. Il joua dans l'équipe du Melun Football Club et est international algérien.
- Joël Bettin (1966-), céiste, médaillé olympique.
- Georges Bret (1885-1970), homme politique.
- Armand Cassagne (1823-1907), peintre. Une rue et une école portent son nom.
- Pierre Chanteloup (1890-1976), aviateur-acrobate reposant au cimetière de Melun.
- Arthur Chaussy (1880-1945), homme politique et syndicaliste seine-et-marnais, a été député de Melun et y est décédé ; une place porte son nom
- Pierre Chouard (1903-1983), botaniste, habita et étudia à Melun.
- Ernest Clair-Guyot (1856-1938), lithographe, photographe.
- Émile Daumont (1834-1921), peintre, graveur, meurt à Melun[179].
- Alexandre Debanne, animateur de télévision est né à Melun en 1960.
- Pierre-Étienne Despatys de Courteille (1753-1841), dit « le Président Despatys », magistrat et homme politique, vécut et mourut à Melun. Une rue porte son nom.
- Omer Despatys (1838-1918), magistrat et homme politique, né à Melun, petit-fils du précédent.
- Raphaël Desroses, joueur de basket-ball.
- Franck Gastambide, né en 1978 dans cette ville, acteur, réalisateur.
- Anna Gavalda, romancière et nouvelliste française, y a élu résidence depuis plusieurs années.
- Étienne Gilson (1884-1978), philosophe et historien médiéviste, membre de l'Académie française, issu d'une famille melunaise, il s'y maria, y vécut, y écrivit. Il repose au cimetière de Melun-Nord. Une rue porte son nom.
- Albert Görge (1884-1970), secrétaire général de la mairie, député de Seine-et-Marne[180] ; une place porte son nom.
- Charles Claude Jacquinot (1772-1848), lieutenant général de cavalerie né à Melun.
- Eugène Le Bègue de Germiny (1841-1898), avocat et homme politique né à Melun.
- Philippe Lucas, ancien nageur et entraineur de Laure Manaudou jusqu'au mois d'août 2007.
- Jules Madeline (1871-1932), président du conseil d'administration du journal Le Matin de 1903 à 1920, né à Melun.
- Claude Makélélé a joué dans l'équipe du Melun Football Club.
- Laure Manaudou, championne olympique en 2004, s'est entrainée pendant plusieurs années à la piscine municipale. L'un des bassins porte son nom.
- Albert Moreau (1869-1915), pionnier de l'aviation. La rue où il s'est tué lors d'un vol d'essai le 20 mai 1915 porte son nom.
- Jean-Marie Muller, champion du monde de ski nautique (figures) en 1961, s'est retiré à Melun.
- Bruno Nuytten, directeur de la photographie et réalisateur, est né à Melun en 1945.
- Jacques Oudot (1913-1953), chirurgien et alpiniste, né à Melun.
- Félix Poilleux (1901-1981), président de l'académie de chirurgie, membre de l'académie de médecine, y est né et décédé.
- Jean-Charles Rabourdin (1838-1906), militaire, écrivain et membre de plusieurs sociétés savantes, y est né.
- Delphine Racinet-Réau, sportive française, pratiquant le tir dans la discipline de la « fosse olympique », médaillée lors des Jeux olympiques de Sydney (2000) et de Londres (2012), née à Melun.
- Daniel Revenu, escrimeur français, star du club d'escrime melunais, médaillé lors des Jeux olympiques et des Championnats du monde. Il est le fils du maître d'armes Ernest Revenu.
- Ernest Revenu (1910-1990), maître d'armes fondateur et animateur du Cercle d'Escrime de Melun de 1947 à 1981.
- Riss, caricaturiste et directeur de la rédaction de Charlie Hebdo, né à Melun.
- Hippolyte Rossignol (1837-1919), vétérinaire.
- Constantin Rozanoff (1905-1954), ingénieur et pilote d'essais, mort aux commandes d'un Mystère IV au centre d'essais en vol de Melun-Villaroche.
- François Michel de Rozière (1775-1842), ingénieur du corps des mines, né à Melun.
- Jean-Marie Saget (1929-2020), pilote d'essais français, mort à Melun.
- Henri Simon (1764-1827), général français, lieutenant général, commandeur de la Légion d'honneur, né à Melun.
- Werenoi (1994-2025), rappeur, chanteur et auteur-compositeur-interprète, né à Melun.
- Oumar Solet (2000-), footballeur professionnel, né à Melun.
- Georges Stein (1864-1917), artiste peintre.
- Lilian Thuram a joué dans l'équipe du Melun Football Club.
- Emmanuel Tugny, écrivain et musicien. Vit à Melun entre 1980 et 1993.
- Fred Zeller (1912-2003), homme politique et artiste peintre français, qui passa son enfance à Melun et fut élève du collège Jacques-Amyot.
- Cécile Bidault, autrice de bande dessinée et illustratrice est originaire de Melun.

### Héraldique, logo et devise

Logo de Melun.

| Blason de Melun | Blason  | D'azur semé de fleurs de lis d'or, au château donjonné de trois tours d'argent maçonné de sable, brochant sur le tout. Devise / CriFida muris usque ad mures : Fidèle aux murs jusqu'aux rats (c’est-à-dire jusqu'à manger des rats). |
| Blason de Melun | Détails | Le blason de la ville fait référence à l'époque médiévale puisque le roi de France Robert II meurt à Melun en 1031. Le statut officiel du blason reste à déterminer.                                                                  |

### Vie militaire
Unités militaires tenant ou ayant tenu garnison à Melun :
- Mamelouks de la Garde impériale, de 1802 à 1814 ;
- 31e régiment d'infanterie, 1906 ;
- 18e régiment de dragons, 1906 ;
- 13e régiment de dragons, (avant) 1937 - 1939 (jusqu'en ?) ;
- État-major de la 2e division légère mécanique, 1939 ;
- École des officiers de la Gendarmerie nationale, depuis 1945 ;
- 1er RAMa, de 1951 jusqu'en 1977[181] ;
- 16e régiment d'artillerie de 1977 à 1983 ;
- Groupement de gendarmes auxiliaires, quartier Pajol, de 1983 à 1987.

## Pour approfondir